# ВТБ јунајтед лига 2013/14.
ВТБ јунајтед лига 2013/14. била је пета комплетна сезона ВТБ јунајтед лиге. Ово је била прва сезона у којој је лига функционисала као највиши кошаркашки ранг у Русији. Почела је у октобру 2013. године првим колом регуларног дела сезоне, а завршила се у јуну 2015. године последњом утакмицом финала.
ЦСКА Москва је одбранио шампионску титулу.

## Формат
У регуларном делу сезоне тимови су били подељени у две групе од по 10 екипа. По две првопласиране екипе из обе групе оствариле су пласман у четвртфинале плеј-офа. Екипе које су оствариле пласман од 3. до 6. места пласирале су се у осмину финала плеј-офа.

## Тимови
Укупно 20 тимова из девет земаља такмичи се у лиги, укључујући десет из Русије, по две из Литваније и Украјине, по једну из Белорусије, Естоније, Казахстана, Летоније, Пољске и Чешке.

## Група А
|    | Тим                     | Игр. | Поб. | Изг. | П+   | П-   | П+/- | Бод |
| -- | ----------------------- | ---- | ---- | ---- | ---- | ---- | ---- | --- |
| 1  | УНИКС                   | 18   | 17   | 1    | 1371 | 1132 | +239 | 35  |
| 2  | Лијетувос Ритас         | 18   | 13   | 5    | 1456 | 1355 | +101 | 31  |
| 3  | Локомотива Кубањ        | 18   | 12   | 6    | 1330 | 1271 | +59  | 30  |
| 4  | Нижњи Новгород          | 18   | 11   | 7    | 1380 | 1276 | +104 | 29  |
| 5  | Јенисеј                 | 18   | 9    | 9    | 1560 | 1579 | -19  | 27  |
| 6  | Спартак Санкт Петербург | 18   | 7    | 11   | 1298 | 1365 | -67  | 25  |
| 7  | Туров                   | 18   | 6    | 12   | 1443 | 1525 | -82  | 24  |
| 8  | Нимбурк                 | 18   | 5    | 13   | 1430 | 1521 | -91  | 23  |
| 9  | Доњецк                  | 18   | 8    | 10   | 1229 | 1286 | -57  | 26  |
| 10 | Калев                   | 18   | 2    | 16   | 1369 | 1556 | -187 | 20  |

Легенда:

### Октобар
| 5. октобар 2013 14:00 | | Локомотива Кубањ | 88 : 74                                                             | Калев | Баскет хол арена, Краснодар Гледаоци: 3.500 Судије: Сергеј Чебишев, Јурис Кокаинис, Роман Пономаренко |  |
| 5. октобар 2013 14:00 | Четвртине: 19:9, 25:17, 27:25, 17:23                                                                      |                  |                                                                     |       | Баскет хол арена, Краснодар Гледаоци: 3.500 Судије: Сергеј Чебишев, Јурис Кокаинис, Роман Пономаренко |  |
| 5. октобар 2013 14:00 | Поени: Ричард Хендрикс 21 Скокови: Ричард Хендрикс, Крунослав Симон по 7 Асистенције: Мантас Калнијетис 8 |                  | Влад Молдовану 19 Влад Молдовеану, Френк Елегар по 5 Девин Гибсон 7 |       | Баскет хол арена, Краснодар Гледаоци: 3.500 Судије: Сергеј Чебишев, Јурис Кокаинис, Роман Пономаренко |  |

| 9. октобар 2013 18:00 |                                                                               | Јенисеј | 87 : 93                                       | Локомотива Кубањ | Спортска палата Иван Јаригин, Краснојарск Гледаоци: 2.000 Судије: Антон Махлин, Сергеј Круг, Игор Деменков |  |
| 9. октобар 2013 18:00 | Четвртине: 19:27, 21:21, 22:20, 25:25                                         |         |                                               |                  | Спортска палата Иван Јаригин, Краснојарск Гледаоци: 2.000 Судије: Антон Махлин, Сергеј Круг, Игор Деменков |  |
| 9. октобар 2013 18:00 | Поени: Ентони Фишер 19 Скокови: Кристијан Бернс 5 Асистенције: Алекс Ренфро 8 |         | Дерик Браун 23 Дерик Браун 11 Три играча по 4 |                  | Спортска палата Иван Јаригин, Краснојарск Гледаоци: 2.000 Судије: Антон Махлин, Сергеј Круг, Игор Деменков |  |

| 10. октобар 2013 19:00 |                                                                       | Калев | 78 : 82                                              | Нимбурк | Саку Сурхал арена, Талин Гледаоци: 1.500 Судије: Јакуб Замојски, Иља Путенко, Ингус Бауманис |  |
| 10. октобар 2013 19:00 | Четвртине: 18:20, 25:25, 15:13, 20:24                                 |       |                                                      |         | Саку Сурхал арена, Талин Гледаоци: 1.500 Судије: Јакуб Замојски, Иља Путенко, Ингус Бауманис |  |
| 10. октобар 2013 19:00 | Поени: Армандс Шкеле 19 Скокови: Бамба Фол 9 Асистенције: Танел Сок 3 |       | Радослав Ранчик 23 Радослав Ранчик 6 Скот Рејнолдс 5 |         | Саку Сурхал арена, Талин Гледаоци: 1.500 Судије: Јакуб Замојски, Иља Путенко, Ингус Бауманис |  |

| 13. октобар 2013 14:00 | | Нижњи Новгород | 66 : 70                                                           | Лијетувос Ритас | Палата спортова Нижњи Новгород, Нижњи Новгород Гледаоци: 2.500 Судије: Борис Рижик, Аре Халико, Оскар Лучис |  |
| 13. октобар 2013 14:00 | Четвртине: 18:10, 22:21, 19:17, 7:22                                                                              |                |                                                                   |                 | Палата спортова Нижњи Новгород, Нижњи Новгород Гледаоци: 2.500 Судије: Борис Рижик, Аре Халико, Оскар Лучис |  |
| 13. октобар 2013 14:00 | Поени: Примож Брежец 17 Скокови: Примож Брежец, Семјон Антонов по 6 Асистенције: Семјон Антонов, Брендон Пол по 3 |                | Реналдас Сејбутис 18 Хуан Паласиос 8 Хуан Паласиос, Омар Кук по 3 |                 | Палата спортова Нижњи Новгород, Нижњи Новгород Гледаоци: 2.500 Судије: Борис Рижик, Аре Халико, Оскар Лучис |  |

| 13. октобар 2013 18:00 |                                                                                       | УНИКС | 72 : 62                                                         | Туров | Баскет хол Казањ, Казањ Гледаоци: 3.500 Судије: Јургис Лавринавичијус, Јурис Кокаинис, Танел Суслов |  |
| 13. октобар 2013 18:00 | Четвртине: 23:12, 20:21, 17:12, 12:17                                                 |       |                                                                 |       | Баскет хол Казањ, Казањ Гледаоци: 3.500 Судије: Јургис Лавринавичијус, Јурис Кокаинис, Танел Суслов |  |
| 13. октобар 2013 18:00 | Поени: Костас Кајмакоглу 14 Скокови: Костас Кајмакоглу 11 Асистенције: Тајвејн Маки 5 |       | Дамијан Кулиг 19 Џеј Ар Принс 7 Дамијан Кулиг, Тони Тејлор по 3 |       | Баскет хол Казањ, Казањ Гледаоци: 3.500 Судије: Јургис Лавринавичијус, Јурис Кокаинис, Танел Суслов |  |

| 13. октобар 2013 18:00 |                                                                             | Доњецк | 83 : 65                                | Спартак Санкт Петербург | Арена Дружба, Доњецк Гледаоци: 3.500 Судије: Роберт Виклицки, Гинтарас Виткаускас, Пјотр Ивашков |  |
| 13. октобар 2013 18:00 | Четвртине: 22:15, 20:14, 17:21, 24:15                                       |        |                                        |                         | Арена Дружба, Доњецк Гледаоци: 3.500 Судије: Роберт Виклицки, Гинтарас Виткаускас, Пјотр Ивашков |  |
| 13. октобар 2013 18:00 | Поени: Бен Макали 23 Скокови: Бен Макали 13 Асистенције: Георгиј Цинцадзе 9 |        | Стив Берт 19 Џаред Хоман 9 Стив Берт 6 |                         | Арена Дружба, Доњецк Гледаоци: 3.500 Судије: Роберт Виклицки, Гинтарас Виткаускас, Пјотр Ивашков |  |

| 19. октобар 2013 18:00 |                                                                                       | УНИКС | 86 : 77                                                                   | Јенисеј | Баскет хол Казањ, Казањ Гледаоци: 3.000 Судије: Владимир Охрименко, Семјон Овинов, Елена Чернова |  |
| 19. октобар 2013 18:00 | Четвртине: 22:19, 26:21, 19:13, 19:24                                                 |       |                                                                           |         | Баскет хол Казањ, Казањ Гледаоци: 3.000 Судије: Владимир Охрименко, Семјон Овинов, Елена Чернова |  |
| 19. октобар 2013 18:00 | Поени: Ендру Гаудлок 23 Скокови: Владимир Веремејенко 11 Асистенције: Ендру Гаудлок 6 |       | Кристијан Бернс 17 Кристијан Бернс 7 Василиј Заворујев, Ентони Фишер по 3 |         | Баскет хол Казањ, Казањ Гледаоци: 3.000 Судије: Владимир Охрименко, Семјон Овинов, Елена Чернова |  |

| 20. октобар 2013 16:00 |                                                                                     | Доњецк | 80 : 74                                                           | Нимбурк | Арена Дружба, Доњецк Гледаоци: 4.127 Судије: Јургис Лавринавичијус, Мирослав Томов, Генадиј Пономарёв |  |
| 20. октобар 2013 16:00 | Четвртине: 22:15, 16:18, 22:23, 20:18                                               |        |                                                                   |         | Арена Дружба, Доњецк Гледаоци: 4.127 Судије: Јургис Лавринавичијус, Мирослав Томов, Генадиј Пономарёв |  |
| 20. октобар 2013 16:00 | Поени: Марк Килингсворт 23 Скокови: Марк Килингсворт 7 Асистенције: Бернард Кинг 12 |        | Радослав Ранчик 15 Три играча по 5 Јиржи Велш, Скот Рејнолдс по 5 |         | Арена Дружба, Доњецк Гледаоци: 4.127 Судије: Јургис Лавринавичијус, Мирослав Томов, Генадиј Пономарёв |  |

| 20. октобар 2013 17:00 |                                                                         | Калев | 84 : 92                                         | Нижњи Новгород | Саку Сурхал арена, Талин Гледаоци: 500 Судије: Томас Јасевичијус, Андрис Аукоргес, Борис Габара |  |
| 20. октобар 2013 17:00 | Четвртине: 14:22, 18:31, 33:15, 19:24                                   |       |                                                 |                | Саку Сурхал арена, Талин Гледаоци: 500 Судије: Томас Јасевичијус, Андрис Аукоргес, Борис Габара |  |
| 20. октобар 2013 17:00 | Поени: Тај Абот 35 Скокови: Френк Елегар 9 Асистенције: Армандс Шкеле 4 |       | Примож Брежец 18 Владимир Ивлев 9 Вадим Панин 7 |                | Саку Сурхал арена, Талин Гледаоци: 500 Судије: Томас Јасевичијус, Андрис Аукоргес, Борис Габара |  |

| 20. октобар 2013 17:45 |                                                                               | Туров | 77 : 65                                            | Спартак Санкт Петербург | Спортски центар Згожелец, Згожелец Гледаоци: 1.000 Судије: Иво Долинек, Миндаугас Вечерскис, Владислав Исаченко |  |
| 20. октобар 2013 17:45 | Четвртине: 21:19, 19:15, 12:16, 25:15                                         |       |                                                    |                         | Спортски центар Згожелец, Згожелец Гледаоци: 1.000 Судије: Иво Долинек, Миндаугас Вечерскис, Владислав Исаченко |  |
| 20. октобар 2013 17:45 | Поени: Дамијан Кулиг 16 Скокови: Филип Дилевиц 8 Асистенције: Филип Дилевиц 6 |       | Алексеј Суровцев 16 Џаред Хоман 6 Доналд Макграт 5 |                         | Спортски центар Згожелец, Згожелец Гледаоци: 1.000 Судије: Иво Долинек, Миндаугас Вечерскис, Владислав Исаченко |  |

| 20. октобар 2013 18:00 |                                                                              | Локомотива Кубањ | 51 : 66                                                           | Лијетувос Ритас | Баскет хол арена, Краснодар Гледаоци: 4.800 Судије: Милија Војиновић, Арнис Озолс, Андреј Шарапа |  |
| 20. октобар 2013 18:00 | Четвртине: 12:21, 16:19, 15:10, 8:16                                         |                  |                                                                   |                 | Баскет хол арена, Краснодар Гледаоци: 4.800 Судије: Милија Војиновић, Арнис Озолс, Андреј Шарапа |  |
| 20. октобар 2013 18:00 | Поени: Дерик Браун 11 Скокови: Ричард Хендрикс 9 Асистенције: Сергеј Биков 5 |                  | Хуан Паласиос, Даријус Сонгајла по 12 Хуан Паласиос 14 Омар Кук 7 |                 | Баскет хол арена, Краснодар Гледаоци: 4.800 Судије: Милија Војиновић, Арнис Озолс, Андреј Шарапа |  |

| 27. октобар 2013 16:00 | | Нимбурк | 77 : 73                                           | Туров | Типспорт арена, Праг Гледаоци: 2.000 Судије: Аре Халико, Милан Зенис, Рафаел Ганијев |  |
| 27. октобар 2013 16:00 | Четвртине: 20:18, 19:23, 17:15, 21:17                                                                  |         |                                                   |       | Типспорт арена, Праг Гледаоци: 2.000 Судије: Аре Халико, Милан Зенис, Рафаел Ганијев |  |
| 27. октобар 2013 16:00 | Поени: Радослав Ранчик 20 Скокови: Радослав Ранчик 12 Асистенције: Радослав Ранчик, Честер Симонс по 4 |         | Филип Дилевиц 17 Филип Дилевиц 10 Филип Дилевиц 4 |       | Типспорт арена, Праг Гледаоци: 2.000 Судије: Аре Халико, Милан Зенис, Рафаел Ганијев |  |

| 27. октобар 2013 14:00 |                                                                                    | Лијетувос Ритас | 62 : 75                                          | УНИКС | Сименс арена, Вилњус Гледаоци: 4.100 Судије: Петри Ментиле, Марек Малишевски, Александар Сирица |  |
| 27. октобар 2013 14:00 | Четвртине: 16:14, 10:17, 19:19, 17:25                                              |                 |                                                  |       | Сименс арена, Вилњус Гледаоци: 4.100 Судије: Петри Ментиле, Марек Малишевски, Александар Сирица |  |
| 27. октобар 2013 14:00 | Поени: Мартинас Гецевичијус 14 Скокови: Даријус Сонгајла 8 Асистенције: Омар Кук 5 |                 | Ендру Гаудлок 28 Дмитриј Соколов 6 Никос Зисис 4 |       | Сименс арена, Вилњус Гледаоци: 4.100 Судије: Петри Ментиле, Марек Малишевски, Александар Сирица |  |

| 27. октобар 2013 17:00 |                                                                                                 | Калев | 86 : 80                                   | Доњецк | Саку Сурхал арена, Талин Гледаоци: 1.400 Судије: Сергеј Михаилов, Оскар Лучис, Мартинас Гудас |  |
| 27. октобар 2013 17:00 | Четвртине: 26:14, 15:18, 23:13, 22:35                                                           |       |                                           |        | Саку Сурхал арена, Талин Гледаоци: 1.400 Судије: Сергеј Михаилов, Оскар Лучис, Мартинас Гудас |  |
| 27. октобар 2013 17:00 | Поени: Армандс Шкеле 15 Скокови: Френк Елегар 9 Асистенције: Рајан Вајдеман, Армандс Шкеле по 3 |       | Бен Макали 23 Бен Макали 8 Бернард Кинг 7 |        | Саку Сурхал арена, Талин Гледаоци: 1.400 Судије: Сергеј Михаилов, Оскар Лучис, Мартинас Гудас |  |

| 27. октобар 2013 18:00 |                                                                              | Нижњи Новгород | 73 : 84                                                               | Локомотива Кубањ | Палата спортова Нижњи Новгород, Нижњи Новгород Гледаоци: 2.500 Судије: Антон Махлин, Алексеј Давидов ; Јевгениј Ветров |  |
| 27. октобар 2013 18:00 | Четвртине: 20:25, 23:17, 20:19, 10:23                                        |                |                                                                       |                  | Палата спортова Нижњи Новгород, Нижњи Новгород Гледаоци: 2.500 Судије: Антон Махлин, Алексеј Давидов ; Јевгениј Ветров |  |
| 27. октобар 2013 18:00 | Поени: Семјон Антонов 19 Скокови: Три играча по 5 Асистенције: Вадим Панин 5 |                | Дерик Браун 19 Ричард Хендрикс, Симас Јасаитис по 5 Маркус Вилијамс 6 |                  | Палата спортова Нижњи Новгород, Нижњи Новгород Гледаоци: 2.500 Судије: Антон Махлин, Алексеј Давидов ; Јевгениј Ветров |  |

### Новембар
| 3. новембар 2013 17:00 |                                                                             | Спартак Санкт Петербург | 84 : 72                                            | Лијетувос Ритас | Сибур арена, Санкт Петербург Гледаоци: 600 Судије: Јакуб Замојски, Роман Пономаренко, Танел Суслов |  |
| 3. новембар 2013 17:00 | Четвртине: 14:14, 20:12, 23:25, 27:21                                       |                         |                                                    |                 | Сибур арена, Санкт Петербург Гледаоци: 600 Судије: Јакуб Замојски, Роман Пономаренко, Танел Суслов |  |
| 3. новембар 2013 17:00 | Поени: Џаред Хоман 21 Скокови: Џаред Хоман 13 Асистенције: Доналд Макграт 7 |                         | Реналдас Сејбутис 15 Даријус Сонгајла 6 Омар Кук 8 |                 | Сибур арена, Санкт Петербург Гледаоци: 600 Судије: Јакуб Замојски, Роман Пономаренко, Танел Суслов |  |

| 3. новембар 2013 17:45 |                                                                                | Туров | 104 : 108                                       | Доњецк | Спортски центар Згожелец, Згожелец Гледаоци: 831 Судије: Томас Јасевичијус, Вацлав Лукеш, Андреј Шарапа |  |
| 3. новембар 2013 17:45 | Четвртине: 30:29, 20:21, 22:23, 15:19                                          |       |                                                 |        | Спортски центар Згожелец, Згожелец Гледаоци: 831 Судије: Томас Јасевичијус, Вацлав Лукеш, Андреј Шарапа |  |
| 3. новембар 2013 17:45 | Поени: Немања Јарамаз 30 Скокови: Лукас Винчјарс 8 Асистенције: Џеј Ар Принс 6 |       | Бен Макали 28 Марк Килингсворт 5 Бернард Кинг 9 |        | Спортски центар Згожелец, Згожелец Гледаоци: 831 Судије: Томас Јасевичијус, Вацлав Лукеш, Андреј Шарапа |  |

| 3. новембар 2013 18:00 |                                                                                               | УНИКС | 76 : 68                                        | Нижњи Новгород | Баскет хол Казањ, Казањ Гледаоци: 3.500 Судије: Борис Шуљга, Семјон Овинов, Иља Путенко |  |
| 3. новембар 2013 18:00 | Четвртине: 12:19, 28:18, 17:18, 19:13                                                         |       |                                                |                | Баскет хол Казањ, Казањ Гледаоци: 3.500 Судије: Борис Шуљга, Семјон Овинов, Иља Путенко |  |
| 3. новембар 2013 18:00 | Поени: Ендру Гаудлок 21 Скокови: Никита Курбанов, Чак Ајдсон по 6 Асистенције: Тајвејн Маки 4 |       | Диџон Томпсон 18 Диџон Томпсон 7 Вадим Панин 5 |                | Баскет хол Казањ, Казањ Гледаоци: 3.500 Судије: Борис Шуљга, Семјон Овинов, Иља Путенко |  |

| 3. новембар 2013 19:00 |                                                                                     | Јенисеј | 80 : 79                                                            | Нимбурк | Спортска палата Иван Јаригин, Краснојарск Гледаоци: 3.000 Судије: Борис Рижик, Мартинас Гудас, Танел Суслов |  |
| 3. новембар 2013 19:00 | Четвртине: 16:16, 22:13, 22:27, 20:23                                               |         |                                                                    |         | Спортска палата Иван Јаригин, Краснојарск Гледаоци: 3.000 Судије: Борис Рижик, Мартинас Гудас, Танел Суслов |  |
| 3. новембар 2013 19:00 | Поени: Вјачеслав Зајцев 17 Скокови: Александар Павлов 7 Асистенције: Алекс Ренфро 7 |         | Скот Рејнолдс 23 Радослав Ранчик, Дилан Пејџ по 7 Скот Рејнолдс 11 |         | Спортска палата Иван Јаригин, Краснојарск Гледаоци: 3.000 Судије: Борис Рижик, Мартинас Гудас, Танел Суслов |  |

| 9. новембар 2013 17:40 |                                                                                 | Нижњи Новгород | 73 : 67                                           | Спартак | Палата спортова Нижњи Новгород, Нижњи Новгород Гледаоци: 2.000 Судије: Сергеј Круг, Сергеј Бељаков, Александар Романов |  |
| 9. новембар 2013 17:40 | Четвртине: 27:18, 13:18, 17:10, 16:21                                           |                |                                                   |         | Палата спортова Нижњи Новгород, Нижњи Новгород Гледаоци: 2.000 Судије: Сергеј Круг, Сергеј Бељаков, Александар Романов |  |
| 9. новембар 2013 17:40 | Поени: Диџон Томпсон 18 Скокови: Примож Брежец 8 Асистенције: Дмитриј Хвостов 5 |                | Доналд Макграт 22 Јуриј Першин 4 Доналд Макграт 4 |         | Палата спортова Нижњи Новгород, Нижњи Новгород Гледаоци: 2.000 Судије: Сергеј Круг, Сергеј Бељаков, Александар Романов |  |

| 10. новембар 2013 17:00 |                                                                                       | Локомотива Кубањ | 53 : 66                                                               | УНИКС | Баскет хол арена, Краснодар Гледаоци: 3.500 Судије: Саша Пукл, Томас Јасевичијус, Сергеј Михаилов |  |
| 10. новембар 2013 17:00 | Четвртине: 6:21, 16:17, 14:6, 17:22                                                   |                  |                                                                       |       | Баскет хол арена, Краснодар Гледаоци: 3.500 Судије: Саша Пукл, Томас Јасевичијус, Сергеј Михаилов |  |
| 10. новембар 2013 17:00 | Поени: Ричард Хендрикс 13 Скокови: Ричард Хендрикс 8 Асистенције: Мантас Калнијетис 6 |                  | Ендру Гаудлок 27 Костас Кајмакоглу, Никита Курбанов по 8 Чак Ајдсон 5 |       | Баскет хол арена, Краснодар Гледаоци: 3.500 Судије: Саша Пукл, Томас Јасевичијус, Сергеј Михаилов |  |

| 10. новембар 2013 17:00 |                                                                                 | Нимбурк | 61 : 76                                              | Лијетувос Ритас | Типспорт арена , Праг Гледаоци: 1.550 Судије: Срђан Дозаи, Борис Габара, Алексеј Давидов |  |
| 10. новембар 2013 17:00 | Четвртине: 19:19,, 11:19, 11:19, 20:19                                          |         |                                                      |                 | Типспорт арена , Праг Гледаоци: 1.550 Судије: Срђан Дозаи, Борис Габара, Алексеј Давидов |  |
| 10. новембар 2013 17:00 | Поени: Радослав Ранчик 17 Скокови: Рашид Махалбашић 8 Асистенције: Јиржи Велш 3 |         | Мартинас Гецевичијус 20 Стеван Јеловац 7 Омар Кук 10 |                 | Типспорт арена , Праг Гледаоци: 1.550 Судије: Срђан Дозаи, Борис Габара, Алексеј Давидов |  |

| 11. новембар 2013 19:10 |                                                                                         | Јенисеј | 84 : 92                                             | Доњецк | Спортска палата Иван Јаригин, Краснојарск Гледаоци: 2.200 Судије: Марек Цмикевич, Александар Сирица, Петри Ментиле |  |
| 11. новембар 2013 19:10 | Четвртине: 28:22, 20:26, 22:17, 14:27                                                   |         |                                                     |        | Спортска палата Иван Јаригин, Краснојарск Гледаоци: 2.200 Судије: Марек Цмикевич, Александар Сирица, Петри Ментиле |  |
| 11. новембар 2013 19:10 | Поени: Кристијан Бернс 18 Скокови: Елмедин Кикановић 7 Асистенције: Василиј Заворујев 5 |         | Бернард Кинг 23 Марко Килингсворт 12 Бернард Кинг 6 |        | Спортска палата Иван Јаригин, Краснојарск Гледаоци: 2.200 Судије: Марек Цмикевич, Александар Сирица, Петри Ментиле |  |

| 17. новембар 2013 15:30 |                                                                          | Спартак Санкт Петербург | 54 : 64                                            | Локомотив-Кубань | Сибур арена, Санкт Петербург Гледаоци: 2. 600 Судије: Олег Латишев, Владимир Охрименко, Семјон Овинов |  |
| 17. новембар 2013 15:30 | Четвртине: 8:19, 9:15, 24:14, 13:16                                      |                         |                                                    |                  | Сибур арена, Санкт Петербург Гледаоци: 2. 600 Судије: Олег Латишев, Владимир Охрименко, Семјон Овинов |  |
| 17. новембар 2013 15:30 | Поени: Стивен Берт 14 Скокови: Џаред Хоман 11 Асистенције: Стивен Берт 4 |                         | Дерик Браун 15 Ричард Хендрикс 8 Маркус Вилијамс 4 |                  | Сибур арена, Санкт Петербург Гледаоци: 2. 600 Судије: Олег Латишев, Владимир Охрименко, Семјон Овинов |  |

| 17. новембар 2013 16:00 |                                                                                                | Доњецк | 68 : 89                                         | Лијетувос Ритас | Арена Дружба, Доњецк Гледаоци: 4.327 Судије: Антон Махлин, Аре Халико, Иља Путенко |  |
| 17. новембар 2013 16:00 | Четвртине: 21:23, 14:26, 16:11, 17:29                                                          |        |                                                 |                 | Арена Дружба, Доњецк Гледаоци: 4.327 Судије: Антон Махлин, Аре Халико, Иља Путенко |  |
| 17. новембар 2013 16:00 | Поени: Марко Килингсворт, Бернард Кинг по 14 Скокови: Бен Макали 8 Асистенције: Бернард Кинг 7 |        | Стеван Јеловац 15 Даријус Сонгајла 9 Омар Кук 9 |                 | Арена Дружба, Доњецк Гледаоци: 4.327 Судије: Антон Махлин, Аре Халико, Иља Путенко |  |

| 17. новембар 2013 17;00 |                                                                              | Нимбурк | 70 : 85                                                                             | Нижњи Новгород | Типспорт арена , Праг Гледаоци: 752 Судије: Томислав Вовк, Владимир Педијев, Март Вахендрик |  |
| 17. новембар 2013 17;00 | Четвртине: 17:20, 12:27, 20:9, 21:29                                         |         |                                                                                     |                | Типспорт арена , Праг Гледаоци: 752 Судије: Томислав Вовк, Владимир Педијев, Март Вахендрик |  |
| 17. новембар 2013 17;00 | Поени: Дилан Пејџ 18 Скокови: Честер Симонс 8 Асистенције: Владо Илијевски 7 |         | Семјон Антонов, Пјотр Губанов по 17 Диџон Томпсон 9 Вадим Панин, Диџон Томпсон по 4 |                | Типспорт арена , Праг Гледаоци: 752 Судије: Томислав Вовк, Владимир Педијев, Март Вахендрик |  |

| 18. новембар 2013 19:00 |                                                                                              | Туров | 98 : 74                                                | Јенисеј | Спортска хала Људова, Вроцлав Гледаоци: 920 Судије: Томислав Вовк, Гинтарас Виткаускас, Владимир Педијев |  |
| 18. новембар 2013 19:00 | Четвртине: 27:21, 29:18, 24:19, 18:16                                                        |       |                                                        |         | Спортска хала Људова, Вроцлав Гледаоци: 920 Судије: Томислав Вовк, Гинтарас Виткаускас, Владимир Педијев |  |
| 18. новембар 2013 19:00 | Поени: Дамијан Кулиг 20 Скокови: Филип Дилевиц 8 Асистенције: Џеј Ар Принс, Тони Тајлор по 5 |       | Кристијан Бернс 14 Андреј Комаровски 5 Три играча по 2 |         | Спортска хала Људова, Вроцлав Гледаоци: 920 Судије: Томислав Вовк, Гинтарас Виткаускас, Владимир Педијев |  |

| 24. новембар 2013 17:00 | | Калев | 60 : 57                                               | УНИКС | Саку Сурхал арена, Талин Гледаоци: 1.200 Судије: Сашо Петек, Роберт Виклицки, Артурас Шукис |  |
| 24. новембар 2013 17:00 | Четвртине: 23:13, 13:14, 15:11, 9:19                                                                |       |                                                       |       | Саку Сурхал арена, Талин Гледаоци: 1.200 Судије: Сашо Петек, Роберт Виклицки, Артурас Шукис |  |
| 24. новембар 2013 17:00 | Поени: Влад Молдовеану 17 Скокови: Влад Молдовеану, Френк Елегар по 12 Асистенције: Армандс Шкеле 3 |       | Ендру Гаудлок 14 Костас Кајмакоглу 10 Три играча по 1 |       | Саку Сурхал арена, Талин Гледаоци: 1.200 Судије: Сашо Петек, Роберт Виклицки, Артурас Шукис |  |

| 24. новембар 2013 19:10 |                                                                                  | Јенисеј | 77 : 83                                             | Лијетувос Ритас | Спортска палата Иван Јаригин, Краснојарск Гледаоци: 1.200 Судије: Јурис Кокаинис, Март Вахендрик, Пјотр Ивашков |  |
| 24. новембар 2013 19:10 | Четвртине: 20:19, 20:29, 18:20, 19:15                                            |         |                                                     |                 | Спортска палата Иван Јаригин, Краснојарск Гледаоци: 1.200 Судије: Јурис Кокаинис, Март Вахендрик, Пјотр Ивашков |  |
| 24. новембар 2013 19:10 | Поени: Кристијан Бернс 22 Скокови: Кристијан Бернс 8 Асистенције: Ентони Фишер 5 |         | Мартинас Гецевичијус 21 Стеван Јеловац 8 Омар Кук 9 |                 | Спортска палата Иван Јаригин, Краснојарск Гледаоци: 1.200 Судије: Јурис Кокаинис, Март Вахендрик, Пјотр Ивашков |  |

### Децембар
| 1. децембар 2013 16:00 |                                                                              | Доњецк | 75 : 83                                      | Нижњи Новгород | Арена Дружба, Доњецк Гледаоци: 1.700 Судије: Олег Латишев, Александар Глишић, Петер Зениш |  |
| 1. децембар 2013 16:00 | Четвртине: 24:30, 22:24, 9:15, 20:14                                         |        |                                              |                | Арена Дружба, Доњецк Гледаоци: 1.700 Судије: Олег Латишев, Александар Глишић, Петер Зениш |  |
| 1. децембар 2013 16:00 | Поени: Бен Макали 25 Скокови: Георгиј Цинцадзе 5 Асистенције: Бернард Кинг 6 |        | Лук Бабит 21 Примож Брежец 7 Диџон Томпсон 5 |                | Арена Дружба, Доњецк Гледаоци: 1.700 Судије: Олег Латишев, Александар Глишић, Петер Зениш |  |

| 1. децембар 2013 17:00 |                                                                                    | Локомотива Кубањ | 85 : 72                                            | Нимбурк | Баскет хол арена, Краснодар Гледаоци: 2.251 Судије: Петри Ментиле, Миндаугас Вечерскис, Александар Сирица |  |
| 1. децембар 2013 17:00 | Четвртине: 19:19, 25:19, 19:19, 22:15                                              |                  |                                                    |         | Баскет хол арена, Краснодар Гледаоци: 2.251 Судије: Петри Ментиле, Миндаугас Вечерскис, Александар Сирица |  |
| 1. децембар 2013 17:00 | Поени: Валериј Лиходеј 19 Скокови: Алекс Марић 9 Асистенције: Мантас Калнијетис 11 |                  | Радослав Ранчик 15 Рашид Махалбашић 6 Јиржи Велш 8 |         | Баскет хол арена, Краснодар Гледаоци: 2.251 Судије: Петри Ментиле, Миндаугас Вечерскис, Александар Сирица |  |

| 1. децембар 2013 17:45 |                                                                                                  | Туров | 62 : 74                                                        | Лијетувос Ритас | Спортска хала Људова, Вроцлав Гледаоци: 1.700 Судије: Луиш Лопеш, Станислав Кучера, Јевгениј Ветров |  |
| 1. децембар 2013 17:45 | Четвртине: 12:15, 20:23, 23:15, 7:21                                                             |       |                                                                |                 | Спортска хала Људова, Вроцлав Гледаоци: 1.700 Судије: Луиш Лопеш, Станислав Кучера, Јевгениј Ветров |  |
| 1. децембар 2013 17:45 | Поени: Лукас Винчјарс 13 Скокови: Филип Дилевиц, Џеј Ар Принс по 6 Асистенције: Лукас Винчјарс 3 |       | Мартинас Гецевичијус 23 Хуан Паласиос 7 Мартинас Гецевичијус 4 |                 | Спортска хала Људова, Вроцлав Гледаоци: 1.700 Судије: Луиш Лопеш, Станислав Кучера, Јевгениј Ветров |  |

| 1. децембар 2013 18:00 |                                                                           | УНИКС | 83 : 49                                       | Спартак Санкт Петербург | Баскет хол Казањ, Казањ Гледаоци: 3.500 Судије: Срђан Дозаи, Алексеј Давјдов, Јевгениј Островски |  |
| 1. децембар 2013 18:00 | Четвртине: 21:12, 25:21, 18:13, 19:3                                      |       |                                               |                         | Баскет хол Казањ, Казањ Гледаоци: 3.500 Судије: Срђан Дозаи, Алексеј Давјдов, Јевгениј Островски |  |
| 1. децембар 2013 18:00 | Поени: Тајвејн Маки 16 Скокови: Три играча по 5 Асистенције: Чак Ајдсон 4 |       | Џаред Хоман 14 Џаред Хоман 9 Доналд Макграт 4 |                         | Баскет хол Казањ, Казањ Гледаоци: 3.500 Судије: Срђан Дозаи, Алексеј Давјдов, Јевгениј Островски |  |

| 1. децембар 2013 19:00 |                                                                                          | Калев | 91 : 99                                       | Јенисеј | Саку Сурхал арена, Талин Гледаоци: 1.700 Судије: Томас Јасевичијус, Иво Долинек, Марек Малишевски |  |
| 1. децембар 2013 19:00 | Четвртине: 29:27, 18:25, 25:18, 19:29                                                    |       |                                               |         | Саку Сурхал арена, Талин Гледаоци: 1.700 Судије: Томас Јасевичијус, Иво Долинек, Марек Малишевски |  |
| 1. децембар 2013 19:00 | Поени: Тај Абот, Френк Елегар по 19 Скокови: Три играча по 6 Асистенције: Девин Гибсон 5 |       | Алекс Ренфро 31 Алекс Ренфро 7 Алекс Ренфро 6 |         | Саку Сурхал арена, Талин Гледаоци: 1.700 Судије: Томас Јасевичијус, Иво Долинек, Марек Малишевски |  |

| 8. децембар 2013 16:00 |                                                                                                   | Доњецк | 86 : 76                                                 | Локомотива Кубањ | АренаДружба, Доњецк Гледаоци: 2.500 Судије: Јургис Лавринавичијус, Арнис Озолс, Пјотр Ивашков |  |
| 8. децембар 2013 16:00 | Четвртине: 19:18, 25:13, 15:22, 27:23                                                             |        |                                                         |                  | АренаДружба, Доњецк Гледаоци: 2.500 Судије: Јургис Лавринавичијус, Арнис Озолс, Пјотр Ивашков |  |
| 8. децембар 2013 16:00 | Поени: Бен Макали 25 Скокови: Марко Килингсворт, Денис Јаковлев по 6 Асистенције: Бернард Кинг 10 |        | Ричард Хендрикс 16 Симас Јасаитис 5 Мантас Калнијетис 9 |                  | АренаДружба, Доњецк Гледаоци: 2.500 Судије: Јургис Лавринавичијус, Арнис Озолс, Пјотр Ивашков |  |

| 8. децембар 2013 17:00 |                                                                             | Спартак Санкт Петербург | 79 : 64                                           | Калев | Сибур арена, Санкт Петербург Гледаоци: 900 Судије: Борис Рижик, Војцех Лишка, Андреј Шарапа |  |
| 8. децембар 2013 17:00 | Четвртине: 19:15, 14:12, 23:23, 23:14                                       |                         |                                                   |       | Сибур арена, Санкт Петербург Гледаоци: 900 Судије: Борис Рижик, Војцех Лишка, Андреј Шарапа |  |
| 8. децембар 2013 17:00 | Поени: Стивен Берт 19 Скокови: Џаред Хоман 11 Асистенције: Доналд Макграт 8 |                         | Влад Молдовеану 18 Френк Елегар 15 Девин Гибсон 2 |       | Сибур арена, Санкт Петербург Гледаоци: 900 Судије: Борис Рижик, Војцех Лишка, Андреј Шарапа |  |

| 8. децембар 2013 17:00 |                                                                                             | Нимбурк | 88 : 94                                                 | УНИКС | Спортска хала Нимбурк, Нимбурк Гледаоци: 750 Судије: Марек Цмикевич, Жденко Зубак, Сергеј Чајковски |  |
| 8. децембар 2013 17:00 | Четвртине: 14:30, 25:23, 26:21, 23:20                                                       |         |                                                         |       | Спортска хала Нимбурк, Нимбурк Гледаоци: 750 Судије: Марек Цмикевич, Жденко Зубак, Сергеј Чајковски |  |
| 8. децембар 2013 17:00 | Поени: Честер Симонс 25 Скокови: Јиржи Велш, Дилан Пејџ по 6 Асистенције: Владо Илијевски 7 |         | Костас Кајмакоглу 16 Владимир Веременко 5 Никос Зисис 6 |       | Спортска хала Нимбурк, Нимбурк Гледаоци: 750 Судије: Марек Цмикевич, Жденко Зубак, Сергеј Чајковски |  |

| 8. децембар 2013 17:40 |                                                                                                 | Нижњи Новгород | 88 : 72                                                      | Туров | Палата спортова Нижњи Новгород, Нижњи Новгород Гледаоци: 1.500 Судије: Роберт Виклицки, Мартинас Гудас, Александар Сирица |  |
| 8. децембар 2013 17:40 | Четвртине: 28:20, 18:20, 22:19, 20:13                                                           |                |                                                              |       | Палата спортова Нижњи Новгород, Нижњи Новгород Гледаоци: 1.500 Судије: Роберт Виклицки, Мартинас Гудас, Александар Сирица |  |
| 8. децембар 2013 17:40 | Поени: Семјон Антонов 22 Скокови: Диџон Томпсон 11 Асистенције: Лук Бабит, Дмитриј Хвостов по 4 |                | Џеј Ар Принс 15 Џеј Ар Принс, Тони Тајлор по 6 Тони Тајлор 4 |       | Палата спортова Нижњи Новгород, Нижњи Новгород Гледаоци: 1.500 Судије: Роберт Виклицки, Мартинас Гудас, Александар Сирица |  |

| 15. децембар 2013 17:00 |                                                                            | Калев | 68 : 76                                            | Лијетувос Ритас | Саку Сурхал арена, Талин Гледаоци: 1.850 Судије: Оскар Лучис, Јоханес Сарекоски, Алексеј Давидов |  |
| 15. децембар 2013 17:00 | Четвртине: 18:18, 15:20, 18:21, 17:17                                      |       |                                                    |                 | Саку Сурхал арена, Талин Гледаоци: 1.850 Судије: Оскар Лучис, Јоханес Сарекоски, Алексеј Давидов |  |
| 15. децембар 2013 17:00 | Поени: Девин Гибсон 17 Скокови: Френк Елегар 9 Асистенције: Девин Гибсон 3 |       | Стеван Јеловац 23 Хуан Паласиос 10 Три играча по 4 |                 | Саку Сурхал арена, Талин Гледаоци: 1.850 Судије: Оскар Лучис, Јоханес Сарекоски, Алексеј Давидов |  |

| 15. децембар 2013 17:00 |                                                                           | Спартак Санкт Петербург | 72 : 67                                           | Нимбурк | Сибур арена, Санкт Петербург Гледаоци: 900 Судије: Саша Маричић, Петр Пастушек, Танел Суслов |  |
| 15. децембар 2013 17:00 | Четвртине: 23:23, 14:8, 17:21, 18:15                                      |                         |                                                   |         | Сибур арена, Санкт Петербург Гледаоци: 900 Судије: Саша Маричић, Петр Пастушек, Танел Суслов |  |
| 15. децембар 2013 17:00 | Поени: Џон Бостик 18 Скокови: Јевгениј Фиди 11 Асистенције: Стивен Берт 5 |                         | Радослав Ранчик 15 Дилан Пејџ 7 Владо Илијевски 4 |         | Сибур арена, Санкт Петербург Гледаоци: 900 Судије: Саша Маричић, Петр Пастушек, Танел Суслов |  |

| 15. децембар 2013 18:00 |                                                                                  | УНИКС | 85 : 69                                              | Доњецк | Баскет хол Казањ, Казањ Гледаоци: 1.500 Судије: Иво Долинек, Миндаугас Вечерскис, Андреј Шарапа |  |
| 15. децембар 2013 18:00 | Четвртине: 22:13, 19:20, 18:17, 26:19                                            |       |                                                      |        | Баскет хол Казањ, Казањ Гледаоци: 1.500 Судије: Иво Долинек, Миндаугас Вечерскис, Андреј Шарапа |  |
| 15. децембар 2013 18:00 | Поени: Ендру Гаудлок 26 Скокови: Владимир Веременко 8 Асистенције: Никос Зисис 4 |       | Марко Килингсворт 17 Бен Макали 5 Георгиј Цинцадзе 7 |        | Баскет хол Казањ, Казањ Гледаоци: 1.500 Судије: Иво Долинек, Миндаугас Вечерскис, Андреј Шарапа |  |

| 15. децембар 2013 19:10 |                                                                               | Јенисеј | 85 : 78                                  | Нижњи Новгород | Спортска палата Иван Јаригин, Краснојарск Гледаоци: 2.200 Судије: Сергеј Круг, Семјон Овинов, Игор Деменков |  |
| 15. децембар 2013 19:10 | Четвртине: 20:20, 14:21, 25:18, 26:19                                         |         |                                          |                | Спортска палата Иван Јаригин, Краснојарск Гледаоци: 2.200 Судије: Сергеј Круг, Семјон Овинов, Игор Деменков |  |
| 15. децембар 2013 19:10 | Поени: Ентони Фишер 20 Скокови: Кристијан Бернс 7 Асистенције: Алекс Ренфро 9 |         | Лук Бабит 16 Лук Бабит 8 Три играча по 3 |                | Спортска палата Иван Јаригин, Краснојарск Гледаоци: 2.200 Судије: Сергеј Круг, Семјон Овинов, Игор Деменков |  |

| 16. децембар 2013 19:00 |                                                                               | Туров | 65 : 73                                              | Локомотива Кубањ | Спортска хала Људова, Вроцлав Гледаоци: 1.000 Судије: Олег Латишев, Ингус Бауманис, Томислав Хордов |  |
| 16. децембар 2013 19:00 | Четвртине: 10:15, 9:15, 26:31, 20:12                                          |       |                                                      |                  | Спортска хала Људова, Вроцлав Гледаоци: 1.000 Судије: Олег Латишев, Ингус Бауманис, Томислав Хордов |  |
| 16. децембар 2013 19:00 | Поени: Џеј Ар Принс 20 Скокови: Филип Дилевиц 9 Асистенције: Лукас Винчјарс 7 |       | Дерик Браун 18 Симас Јасаитис 12 Мантас Калнијетис 6 |                  | Спортска хала Људова, Вроцлав Гледаоци: 1.000 Судије: Олег Латишев, Ингус Бауманис, Томислав Хордов |  |

| 22. децембар 2013 17:00 |                                                                              | Спартак Санкт Петербург | 74 : 82                                         | Јенисеј | Сибур арена, Санкт Петербург Гледаоци: 400 Судије: Олег Латишев, Владимир Охрименко, Јевгениј Ветров |  |
| 22. децембар 2013 17:00 | Четвртине: 18:18, 22:15, 19:25, 15:24                                        |                         |                                                 |         | Сибур арена, Санкт Петербург Гледаоци: 400 Судије: Олег Латишев, Владимир Охрименко, Јевгениј Ветров |  |
| 22. децембар 2013 17:00 | Поени: Стивен Берт 30 Скокови: Артјом Јаковенко 8 Асистенције: Стивен Берт 4 |                         | Алекс Ренфро 23 Коста Перовић 5 Алекс Ренфро 13 |         | Сибур арена, Санкт Петербург Гледаоци: 400 Судије: Олег Латишев, Владимир Охрименко, Јевгениј Ветров |  |

### Јануар
| 5. јануар 2014 13:00 |                                                                                                 | Спартак Санкт Петербург | 65 : 91                                      | Доњецк | Сибур арена, Санкт Петербург Гледаоци: 1.500 Судије: Јурис Кокаинис, Пјотр Ивашков, Мартинас Гудас |  |
| 5. јануар 2014 13:00 | Четвртине: 11:16, 19:25, 21:21, 14:29                                                           |                         |                                              |        | Сибур арена, Санкт Петербург Гледаоци: 1.500 Судије: Јурис Кокаинис, Пјотр Ивашков, Мартинас Гудас |  |
| 5. јануар 2014 13:00 | Поени: Доналд Макграт 17 Скокови: Артјом Јаковенко, Џаред Хоман по 8 Асистенције: Стивен Берт 6 |                         | Бернард Кинг 22 Бен Макали 9 Бернард Кинг 10 |        | Сибур арена, Санкт Петербург Гледаоци: 1.500 Судије: Јурис Кокаинис, Пјотр Ивашков, Мартинас Гудас |  |

| 5. јануар 2014 16:00 |                                                                              | Лијетувос Ритас | 82 : 71                                            | Нижњи Новгород | Сименс арена, Вилњус Гледаоци: 3.550 Судије: Сашо Пукл, Роберт Виклицки, Марек Цмикевич |  |
| 5. јануар 2014 16:00 | Четвртине: 24:25, 25:12, 16:25, 17:9                                         |                 |                                                    |                | Сименс арена, Вилњус Гледаоци: 3.550 Судије: Сашо Пукл, Роберт Виклицки, Марек Цмикевич |  |
| 5. јануар 2014 16:00 | Поени: Даријус Сонгајла 21 Скокови: Стеван Јеловац 9 Асистенције: Омар Кук 6 |                 | Семјон Антонов 21 Семјон Антонов 7 Диџон Томпсон 6 |                | Сименс арена, Вилњус Гледаоци: 3.550 Судије: Сашо Пукл, Роберт Виклицки, Марек Цмикевич |  |

| 5. јануар 2014 17:00 |                                                                                                   | Нимбурк | 97 : 81                                  | Калев | Спортска хала Нимбурк, Нимбурк Гледаоци: 1.054 Судије: Марек Малишевски, Дариуш Шчерба, Генадиј Пономарјов |  |
| 5. јануар 2014 17:00 | Четвртине: 24:16, 23:19, 21:23, 29:23                                                             |         |                                          |       | Спортска хала Нимбурк, Нимбурк Гледаоци: 1.054 Судије: Марек Малишевски, Дариуш Шчерба, Генадиј Пономарјов |  |
| 5. јануар 2014 17:00 | Поени: Рашид Махалбашић 27 Скокови: Војцех Грубан 8 Асистенције: Јиржи Велш, Радослав Ранчик по 4 |         | Рајан Вајдеман 25 Тај Абот 5 Танел Сок 4 |       | Спортска хала Нимбурк, Нимбурк Гледаоци: 1.054 Судије: Марек Малишевски, Дариуш Шчерба, Генадиј Пономарјов |  |

| 5. јануар 2014 17:45 |                                                                                | Туров | 74 : 88                                                       | УНИКС | Спортска хала Људова, Вроцлав Гледаоци: 765 Судије: Андреј Ерсан, Борис Габара, Петр Груша |  |
| 5. јануар 2014 17:45 | Четвртине: 24:16, 23:19, 21:23, 29:23                                          |       |                                                               |       | Спортска хала Људова, Вроцлав Гледаоци: 765 Судије: Андреј Ерсан, Борис Габара, Петр Груша |  |
| 5. јануар 2014 17:45 | Поени: Тони Тајлор 21 Скокови: Иван Жигерановић 5 Асистенције: Филип Дилевиц 5 |       | Ендру Гаудлок 28 Чак Ајдсон 9 Ендру Гаудлок, Никос Зисис по 3 |       | Спортска хала Људова, Вроцлав Гледаоци: 765 Судије: Андреј Ерсан, Борис Габара, Петр Груша |  |

| 6. јануар 2014 17:00 |                                                                                   | Локомотива Кубањ | 86 : 109                                                       | Јенисеј | Баскет хол арена, Краснодар Гледаоци: 1.483 Судије: Емин Могулкоч, Сергеј Михаилов, Владислав Воронин |  |
| 6. јануар 2014 17:00 | Четвртине: 31:28, 23:34, 18:26, 14:21                                             |                  |                                                                |         | Баскет хол арена, Краснодар Гледаоци: 1.483 Судије: Емин Могулкоч, Сергеј Михаилов, Владислав Воронин |  |
| 6. јануар 2014 17:00 | Поени: Мантас Калнијетис 20 Скокови: Алекс Марић 6 Асистенције: Маркус Вилијамс 8 |                  | Алекс Ренфро, Ентони Фишер по 23 Алекс Ренфро 9 Алекс Ренфро 8 |         | Баскет хол арена, Краснодар Гледаоци: 1.483 Судије: Емин Могулкоч, Сергеј Михаилов, Владислав Воронин |  |

| 11. јануар 2014 19:10 |                                                                             | Јенисеј | 88 : 90                                              | УНИКС | Спортска палата Иван Јаригин, Краснојарск Гледаоци: 2.500 Судије: Сергеј Круг, Алексеј Давидов, Јуриј Зинкевич |  |
| 11. јануар 2014 19:10 | Четвртине: 27:20, 21:25, 18:22, 22:23                                       |         |                                                      |       | Спортска палата Иван Јаригин, Краснојарск Гледаоци: 2.500 Судије: Сергеј Круг, Алексеј Давидов, Јуриј Зинкевич |  |
| 11. јануар 2014 19:10 | Поени: Ентони Фишер 23 Скокови: Коста Перовић 7 Асистенције: Ентони Фишер 6 |         | Ендру Гаудлок 36 Костас Кајмакоглу 6 Три играча по 2 |       | Спортска палата Иван Јаригин, Краснојарск Гледаоци: 2.500 Судије: Сергеј Круг, Алексеј Давидов, Јуриј Зинкевич |  |

| 12. јануар 2014 17:00 |                                                                              | Спартак Санкт Петербург | 76 : 51                                           | Туров | Сибур арена, Санкт-Петербург Гледаоци: 500 Судије: Оскар Лучис, Мартинас Гудас, Александар Сирица |  |
| 12. јануар 2014 17:00 | Четвртине: 24:11, 23:7, 10:11, 19:22                                         |                         |                                                   |       | Сибур арена, Санкт-Петербург Гледаоци: 500 Судије: Оскар Лучис, Мартинас Гудас, Александар Сирица |  |
| 12. јануар 2014 17:00 | Поени: Џаред Хоман 15 Скокови: Артјом Јаковенко 7 Асистенције: Стивен Берт 6 |                         | Филип Дилевиц 15 Три играча по 4 Лукаш Винчјарс 8 |       | Сибур арена, Санкт-Петербург Гледаоци: 500 Судије: Оскар Лучис, Мартинас Гудас, Александар Сирица |  |

| 12. јануар 2014 17:00 | | Нимбурк | 97 : 84                                           | Доњецк | Спортска хала Нимбурк, Нимбурк Гледаоци: 1.200 Судије: Антон Махлин, Ингус Бауманис, Жденко Зубак |  |
| 12. јануар 2014 17:00 | Четвртине: 23:23, 23:19, 20:19, 31:23                                                                 |         |                                                   |        | Спортска хала Нимбурк, Нимбурк Гледаоци: 1.200 Судије: Антон Махлин, Ингус Бауманис, Жденко Зубак |  |
| 12. јануар 2014 17:00 | Поени: Радослав Ранчик 21 Скокови: Радослав Ранчик, Честер Симонс по 6 Асистенције: Владо Илијевски 9 |         | Бен Макали 20 Марко Килингсворт 12 Бернард Кинг 6 |        | Спортска хала Нимбурк, Нимбурк Гледаоци: 1.200 Судије: Антон Махлин, Ингус Бауманис, Жденко Зубак |  |

| 12. јануар 2014 20:00 |                                                                                   | Нижњи Новгород | 99 : 49                                                                              | Калев | Палата спортова Нижњи Новгород, Нижњи Новгород Гледаоци: 900 Судије: Јургис Лавринавичијус, Владислав Исаченко, Арсен Андријушкин |  |
| 12. јануар 2014 20:00 | Четвртине: 27:15, 25:15, 22:11, 25:8                                              |                |                                                                                      |       | Палата спортова Нижњи Новгород, Нижњи Новгород Гледаоци: 900 Судије: Јургис Лавринавичијус, Владислав Исаченко, Арсен Андријушкин |  |
| 12. јануар 2014 20:00 | Поени: Семјон Антонов 20 Скокови: Диџон Томпсон 7 Асистенције: Јевгениј Бабурин 6 |                | Влад Молдовеану, Френк Елегар по 12 Френк Елегар 9 Рајан Вајдеман, Девин Гибсон по 2 |       | Палата спортова Нижњи Новгород, Нижњи Новгород Гледаоци: 900 Судије: Јургис Лавринавичијус, Владислав Исаченко, Арсен Андријушкин |  |

| 13. јануар 2014 20:00 |                                                                                        | Лијетувос Ритас | 81 : 84                                                | Локомотива Кубањ | Сименс арена, Вилњус Гледаоци: 3.150 Судије: Борис Рижик, Јакуб Замојски, Андреј Ерсан |  |
| 13. јануар 2014 20:00 | Четвртине: 22:18, 21:26, 21:22, 17:18                                                  |                 |                                                        |                  | Сименс арена, Вилњус Гледаоци: 3.150 Судије: Борис Рижик, Јакуб Замојски, Андреј Ерсан |  |
| 13. јануар 2014 20:00 | Поени: Мартинас Гецевичијус 20 Скокови: Мартинас Гецевичијус 8 Асистенције: Омар Кук 9 |                 | Дерик Браун 20 Мантас Калнијетис 5 Мантас Калнијетис 5 |                  | Сименс арена, Вилњус Гледаоци: 3.150 Судије: Борис Рижик, Јакуб Замојски, Андреј Ерсан |  |

| 18. јануар 2014 19:15 |                                                                                 | УНИКС | 82 : 62                                              | Лијетувос Ритас | Баскет хол Казањ, Казањ Гледаоци: 1.400 Судије: Милија Војиновић, Олег Латишев, Александар Сирица |  |
| 18. јануар 2014 19:15 | Четвртине: 23:17, 21:13, 20:13, 18:19                                           |       |                                                      |                 | Баскет хол Казањ, Казањ Гледаоци: 1.400 Судије: Милија Војиновић, Олег Латишев, Александар Сирица |  |
| 18. јануар 2014 19:15 | Поени: Ендру Гаудлок 17 Скокови: Дмитриј Соколов 7 Асистенције: Три играча по 3 |       | Хуан Паласиос 16 Хуан Паласиос 5 Реналдас Сејбутис 5 |                 | Баскет хол Казањ, Казањ Гледаоци: 1.400 Судије: Милија Војиновић, Олег Латишев, Александар Сирица |  |

| 19. јануар 2014 16:00 |                                                                               | Доњецк | 79 : 76                                                        | Калев | Арена Дружба, Доњецк Гледаоци: 4.538 Судије: Гинтарас Виткаускас, Игор Деменков, Арсен Андријушкин |  |
| 19. јануар 2014 16:00 | Четвртине: 23:20, 26:22, 18:21, 12:13                                         |        |                                                                |       | Арена Дружба, Доњецк Гледаоци: 4.538 Судије: Гинтарас Виткаускас, Игор Деменков, Арсен Андријушкин |  |
| 19. јануар 2014 16:00 | Поени: Марко Килингсворт 20 Скокови: Бен Макали 7 Асистенције: Бернард Кинг 7 |        | Тај Абот 20 Френк Елегар 9 Кертис Милејџ, Влад Молдовеану по 4 |       | Арена Дружба, Доњецк Гледаоци: 4.538 Судије: Гинтарас Виткаускас, Игор Деменков, Арсен Андријушкин |  |

| 19. јануар 2014 17:00 |                                                                                    | Локомотива Кубањ | 67 : 70                                             | Нижњи Новгород | Баскет хол арена, Краснодар Гледаоци: 3.257 Судије: Мурат Бириџик, Иво Долинек, Иља Путенко |  |
| 19. јануар 2014 17:00 | Четвртине: 20:16, 12:16, 17:17, 18:21                                              |                  |                                                     |                | Баскет хол арена, Краснодар Гледаоци: 3.257 Судије: Мурат Бириџик, Иво Долинек, Иља Путенко |  |
| 19. јануар 2014 17:00 | Поени: Дерик Браун 15 Скокови: Ричард Хендрикс 16 Асистенције: Мантас Калнијетис 7 |                  | Тејлор Рочести 21 Семјон Антонов 7 Тејлор Рочести 7 |                | Баскет хол арена, Краснодар Гледаоци: 3.257 Судије: Мурат Бириџик, Иво Долинек, Иља Путенко |  |

| 19. јануар 2014 17:45 |                                                                                                 | Туров | 103 : 94                                   | Нимбурк | Спортска хала Људова, Вроцлав Судије: Александар Глишић, Борис Габара, Вилијус Мачијулаитис |  |
| 19. јануар 2014 17:45 | Четвртине: 25:27, 28:24, 24:17, 26:26                                                           |       |                                            |         | Спортска хала Људова, Вроцлав Судије: Александар Глишић, Борис Габара, Вилијус Мачијулаитис |  |
| 19. јануар 2014 17:45 | Поени: Лукас Винчјарс 24 Скокови: Филип Дилевиц 8 Асистенције: Лукас Винчјарс, Тони Тајлор по 5 |       | Честер Симонс 28 Дилан Пејџ 7 Јиржи Велш 9 |         | Спортска хала Људова, Вроцлав Судије: Александар Глишић, Борис Габара, Вилијус Мачијулаитис |  |

| 19. јануар 2014 19:10 |                                                                                                  | Јенисеј | 89 : 87                                         | Спартак Санкт Петербург | Спортска палата Иван Јаригин, Краснојарск Гледаоци: 2.500 Судије: Владимир Охрименко, Сергеј Михаилов, Сергеј Бељаков |  |
| 19. јануар 2014 19:10 | Четвртине: 22:18, 23:18, 16:29, 28:22                                                            |         |                                                 |                         | Спортска палата Иван Јаригин, Краснојарск Гледаоци: 2.500 Судије: Владимир Охрименко, Сергеј Михаилов, Сергеј Бељаков |  |
| 19. јануар 2014 19:10 | Поени: Ентони Фишер 27 Скокови: Коста Перовић 6 Асистенције: Алекс Ренфро, Вјачеслав Зајцев по 4 |         | Џаред Хоман 25 Џаред Хоман 11 Доналд Макграт 10 |                         | Спортска палата Иван Јаригин, Краснојарск Гледаоци: 2.500 Судије: Владимир Охрименко, Сергеј Михаилов, Сергеј Бељаков |  |

### Фебруар
| 2. фебруар 2013 16:00 | | Доњецк | 67 : 86                                                        | Туров | Арена Дружба, Доњецк Гледаоци: 2.835 Судије: Роберт Виклицки, Арнис Озолс, Алексеј Давидов |  |
| 2. фебруар 2013 16:00 | Четвртине: 17:31, 19:21, 24:19, 7:15                                                                           |        |                                                                |       | Арена Дружба, Доњецк Гледаоци: 2.835 Судије: Роберт Виклицки, Арнис Озолс, Алексеј Давидов |  |
| 2. фебруар 2013 16:00 | Поени: Александар Липовој 20 Скокови: Георгиј Цинцадзе, Марко Килингсворт по 8 Асистенције: Георгиј Цинцадзе 6 |        | Џеј Ар Принс 22 Џеј Ар Принс, Дамијан Кулиг по 8 Тони Тајлор 7 |       | Арена Дружба, Доњецк Гледаоци: 2.835 Судије: Роберт Виклицки, Арнис Озолс, Алексеј Давидов |  |

| 2. фебруар 2013 16:30 |                                                                               | Нимбурк | 79 : 81                                          | Јенисеј | Типспорт арена, Праг Гледаоци: 1.210 Судије: Петри Ментиле, Оскар Лучис, Дариуш Шчерба |  |
| 2. фебруар 2013 16:30 | Четвртине: 21:16, 17:25, 23:15, 18:25                                         |         |                                                  |         | Типспорт арена, Праг Гледаоци: 1.210 Судије: Петри Ментиле, Оскар Лучис, Дариуш Шчерба |  |
| 2. фебруар 2013 16:30 | Поени: Дилан Пејџ 20 Скокови: Војцех Грубан 10 Асистенције: Владо Илијевски 9 |         | Кристијан Бернс 25 Алекс Ренфро 9 Алекс Ренфро 9 |         | Типспорт арена, Праг Гледаоци: 1.210 Судије: Петри Ментиле, Оскар Лучис, Дариуш Шчерба |  |

| 3. фебруар 2013 19:00 |                                                                                      | Лијетувос Ритас | 83 : 84                                       | Спартак Санкт Петербург | Сименс арена, Вилњус Гледаоци: 3.800 Судије: Илија Белошевић, Сергеј Зашчук, Аре Халико |  |
| 3. фебруар 2013 19:00 | Четвртине: 15:17, 29:23, 14:21, 25:23                                                |                 |                                               |                         | Сименс арена, Вилњус Гледаоци: 3.800 Судије: Илија Белошевић, Сергеј Зашчук, Аре Халико |  |
| 3. фебруар 2013 19:00 | Поени: Стеван Јеловац 18 Скокови: Стеван Јеловац 8 Асистенције: Реналдас Сејбутис 10 |                 | Џаред Хоман 26 Артјом Јаковенко 7 Стив Берт 6 |                         | Сименс арена, Вилњус Гледаоци: 3.800 Судије: Илија Белошевић, Сергеј Зашчук, Аре Халико |  |

| 3. фебруар 2013 19:30 |                                                                                | Нижњи Новгород | 62 : 67                                              | УНИКС | Палата спортова Нижњи Новгород, Нижњи Новгород Гледаоци: 1.300 Судије: Томас Јасевичијус, Урош Обркнежевић, Јурис Кокаинис |  |
| 3. фебруар 2013 19:30 | Четвртине: 12:13, 14:15, 14:17, 22:22                                          |                |                                                      |       | Палата спортова Нижњи Новгород, Нижњи Новгород Гледаоци: 1.300 Судије: Томас Јасевичијус, Урош Обркнежевић, Јурис Кокаинис |  |
| 3. фебруар 2013 19:30 | Поени: Диџон Томпсон 16 Скокови: Диџон Томпсон 8 Асистенције: Тејлор Рочести 5 |                | Ендру Гаудлок 15 Костас Кајмакоглу 7 Ендру Гаудлок 4 |       | Палата спортова Нижњи Новгород, Нижњи Новгород Гледаоци: 1.300 Судије: Томас Јасевичијус, Урош Обркнежевић, Јурис Кокаинис |  |

| 16. фебруар 2013 17:00 |                                                                                                   | Лијетувос Ритас | 104 : 86                                                 | Нимбурк | Сименс арена, Вилњус Гледаоци: 3.500 Судије: Томислав Вовк, Марек Малишевски, Андреј Шарапа |  |
| 16. фебруар 2013 17:00 | Четвртине: 26:19, 27:29, 26:18, 25:20                                                             |                 |                                                          |         | Сименс арена, Вилњус Гледаоци: 3.500 Судије: Томислав Вовк, Марек Малишевски, Андреј Шарапа |  |
| 16. фебруар 2013 17:00 | Поени: Хуан Паласиос, Реналдас Сејбутис по 18 Скокови: Даријус Сонгајла 8 Асистенције: Омар Кук 6 |                 | Рашид Махалбашић 16 Рашид Махалбашић 6 Владо Илијевски 5 |         | Сименс арена, Вилњус Гледаоци: 3.500 Судије: Томислав Вовк, Марек Малишевски, Андреј Шарапа |  |

| 16. фебруар 2013 17:00 |                                                                           | Спартак Санкт Петербург | 83 : 68                                             | Нижњи Новгород | Сибур арена, Санкт Петербург Гледаоци: 800 Судије: Борис Рижик, Арнис Озолс, Станислав Валејев |  |
| 16. фебруар 2013 17:00 | Четвртине: 20:23, 17:20, 17:5, 29:20                                      |                         |                                                     |                | Сибур арена, Санкт Петербург Гледаоци: 800 Судије: Борис Рижик, Арнис Озолс, Станислав Валејев |  |
| 16. фебруар 2013 17:00 | Поени: Стивен Берт 22 Скокови: Џон Бостик 8 Асистенције: Доналд Макграт 5 |                         | Семјон Антонов 15 Владимир Ивлев 5 Тејлор Рочести 4 |                | Сибур арена, Санкт Петербург Гледаоци: 800 Судије: Борис Рижик, Арнис Озолс, Станислав Валејев |  |

| 16. фебруар 2013 17:45 |                                                                             | Туров | 103 : 95                                       | Калев | Спортски центар Згожелец, Згожелец Гледаоци: 804 Судије: Иво Долинек, Сергеј Круг, Жденко Зубак |  |
| 16. фебруар 2013 17:45 | Четвртине: 24:27, 36:23, 22:16, 21:29                                       |       |                                                |       | Спортски центар Згожелец, Згожелец Гледаоци: 804 Судије: Иво Долинек, Сергеј Круг, Жденко Зубак |  |
| 16. фебруар 2013 17:45 | Поени: Тони Тејлор 18 Скокови: Дамијан Кулиг 7 Асистенције: Филип Дилевиц 4 |       | Тај Абот 33 Четири играча по 4 Кертис Милејџ 4 |       | Спортски центар Згожелец, Згожелец Гледаоци: 804 Судије: Иво Долинек, Сергеј Круг, Жденко Зубак |  |

| 16. фебруар 2013 18:00 | | УНИКС | 91 : 63                                                  | Локомотива Кубањ | Баскет хол Казањ, Казањ Гледаоци: 1.500 Судије: Борис Шуљга, Антон Махлин, Здравко Рутешић |  |
| 16. фебруар 2013 18:00 | Четвртине: 24:24, 27:10, 24:14, 16:15                                                              |       |                                                          |                  | Баскет хол Казањ, Казањ Гледаоци: 1.500 Судије: Борис Шуљга, Антон Махлин, Здравко Рутешић |  |
| 16. фебруар 2013 18:00 | Поени: Ендру Гаудлок 20 Скокови: Костас Кајмакоглу 8 Асистенције: Ендру Гаудлок, Тејвајн Маки по 3 |       | Мантас Калнијетис 12 Крунослав Симон 6 Крунослав Симон 4 |                  | Баскет хол Казањ, Казањ Гледаоци: 1.500 Судије: Борис Шуљга, Антон Махлин, Здравко Рутешић |  |

| 19. фебруар 2013 19:00 |                                                                               | Доњецк | 92 : 71                                               | Јенисеј | Арена Дружба, Доњецк Гледаоци: 3.670 Судије: Мурат Бириџик, Јургис Лавринавичијус, Вилијус Мачијулаитис |  |
| 19. фебруар 2013 19:00 | Четвртине: 20:17, 23:20, 22:14, 27:20                                         |        |                                                       |         | Арена Дружба, Доњецк Гледаоци: 3.670 Судије: Мурат Бириџик, Јургис Лавринавичијус, Вилијус Мачијулаитис |  |
| 19. фебруар 2013 19:00 | Поени: Бернард Кинг 19 Скокови: Денис Јаковлев 8 Асистенције: Бернард Кинг 12 |        | Алекс Ренфро 13 Кристијан Бернс 4 Василиј Заворујев 5 |         | Арена Дружба, Доњецк Гледаоци: 3.670 Судије: Мурат Бириџик, Јургис Лавринавичијус, Вилијус Мачијулаитис |  |

| 22. фебруар 2013 18:00 | | УНИКС | 77 : 60                                          | Калев | Баскет хол Казањ, Казањ Гледаоци: 2.500 Судије: Оскар Лучис, Борис Габара, Пјотр Ивашков |  |
| 22. фебруар 2013 18:00 | Четвртине: 21:11, 20:18, 19:9, 17:22                                                               |       |                                                  |       | Баскет хол Казањ, Казањ Гледаоци: 2.500 Судије: Оскар Лучис, Борис Габара, Пјотр Ивашков |  |
| 22. фебруар 2013 18:00 | Поени: Ендру Гаудлок 19 Скокови: Никита Курбанов, Дмитриј Соколов по 6 Асистенције: Тејвајн Маки 4 |       | Влад Молдовеану 19 Френк Елегар 9 Девин Гибсон 4 |       | Баскет хол Казањ, Казањ Гледаоци: 2.500 Судије: Оскар Лучис, Борис Габара, Пјотр Ивашков |  |

| 23. фебруар 2013 17:00 | | Локомотива Кубањ | 76 : 63                                         | Спартак Санкт Петербург | Баскет хол арена, Краснодар Гледаоци: 2.151 Судије: Томас Јасевичијус, Алексеј Давидов, Алексеј Архипов |  |
| 23. фебруар 2013 17:00 | Четвртине: 17:14, 22:13, 22:16, 15:20                                                                   |                  |                                                 |                         | Баскет хол арена, Краснодар Гледаоци: 2.151 Судије: Томас Јасевичијус, Алексеј Давидов, Алексеј Архипов |  |
| 23. фебруар 2013 17:00 | Поени: Дерик Браун 16 Скокови: Мантас Калнијетис, Ричард Хендрикс по 6 Асистенције: Мантас Калнијетис 6 |                  | Џаред Хоман 14 Јевгениј Фиди 6 Доналд Макграт 7 |                         | Баскет хол арена, Краснодар Гледаоци: 2.151 Судије: Томас Јасевичијус, Алексеј Давидов, Алексеј Архипов |  |

| 23. фебруар 2013 17:00 |                                                                                    | Лијетувос Ритас | 85 : 75                                    | Доњецк | Сименс арена, Вилњус Гледаоци: 3.125 Судије: Јакуб Замојски, Емин Могулкоч, Александар Глишић |  |
| 23. фебруар 2013 17:00 | Четвртине: 18:22, 15:26, 24:14, 28:13                                              |                 |                                            |        | Сименс арена, Вилњус Гледаоци: 3.125 Судије: Јакуб Замојски, Емин Могулкоч, Александар Глишић |  |
| 23. фебруар 2013 17:00 | Поени: Даријус Сонгајла 16 Скокови: Мартинас Гецевичијус 8 Асистенције: Омар Кук 8 |                 | Дарел Мичел 16 Бен Макали 7 Бернард Кинг 9 |        | Сименс арена, Вилњус Гледаоци: 3.125 Судије: Јакуб Замојски, Емин Могулкоч, Александар Глишић |  |

| 23. фебруар 2013 17:40 |                                                                                  | Нижњи Новгород | 95 : 73                                                              | Нимбурк | Палата спортова Нижњи Новгород, Нижњи Новгород Гледаоци: 1.700 Судије: Оскар Лучис, Александар Сирица, Артурас Шукис |  |
| 23. фебруар 2013 17:40 | Четвртине: 25:20, 16:17, 23:25, 31:11                                            |                |                                                                      |         | Палата спортова Нижњи Новгород, Нижњи Новгород Гледаоци: 1.700 Судије: Оскар Лучис, Александар Сирица, Артурас Шукис |  |
| 23. фебруар 2013 17:40 | Поени: Тејлор Рочести 25 Скокови: Семјон Антонов 7 Асистенције: Тејлор Рочести 6 |                | Честер Симонс 23 Рашид Махалбашић 7 Павел Хоушка, Томас Масамба по 2 |         | Палата спортова Нижњи Новгород, Нижњи Новгород Гледаоци: 1.700 Судије: Оскар Лучис, Александар Сирица, Артурас Шукис |  |

| 25. фебруар 2013 19:10 |                                                                              | Јенисеј | 88 : 86                                                                           | Туров | Спортска палата Иван Јаригин, Краснојарск Гледаоци: 1.000 Судије: Сергеј Зашчук, Аре Халико, Ингус Бауманис |  |
| 25. фебруар 2013 19:10 | Четвртине: 24:27, 21:24, 29:10, 14:25                                        |         |                                                                                   |       | Спортска палата Иван Јаригин, Краснојарск Гледаоци: 1.000 Судије: Сергеј Зашчук, Аре Халико, Ингус Бауманис |  |
| 25. фебруар 2013 19:10 | Поени: Ентони Фишер 25 Скокови: Коста Перовић 8 Асистенције: Алекс Ренфро 11 |         | Филип Дилевиц, Тони Тајлор по 14 Филип Дилевиц 11 Мајкл Томпсон, Тони Тајлор по 5 |       | Спортска палата Иван Јаригин, Краснојарск Гледаоци: 1.000 Судије: Сергеј Зашчук, Аре Халико, Ингус Бауманис |  |

| 28. фебруар 2013 19:00 |                                                                                   | Калев | 90 : 97                                          | Туров | Саку Сурхал арена, Талин Гледаоци: 2.000 Судије: Олег Латишев, Петри Ментиле, Антон Махлин |  |
| 28. фебруар 2013 19:00 | Четвртине: 18:27, 17:14, 29:16, 19:26                                             |       |                                                  |       | Саку Сурхал арена, Талин Гледаоци: 2.000 Судије: Олег Латишев, Петри Ментиле, Антон Махлин |  |
| 28. фебруар 2013 19:00 | Поени: Влад Молдовеану 18 Скокови: Влад Молдовеану 8 Асистенције: Кертис Милејџ 5 |       | Дамијан Кулиг 26 Филип Дилевиц 7 Три играча по 4 |       | Саку Сурхал арена, Талин Гледаоци: 2.000 Судије: Олег Латишев, Петри Ментиле, Антон Махлин |  |

### Март
| 3. март 2013 19:00 |                                                                   | Калев | 67 : 78                                                   | Локомотива Кубањ | Саку Сурхал арена, Талин Гледаоци: 1.600 Судије: Арнис Озолс, Миндаугас Вечерскис, Петр Пастушек |  |
| 3. март 2013 19:00 | Четвртине: 13:17, 20:23, 19:20, 15:18                             |       |                                                           |                  | Саку Сурхал арена, Талин Гледаоци: 1.600 Судије: Арнис Озолс, Миндаугас Вечерскис, Петр Пастушек |  |
| 3. март 2013 19:00 | Поени: Бамба Фол 21 Скокови: Бамба Фол 8 Асистенције: Танел Сок 8 |       | Маркус Вилијамс 15 Алексеј Жуканенко 10 Маркус Вилијамс 4 |                  | Саку Сурхал арена, Талин Гледаоци: 1.600 Судије: Арнис Озолс, Миндаугас Вечерскис, Петр Пастушек |  |

| 9. март 2013 16:00 |                                                                                                   | Лијетувос Ритас | 101 : 79                                     | Туров | Сименс арена, Вилњус Гледаоци: 2.900 Судије: Иво Долинек, Семјон Овинов, Петр Груша |  |
| 9. март 2013 16:00 | Четвртине: 28:22, 25:19, 27:18, 21:20                                                             |                 |                                              |       | Сименс арена, Вилњус Гледаоци: 2.900 Судије: Иво Долинек, Семјон Овинов, Петр Груша |  |
| 9. март 2013 16:00 | Поени: Хуан Паласиос 19 Скокови: Хуан Паласиос 8 Асистенције: Мартинас Гецевичијус, Омар Кук по 7 |                 | Тони Тајлор 11 Дамијан Кулиг 5 Тони Тајлор 6 |       | Сименс арена, Вилњус Гледаоци: 2.900 Судије: Иво Долинек, Семјон Овинов, Петр Груша |  |

| 9. март 2013 15:00 |                                                                                         | Нимбурк | 74 : 86                                                                  | Локомотива Кубањ | Типспорт арена, Праг Гледаоци: 500 Судије: Јакуб Замојски, Мирослав Томов, Милан Бржак |  |
| 9. март 2013 15:00 | Четвртине: 24:33, 16:18, 13:20, 21:15                                                   |         |                                                                          |                  | Типспорт арена, Праг Гледаоци: 500 Судије: Јакуб Замојски, Мирослав Томов, Милан Бржак |  |
| 9. март 2013 15:00 | Поени: Дилан Пејџ 15 Скокови: Дилан Пејџ 11 Асистенције: Јиржи Велш, Томас Масамба по 4 |         | Крунослав Симон 22 Андреј Зубков, Ричард Хендрикс по 8 Крунослав Симон 4 |                  | Типспорт арена, Праг Гледаоци: 500 Судије: Јакуб Замојски, Мирослав Томов, Милан Бржак |  |

| 9. март 2013 17:00 |                                                                             | Спартак Санкт Петербург | 64 : 77                                                             | УНИКС | Сибур арена, Санкт Петербург Гледаоци: 2.100 Судије: Петри Ментиле, Арнис Озолс, Александар Романов |  |
| 9. март 2013 17:00 | Четвртине: 22:18, 13:25, 20:18, 9:16                                        |                         |                                                                     |       | Сибур арена, Санкт Петербург Гледаоци: 2.100 Судије: Петри Ментиле, Арнис Озолс, Александар Романов |  |
| 9. март 2013 17:00 | Поени: Стивен Берт 21 Скокови: Џаред Хоман 10 Асистенције: Доналд Макграт 7 |                         | Костас Кајмакоглу 21 Јан Вујукас 8 Никита Курбанов, Чак Ајдсон по 4 |       | Сибур арена, Санкт Петербург Гледаоци: 2.100 Судије: Петри Ментиле, Арнис Озолс, Александар Романов |  |

| 9. март 2013 |  | Нижњи Новгород | 20 : 0Извештај | Доњецк | Палата спортова Нижњи Новгород, Нижњи Новгород |  |

| 9. март 2013 19:10 | | Јенисеј | 98 : 85                           | Калев | Спортска палата Иван Јаригин, Краснојарск Гледаоци: 2.100 Судије: Роберт Виклицки, Александар Сирица, Војцех Лишка |  |
| 9. март 2013 19:10 | Четвртине: 26:20, 24:22, 23:24, 25:19                                                               |         |                                   |       | Спортска палата Иван Јаригин, Краснојарск Гледаоци: 2.100 Судије: Роберт Виклицки, Александар Сирица, Војцех Лишка |  |
| 9. март 2013 19:10 | Поени: Кристијан Бернс 20 Скокови: Кристијан Бернс, Коста Перовић по 7 Асистенције: Алекс Ренфро 12 |         | Влад Молдовеану 16 Девин Гибсон 6 |       | Спортска палата Иван Јаригин, Краснојарск Гледаоци: 2.100 Судије: Роберт Виклицки, Александар Сирица, Војцех Лишка |  |

| 15. март 2013 18:00 |                                                                                      | УНИКС | 85 : 71                                                    | Нимбурк | Баскет хол Казањ, Казањ Гледаоци: 3.500 Судије: Мурат Бириџик, Мартинас Гудас, Јевгениј Михејев |  |
| 15. март 2013 18:00 | Четвртине: 25:24, 26:16, 14:15, 20:16                                                |       |                                                            |         | Баскет хол Казањ, Казањ Гледаоци: 3.500 Судије: Мурат Бириџик, Мартинас Гудас, Јевгениј Михејев |  |
| 15. март 2013 18:00 | Поени: Ендру Гаудлок 14 Скокови: Владимир Веременко 6 Асистенције: Максим Шелекето 4 |       | Рашид Махалбашић 12 Рашид Махалбашић 10 Четири играча по 3 |         | Баскет хол Казањ, Казањ Гледаоци: 3.500 Судије: Мурат Бириџик, Мартинас Гудас, Јевгениј Михејев |  |

| 16. март 2013 17:00 |                                                                                                 | Калев | 76 : 88                                        | Спартак Санкт Петербург | Саку Сурхал арена, Талин Гледаоци: 500 Судије: Саша Маричић, Јоханес Сарекоски, Вилијус Мачијулаитис |  |
| 16. март 2013 17:00 | Четвртине: 19:21, 8:27, 20:19, 29:21                                                            |       |                                                |                         | Саку Сурхал арена, Талин Гледаоци: 500 Судије: Саша Маричић, Јоханес Сарекоски, Вилијус Мачијулаитис |  |
| 16. март 2013 17:00 | Поени: Кристијан Китсинг 18 Скокови: Френк Елегар 9 Асистенције: Рајан Вајдеман, Танел Сок по 4 |       | Џаред Хоман 26 Џаред Хоман 13 Доналд Макграт 7 |                         | Саку Сурхал арена, Талин Гледаоци: 500 Судије: Саша Маричић, Јоханес Сарекоски, Вилијус Мачијулаитис |  |

| 16. март 2013 |  | Локомотива Кубањ | 20 : 0Извештај | Доњецк | Баскет хол арена, Краснодар |  |

| 16. март 2013 17:45 |                                                                            | Туров | 78 : 92                                     | Нижњи Новгород | Спортска хала Људова, Вроцлав Гледаоци: 932 Судије: Роберт Виклицки, Јургис Лавринавичијус, Петер Зениш |  |
| 16. март 2013 17:45 | Четвртине: 17:17, 14:23, 21:26, 26:26                                      |       |                                             |                | Спортска хала Људова, Вроцлав Гледаоци: 932 Судије: Роберт Виклицки, Јургис Лавринавичијус, Петер Зениш |  |
| 16. март 2013 17:45 | Поени: Џеј Ар Принс 18 Скокови: Филип Дилевиц 5 Асистенције: Мајк Тејлор 3 |       | Лео Лајонс 30 Лео Лајонс 8 Тејлор Рочести 7 |                | Спортска хала Људова, Вроцлав Гледаоци: 932 Судије: Роберт Виклицки, Јургис Лавринавичијус, Петер Зениш |  |

| 16. март 2013 16:00 | | Лијетувос Ритас | 103 : 97                                            | Јенисеј | Сименс арена, Вилњус Гледаоци: 2.600 Судије: Олег Латишев, Марчин Ковалски, Станислав Кучера |  |
| 16. март 2013 16:00 | Четвртине: 29:28, 25:21, 21:22, 28:26                                                               |                 |                                                     |         | Сименс арена, Вилњус Гледаоци: 2.600 Судије: Олег Латишев, Марчин Ковалски, Станислав Кучера |  |
| 16. март 2013 16:00 | Поени: Даријус Сонгајла 25 Скокови: Гедиминас Орелик, Даријус Сонгајла по 6 Асистенције: Омар Кук 8 |                 | Алекс Ренфро 20 Елмедин Кикановић 8 Три играча по 4 |         | Сименс арена, Вилњус Гледаоци: 2.600 Судије: Олег Латишев, Марчин Ковалски, Станислав Кучера |  |

| 23. март 2013 16:00 |                                                                             | Лијетувос Ритас | 87 : 85                                            | Калев | Сименс арена, Вилњус Гледаоци: 2.900 Судије: Миливоје Јовчић, Јурис Кокаинис, Милан Бржак |  |
| 23. март 2013 16:00 | Четвртине: 21:23, 28:19, 16:21, 22:22                                       |                 |                                                    |       | Сименс арена, Вилњус Гледаоци: 2.900 Судије: Миливоје Јовчић, Јурис Кокаинис, Милан Бржак |  |
| 23. март 2013 16:00 | Поени: Гедиминас Орелик 16 Скокови: Хуан Паласиос 9 Асистенције: Омар Кук 9 |                 | Влад Молдовеану 26 Френк Елегар 13 Три играча по 5 |       | Сименс арена, Вилњус Гледаоци: 2.900 Судије: Миливоје Јовчић, Јурис Кокаинис, Милан Бржак |  |

| 23. март 2013 17:40 |                                                                                   | Нижњи Новгород | 97 : 94                                                                | Јенисеј | Палата спортова Нижњи Новгород, Нижњи Новгород Гледаоци: 1.000 Судије: Милија Војиновић, Антон Махлин, Иља Путенко |  |
| 23. март 2013 17:40 | Четвртине: 18:18, 28:26, 21:17, 30:33                                             |                |                                                                        |         | Палата спортова Нижњи Новгород, Нижњи Новгород Гледаоци: 1.000 Судије: Милија Војиновић, Антон Махлин, Иља Путенко |  |
| 23. март 2013 17:40 | Поени: Павел Коробков 20 Скокови: Павел Коробков 8 Асистенције: Дмитриј Хвостов 6 |                | Елмедин Кикановић 22 Кристијан Бернс, Алекс Ренфро по 5 Алекс Ренфро 7 |         | Палата спортова Нижњи Новгород, Нижњи Новгород Гледаоци: 1.000 Судије: Милија Војиновић, Антон Махлин, Иља Путенко |  |

| 23. март 2013 |  | Доњецк | 0 : 20Извештај | УНИКС | Арена Дружба, Доњецк |  |

| 24. март 2013 20:00 | | Локомотива Кубањ | 103 : 73                                       | Туров | Баскет хол арена, Краснодар Гледаоци: 1.780 Судије: Сергеј Чебишев, Александар Сирица, Артурас Шукис |  |
| 24. март 2013 20:00 | Четвртине: 30:12, 27:22, 29:19, 17:20                                                                 |                  |                                                |       | Баскет хол арена, Краснодар Гледаоци: 1.780 Судије: Сергеј Чебишев, Александар Сирица, Артурас Шукис |  |
| 24. март 2013 20:00 | Поени: Андреј Зубков 19 Скокови: Андреј Зубков, Антон Понкрашов по 6 Асистенције: Мантас Калнијетис 8 |                  | Мајк Тејлор 14 Денис Крестинин 7 Тони Тејлор 3 |       | Баскет хол арена, Краснодар Гледаоци: 1.780 Судије: Сергеј Чебишев, Александар Сирица, Артурас Шукис |  |

| 24. март 2013 19:00 | | Нимбурк | 89 : 79                                                      | Спартак | Спортска хала Згожелец, Згожелец Гледаоци: 910 Судије: Олег Латишев, Марек Цмикевич, Март Вахендрик |  |
| 24. март 2013 19:00 | Четвртине: 23:14, 32:23, 17:23, 17:19                                                                 |         |                                                              |         | Спортска хала Згожелец, Згожелец Гледаоци: 910 Судије: Олег Латишев, Марек Цмикевич, Март Вахендрик |  |
| 24. март 2013 19:00 | Поени: Честер Симонс 20 Скокови: Рашид Махалбашић 8 Асистенције: Рашид Махалбашић, Честер Симонс по 5 |         | Стивен Берт 22 Стивен Берт 7 Стивен Берт, Андреј Кошчев по 4 |         | Спортска хала Згожелец, Згожелец Гледаоци: 910 Судије: Олег Латишев, Марек Цмикевич, Март Вахендрик |  |

^Извештај КК Доњецк је одустао од такмичења због ратног стања у Донбасу.

## Група Б
|    | Тим            | Игр. | Поб. | Изг. | П+   | П-   | П+/- | Бод |
| -- | -------------- | ---- | ---- | ---- | ---- | ---- | ---- | --- |
| 1  | Химки          | 18   | 18   | 0    | 1567 | 1249 | +318 | 36  |
| 2  | ЦСКА Москва    | 18   | 16   | 2    | 1468 | 1233 | +235 | 34  |
| 3  | Тријумф        | 18   | 11   | 7    | 1401 | 1394 | +7   | 29  |
| 4  | Краснаја крила | 18   | 9    | 9    | 1371 | 1394 | -23  | 27  |
| 5  | Астана         | 18   | 8    | 10   | 1498 | 1527 | -29  | 26  |
| 6  | Красни октјабр | 18   | 8    | 10   | 1298 | 1365 | -67  | 26  |
| 7  | ВЕФ            | 18   | 7    | 11   | 1398 | 1430 | -32  | 25  |
| 8  | Нептунас       | 18   | 5    | 13   | 1406 | 1525 | -119 | 23  |
| 9  | Цмоки-Минск    | 18   | 4    | 14   | 1229 | 1286 | -57  | 22  |
| 10 | Азовмаш        | 18   | 4    | 14   | 1314 | 1480 | -166 | 22  |

Легенда:

### Октобар
| 8. октобар 2013 19:30 |                                                                                  | ВЕФ | 83 : 89                                                                                     | Цмоки-Минск | Арена Рига, Рига Гледаоци: 1.000 Судије: Јакуб Замојски, Алексеј Давидов, Вилијус Мачијулаитис |  |
| 8. октобар 2013 19:30 | Четвртине: 24:26, 26:13, 13:27, 20:23                                            |     |                                                                                             |             | Арена Рига, Рига Гледаоци: 1.000 Судије: Јакуб Замојски, Алексеј Давидов, Вилијус Мачијулаитис |  |
| 8. октобар 2013 19:30 | Поени: Данијел Браун 16 Скокови: Антјвен Робинсон 9 Асистенције: Данијел Браун 8 |     | Винсент Хантер, Алексеј Тростинецки по 17 Кит Бенсон, Демонте Харпер по 8 Демонте Харпер 10 |             | Арена Рига, Рига Гледаоци: 1.000 Судије: Јакуб Замојски, Алексеј Давидов, Вилијус Мачијулаитис |  |

| 12. октобар 2013 14:00 |                                                                             | Химки | 66 : 62                                     | Краснаја крила | Кошаркашки центар, Химки Гледаоци: 2.000 Судије: Матеј Болтаузер, Аре Халико, Сергеј Михаилов |  |
| 12. октобар 2013 14:00 | Четвртине: 19:6, 12:9, 9:19, 26:28                                          |       |                                             |                | Кошаркашки центар, Химки Гледаоци: 2.000 Судије: Матеј Болтаузер, Аре Халико, Сергеј Михаилов |  |
| 12. октобар 2013 14:00 | Поени: Петери Копонен 20 Скокови: Џејмс Огастин 11 Асистенције: Мајк Грин 7 |       | Брејси Рајт 20 Џулијан Рајт 10 Арон Мајлс 9 |                | Кошаркашки центар, Химки Гледаоци: 2.000 Судије: Матеј Болтаузер, Аре Халико, Сергеј Михаилов |  |

| 13. октобар 2013 17:00 |                                                                                     | ЦСКА | 80 : 63                                                | ВЕФ | Универзални спортски комплекс ЦСКА, Москва Гледаоци: 1.500 Судије: Матеј Болтаузер, Алексеј Давидов, Андреј Јершан |  |
| 13. октобар 2013 17:00 | Четвртине: 15:16, 24:22, 20:17, 21:8                                                |      |                                                        |     | Универзални спортски комплекс ЦСКА, Москва Гледаоци: 1.500 Судије: Матеј Болтаузер, Алексеј Давидов, Андреј Јершан |  |
| 13. октобар 2013 17:00 | Поени: Александар Каун 27 Скокови: Александар Каун 9 Асистенције: Милош Теодосић 10 |      | Антјвен Робинсон 11 Четири играча по 5 Данијел Браун 5 |     | Универзални спортски комплекс ЦСКА, Москва Гледаоци: 1.500 Судије: Матеј Болтаузер, Алексеј Давидов, Андреј Јершан |  |

| 13. октобар 2013 18:00 |                                                                                                 | Нептунас | 86 : 96                                                            | Азовмаш | Клајпедска арена, Клајпеда Гледаоци: 2.100 Судије: Иво Долинек, Јоханес Сарекоски, Јевгениј Ветров |  |
| 13. октобар 2013 18:00 | Четвртине: 17:23, 19:13, 20:21, 23:22                                                           |          |                                                                    |         | Клајпедска арена, Клајпеда Гледаоци: 2.100 Судије: Иво Долинек, Јоханес Сарекоски, Јевгениј Ветров |  |
| 13. октобар 2013 18:00 | Поени: Витаутас Шараускас 20 Скокови: Витаутас Шараускас 9 Асистенције: Арвидас Еитутавичијус 9 |          | Кирил Натјажко 26 Кирил Натјажко, Данијел Кикерт по 8 Дерик Лоу 11 |         | Клајпедска арена, Клајпеда Гледаоци: 2.100 Судије: Иво Долинек, Јоханес Сарекоски, Јевгениј Ветров |  |

| 14. октобар 2013 19:00 |                                                                                    | Цмоки-Минск | 112 : 113                                           | Красни октјабр | Минск арена, Минск Гледаоци: 1.500 Судије: Борис Шуљга, Марек Цмикевич, Мартинас Гудас |  |
| 14. октобар 2013 19:00 | Четвртине: 20:26, 27:24, 22:29, 29:19                                              |             |                                                     |                | Минск арена, Минск Гледаоци: 1.500 Судије: Борис Шуљга, Марек Цмикевич, Мартинас Гудас |  |
| 14. октобар 2013 19:00 | Поени: Кит Бенсон 29 Скокови: Алексеј Тростинецки 9 Асистенције: Бранко Мирковић 7 |             | Ренди Килпепер 41 Катберт Виктор 10 Три играча по 4 |                | Минск арена, Минск Гледаоци: 1.500 Судије: Борис Шуљга, Марек Цмикевич, Мартинас Гудас |  |

| 14. октобар 2013 19:00 |                                                                        | Астана | 95 : 76                                                 | Тријумф | Сарјарка велодром, Астана Гледаоци: 600 Судије: Мурат Бириџик, Владимир Педијев, Александар Сирица |  |
| 14. октобар 2013 19:00 | Четвртине: 15:18, 29:20, 19:19, 32:19                                  |        |                                                         |         | Сарјарка велодром, Астана Гледаоци: 600 Судије: Мурат Бириџик, Владимир Педијев, Александар Сирица |  |
| 14. октобар 2013 19:00 | Поени: Џери Џонсон 20 Скокови: Шејн Лавал 8 Асистенције: Џери Џонсон 5 |        | Милован Раковић 21 Милован Раковић 11 Дмитриј Кулагин 5 |         | Сарјарка велодром, Астана Гледаоци: 600 Судије: Мурат Бириџик, Владимир Педијев, Александар Сирица |  |

| 20. октобар 2013 14:00 |                                                                          | ЦСКА | 72 : 54                                        | Астана | Универзални спортски комплекс ЦСКА, Москва Гледаоци: 1.500 Судије: Олег Латишев, Сергеј Чајковски, Милан Брзјак |  |
| 20. октобар 2013 14:00 | Четвртине: 18:8, 11:19, 16:17, 27:10                                     |      |                                                |        | Универзални спортски комплекс ЦСКА, Москва Гледаоци: 1.500 Судије: Олег Латишев, Сергеј Чајковски, Милан Брзјак |  |
| 20. октобар 2013 14:00 | Поени: Ненад Крстић 15 Скокови: Виктор Хрјапа 8 Асистенције: Сони Вимс 5 |      | Дејвид Сајмон 14 Дејвид Сајмон 8 Јанис Блумс 3 |        | Универзални спортски комплекс ЦСКА, Москва Гледаоци: 1.500 Судије: Олег Латишев, Сергеј Чајковски, Милан Брзјак |  |

| 20. октобар 2013 14:00 |                                                                                  | Азовмаш | 60 : 67                                                                | ВЕФ | Азовмаш арена, Маријупољ Гледаоци: 3.300 Судије: Гинтарас Виткаускас, Марек Малишевски, Александар Сирица |  |
| 20. октобар 2013 14:00 | Четвртине: 15:14, 17:16, 21:19, 7:18                                             |         |                                                                        |     | Азовмаш арена, Маријупољ Гледаоци: 3.300 Судије: Гинтарас Виткаускас, Марек Малишевски, Александар Сирица |  |
| 20. октобар 2013 14:00 | Поени: Колман Колинс 17 Скокови: Колман Колинс 9 Асистенције: Артјом Слипенчук 8 |         | Кенан Бајрамовић 17 Кенан Бајрамовић, Дерик Никс по 12 Данијел Браун 6 |     | Азовмаш арена, Маријупољ Гледаоци: 3.300 Судије: Гинтарас Виткаускас, Марек Малишевски, Александар Сирица |  |

| 20. октобар 2013 16:00 |                                                                                | Цмоки-Минск | 91 : 90                                                                                           | Нептунас | Минск арена, Минск Гледаоци: 6.000 Судије: Сергеј Михаилов, Аре Халико, Петр Пастушек |  |
| 20. октобар 2013 16:00 | Четвртине: 24:23, 23:15, 26:24, 18:28                                          |             |                                                                                                   |          | Минск арена, Минск Гледаоци: 6.000 Судије: Сергеј Михаилов, Аре Халико, Петр Пастушек |  |
| 20. октобар 2013 16:00 | Поени: Бранко Мирковић 27 Скокови: Кит Бенсон 8 Асистенције: Бранко Мирковић 5 |             | Валдас Василијус 21 Валдас Василијус, Ендру Смит по 7 Миндаугас Гирџијунас, Мартинас Мажеика по 4 |          | Минск арена, Минск Гледаоци: 6.000 Судије: Сергеј Михаилов, Аре Халико, Петр Пастушек |  |

| 20. октобар 2013 19:00 |                                                                          | Красни октјабр | 80 : 96                                           | Химки | Палата спортова Волгоград, Волгоград Гледаоци: 4.200 Судије: Антон Махлин, Јевгениј Ветров, Сергеј Бељаков |  |
| 20. октобар 2013 19:00 | Четвртине: 13:31, 25:17, 12:19, 30:29                                    |                |                                                   |       | Палата спортова Волгоград, Волгоград Гледаоци: 4.200 Судије: Антон Махлин, Јевгениј Ветров, Сергеј Бељаков |  |
| 20. октобар 2013 19:00 | Поени: Кевин Флечер 21 Скокови: Вили Дин 5 Асистенције: Катберт Виктор 7 |                | Џејмс Огастин 22 Џејмс Огастин 15 Марко Поповић 7 |       | Палата спортова Волгоград, Волгоград Гледаоци: 4.200 Судије: Антон Махлин, Јевгениј Ветров, Сергеј Бељаков |  |

| 22. октобар 2013 19:00 |                                                                           | Краснаја крила | 83 : 70                                          | Тријумф | МТЛ арена, Самара Гледаоци: 2.000 Судије: Владимир Охрименко, Семјон Овинов, Елена Чернова |  |
| 22. октобар 2013 19:00 | Четвртине: 23:18, 21:17, 19:16, 20:19                                     |                |                                                  |         | МТЛ арена, Самара Гледаоци: 2.000 Судије: Владимир Охрименко, Семјон Овинов, Елена Чернова |  |
| 22. октобар 2013 19:00 | Поени: Џулијан Рајт 22 Скокови: Џулијан Рајт 11 Асистенције: Арон Мајлс 8 |                | Кори Хигинс 21 Јевгениј Валијев 8 Џереми Чапел 6 |         | МТЛ арена, Самара Гледаоци: 2.000 Судије: Владимир Охрименко, Семјон Овинов, Елена Чернова |  |

| 27. октобар 2013 14:00 |                                                                                             | Азовмаш | 69 : 83                                                         | ЦСКА | Азовмаш арена, Маријупољ Гледаоци: 2.820 Судије: Роберт Виклицки, Марчин Ковалски, Андреј Шарапа |  |
| 27. октобар 2013 14:00 | Четвртине: 28:25, 15:22, 5:20, 21:16                                                        |         |                                                                 |      | Азовмаш арена, Маријупољ Гледаоци: 2.820 Судије: Роберт Виклицки, Марчин Ковалски, Андреј Шарапа |  |
| 27. октобар 2013 14:00 | Поени: Дерик Лоу 18 Скокови: Кирил Натјажко 7 Асистенције: Дерик Лоу, Артјом Слипенчук по 4 |         | Владимир Мицов 18 Арон Џексон, Кајл Хајнс по 7 Милош Теодосић 7 |      | Азовмаш арена, Маријупољ Гледаоци: 2.820 Судије: Роберт Виклицки, Марчин Ковалски, Андреј Шарапа |  |

| 27. октобар 2013 17:00 |                                                                          | Астана | 98 : 95                                       | Краснаја крила | Сарјарка велодром, Астана Гледаоци: 1.300 Судије: Томас Јасевичијус, Сергеј Зашчук, Андрис Аукоргес |  |
| 27. октобар 2013 17:00 | Четвртине: 24:22, 17:30, 28:21, 29:22                                    |        |                                               |                | Сарјарка велодром, Астана Гледаоци: 1.300 Судије: Томас Јасевичијус, Сергеј Зашчук, Андрис Аукоргес |  |
| 27. октобар 2013 17:00 | Поени: Џери Џонсон 24 Скокови: Шејн Лавал 11 Асистенције: Џери Џонсон 10 |        | Џулијан Рајт 26 Џулијан Рајт 10 Арон Мајлс 15 |                | Сарјарка велодром, Астана Гледаоци: 1.300 Судије: Томас Јасевичијус, Сергеј Зашчук, Андрис Аукоргес |  |

| 27. октобар 2013 17:00 |                                                                                | Химки | 73 : 56                                                                      | Нептунас | Кошаркашки центар Химки, Химки Гледаоци: 1.450 Судије: Олег Латишев, Марек Цмикевич, Петр Груша |  |
| 27. октобар 2013 17:00 | Четвртине: 15:7, 20:12, 17:21, 21:16                                           |       |                                                                              |          | Кошаркашки центар Химки, Химки Гледаоци: 1.450 Судије: Олег Латишев, Марек Цмикевич, Петр Груша |  |
| 27. октобар 2013 17:00 | Поени: Микаел Желабал 18 Скокови: Џејмс Огастин 9 Асистенције: Марко Поповић 9 |       | Јустас Синица 15 Едгарас Улановас, Витаутас Шаракаускас по 5 Три играча по 3 |          | Кошаркашки центар Химки, Химки Гледаоци: 1.450 Судије: Олег Латишев, Марек Цмикевич, Петр Груша |  |

| 27. октобар 2013 18:00 |                                                                                 | Тријумф | 88 : 80                                                                 | Красни октјабр | Спортска палата Тријумф, Љуберци Гледаоци: 1.500 Судије: Сергей Круг, Игорь Деменков, Максим Колычев |  |
| 27. октобар 2013 18:00 | Четвртине: 23:13, 16:24, 25:14, 24:29                                           |         |                                                                         |                | Спортска палата Тријумф, Љуберци Гледаоци: 1.500 Судије: Сергей Круг, Игорь Деменков, Максим Колычев |  |
| 27. октобар 2013 18:00 | Поени: Кори Хигинс 27 Скокови: Милован Раковић 8 Асистенције: Дмитриј Кулагин 5 |         | Вили Дин, Ренди Килпепер по 21 Вили Дин, Катберт Виктор по 8 Вили Дин 9 |                | Спортска палата Тријумф, Љуберци Гледаоци: 1.500 Судије: Сергей Круг, Игорь Деменков, Максим Колычев |  |

### Новембар
| 2. новембар 2013 18:00 |                                                                                           | Нептунас | 87 : 82                                            | Тријумф | Клајпедска арена, Клајпеда Гледаоци: 1.500 Судије: Илија Белошевић, Арнис Озолс, Жденко Зубак |  |
| 2. новембар 2013 18:00 | Четвртине: 24:18, 17:10, 19:21, 27:33                                                     |          |                                                    |         | Клајпедска арена, Клајпеда Гледаоци: 1.500 Судије: Илија Белошевић, Арнис Озолс, Жденко Зубак |  |
| 2. новембар 2013 18:00 | Поени: Витаутас Шаракаускас 19 Скокови: Ендру Смит 8 Асистенције: Арвидас Еитутавичијус 8 |          | Милован Раковић 23 Џереми Шапел 10 Џереми Шапел 11 |         | Клајпедска арена, Клајпеда Гледаоци: 1.500 Судије: Илија Белошевић, Арнис Озолс, Жденко Зубак |  |

| 2. новембар 2013 19:00 |                                                                      | Красни октјабр | 74 : 83                                   | Краснаја крила | Палата спортова Волгоград, Волгоград Гледаоци: 3.150 Судије: Владимир Охрименко, Рафаел Ганијев, Елена Чернова |  |
| 2. новембар 2013 19:00 | Четвртине: 18:35, 20:11, 19:26, 17:11                                |                |                                           |                | Палата спортова Волгоград, Волгоград Гледаоци: 3.150 Судије: Владимир Охрименко, Рафаел Ганијев, Елена Чернова |  |
| 2. новембар 2013 19:00 | Поени: Вили Дин 18 Скокови: Катберт Виктор 8 Асистенције: Вили Дин 5 |                | Брејси Рајт 24 Брејси Рајт 7 Арон Мајлс 9 |                | Палата спортова Волгоград, Волгоград Гледаоци: 3.150 Судије: Владимир Охрименко, Рафаел Ганијев, Елена Чернова |  |

| 3. новембар 2013 14:00 | | Азовмаш | 80 : 79                                                       | Астана | Азовмаш арена, Маријупољ Гледаоци: 3.000 Судије: Сергеј Круг, Оскар Лучис, Петр Груша |  |
| 3. новембар 2013 14:00 | Четвртине: 14:23, 24:16, 29:23, 13:17                                                                       |         |                                                               |        | Азовмаш арена, Маријупољ Гледаоци: 3.000 Судије: Сергеј Круг, Оскар Лучис, Петр Груша |  |
| 3. новембар 2013 14:00 | Поени: Данијел Кикерт, Максим Пустозвонов по 16 Скокови: Колман Колинс 12 Асистенције: Дмитриј Забирченко 8 |         | Дејвид Сајмон 21 Дејвид Сајмон 8 Брајон Раш, Џери Џонсон по 5 |        | Азовмаш арена, Маријупољ Гледаоци: 3.000 Судије: Сергеј Круг, Оскар Лучис, Петр Груша |  |

| 3. новембар 2013 16:00 |                                                                          | Цмоки-Минск | 62 : 66                                          | ЦСКА | Минск арена, Минск Гледаоци: 7.350 Судије: Јурис Кокаинис, Вилијус Мачијулаитис, Војцех Лишка |  |
| 3. новембар 2013 16:00 | Четвртине: 12:18, 18:16, 15:13, 17:19                                    |             |                                                  |      | Минск арена, Минск Гледаоци: 7.350 Судије: Јурис Кокаинис, Вилијус Мачијулаитис, Војцех Лишка |  |
| 3. новембар 2013 16:00 | Поени: Кит Бенсон 21 Скокови: Кит Бенсон 8 Асистенције: Демонте Харпер 6 |             | Милош Теодосић 20 Три играча по 3 Џереми Парго 6 |      | Минск арена, Минск Гледаоци: 7.350 Судије: Јурис Кокаинис, Вилијус Мачијулаитис, Војцех Лишка |  |

| 3. новембар 2013 17:00 |                                                                                  | ВЕФ | 71 : 90                                           | Химки | Арена Рига, Рига Гледаоци: 1.200 Судије: Илија Белошевић, Жденко Зубак, Пјотр Ивашков |  |
| 3. новембар 2013 17:00 | Четвртине: 20:15, 7:24, 19:30, 25:21                                             |     |                                                   |       | Арена Рига, Рига Гледаоци: 1.200 Судије: Илија Белошевић, Жденко Зубак, Пјотр Ивашков |  |
| 3. новембар 2013 17:00 | Поени: Данијел Браун 14 Скокови: Дерик Никс 8 Асистенције: Томас Делининкајтис 5 |     | Крешимир Лончар 19 Сергеј Моња 6 Петери Копонен 9 |       | Арена Рига, Рига Гледаоци: 1.200 Судије: Илија Белошевић, Жденко Зубак, Пјотр Ивашков |  |

| 9. новембар 2013 14:00 |                                                                                        | Азовмаш | 67 : 74                                      | Цмоки-Минск | Азовмаш арена, Маријупољ Гледаоци: 3.000 Судије: Иво Долинек, Ингус Бауманис, Генадиј Пономарјов |  |
| 9. новембар 2013 14:00 | Четвртине: 12:20, 15:23, 23:17, 17:14                                                  |         |                                              |             | Азовмаш арена, Маријупољ Гледаоци: 3.000 Судије: Иво Долинек, Ингус Бауманис, Генадиј Пономарјов |  |
| 9. новембар 2013 14:00 | Поени: Дерик Лоу 16 Скокови: Игор Зајцев 9 Асистенције: Дерик Лоу, Данијел Кикерт по 5 |         | Кит Бенсон 17 Кит Бенсон 9 Бранко Мирковић 7 |             | Азовмаш арена, Маријупољ Гледаоци: 3.000 Судије: Иво Долинек, Ингус Бауманис, Генадиј Пономарјов |  |

| 9. новембар 2013 17:00 |                                                                                               | Тријумф | 73 : 72                                                 | ВЕФ | Спортска палата Тријумф, Љуберци Гледаоци: 2.300 Судије: Саша Пукл, Јургис Лавринавичијус, Јоханес Сарекоски |  |
| 9. новембар 2013 17:00 | Четвртине: 14:13, 19:17, 8:21, 25:15                                                          |         |                                                         |     | Спортска палата Тријумф, Љуберци Гледаоци: 2.300 Судије: Саша Пукл, Јургис Лавринавичијус, Јоханес Сарекоски |  |
| 9. новембар 2013 17:00 | Поени: Кори Хигинс 21 Скокови: Кори Хигинс, Јевгениј Валијев по 7 Асистенције: Џереми Шапел 4 |         | Кенан Бајрамовић 25 Кенан Бајрамовић 11 Данијел Браун 6 |     | Спортска палата Тријумф, Љуберци Гледаоци: 2.300 Судије: Саша Пукл, Јургис Лавринавичијус, Јоханес Сарекоски |  |

| 9. новембар 2013 18:00 |                                                                                 | Краснаја крила | 79 : 72                                                           | Нептунас | МТЛ арена, Самара Гледаоци: 2.000 Судије: Марек Цмикевич, Александар Сирица, Борис Шуљга |  |
| 9. новембар 2013 18:00 | Четвртине: 21:18, 22:15, 16:18, 20:21                                           |                |                                                                   |          | МТЛ арена, Самара Гледаоци: 2.000 Судије: Марек Цмикевич, Александар Сирица, Борис Шуљга |  |
| 9. новембар 2013 18:00 | Поени: Деметрис Николс 18 Скокови: Арон Мајлс 10 Асистенције: Антон Понкрашов 7 |                | Витаутас Шаракаускас 17 Витаутас Шаракаускас 7 Мартинас Мажеика 7 |          | МТЛ арена, Самара Гледаоци: 2.000 Судије: Марек Цмикевич, Александар Сирица, Борис Шуљга |  |

| 10. новембар 2013 19:00 |                                                                             | Красни октјабр | 103 : 88                                    | Астана | Палата спортова Волгоград, Волгоград Гледаоци: 2.250 Судије: Јургис Лавринавичијус, Мирослав Томов, Пјотр Ивашков |  |
| 10. новембар 2013 19:00 | Четвртине: 25:20, 26:20, 19:26, 33:22                                       |                |                                             |        | Палата спортова Волгоград, Волгоград Гледаоци: 2.250 Судије: Јургис Лавринавичијус, Мирослав Томов, Пјотр Ивашков |  |
| 10. новембар 2013 19:00 | Поени: Ренди Килпепер 30 Скокови: Катберт Виктор 12 Асистенције: Вили Дин 6 |                | Брајон Раш 23 Шејн Лавал 11 Три играча по 4 |        | Палата спортова Волгоград, Волгоград Гледаоци: 2.250 Судије: Јургис Лавринавичијус, Мирослав Томов, Пјотр Ивашков |  |

| 16. новембар 2013 15:00 |                                                                               | Химки | 85 : 57                                          | Азовмаш | Кошаркашки центар Химки, Химки Гледаоци: 950 Судије: Арнис Озолс, Андрис Аукоргес, Милан Брзјак |  |
| 16. новембар 2013 15:00 | Четвртине: 22:14, 25:14, 22:16, 16:13                                         |       |                                                  |         | Кошаркашки центар Химки, Химки Гледаоци: 950 Судије: Арнис Озолс, Андрис Аукоргес, Милан Брзјак |  |
| 16. новембар 2013 15:00 | Поени: Крешимир Лончар 16 Скокови: Сергеј Моња 6 Асистенције: Марко Поповић 8 |       | Данијел Кикерт 13 Кирил Натјажко 10 Дерик Лоу 13 |         | Кошаркашки центар Химки, Химки Гледаоци: 950 Судије: Арнис Озолс, Андрис Аукоргес, Милан Брзјак |  |

| 16. новембар 2013 17:00 |                                                                                  | ВЕФ | 80 : 77                                      | Краснаја крила | Арена Рига, Рига Гледаоци: 1.000 Судије: Владислав Исаченко, Миндаугас Вечерскис, Андреј Шарапа |  |
| 16. новембар 2013 17:00 | Четвртине: 22:16, 21:19, 15:21, 22:21                                            |     |                                              |                | Арена Рига, Рига Гледаоци: 1.000 Судије: Владислав Исаченко, Миндаугас Вечерскис, Андреј Шарапа |  |
| 16. новембар 2013 17:00 | Поени: Данијел Браун 15 Скокови: Антјвен Робинсон 9 Асистенције: Јанис Берзињш 5 |     | Џулијан Рајт 22 Џулијан Рајт 11 Арон Мајлс 6 |                | Арена Рига, Рига Гледаоци: 1.000 Судије: Владислав Исаченко, Миндаугас Вечерскис, Андреј Шарапа |  |

| 17. новембар 2013 16:00 |                                                                               | Цмоки-Минск | 82 : 68                                       | Астана | Минск арена, Минск Гледаоци: 4.030 Судије: Јакуб Замојски, Арнис Озолс, Јевгениј Ветров |  |
| 17. новембар 2013 16:00 | Четвртине: 25:19, 9:15, 28:18, 20:16                                          |             |                                               |        | Минск арена, Минск Гледаоци: 4.030 Судије: Јакуб Замојски, Арнис Озолс, Јевгениј Ветров |  |
| 17. новембар 2013 16:00 | Поени: Павел Улијанко 18 Скокови: Кит Бенсон 14 Асистенције: Демонте Харпер 8 |             | Џери Џонсон 20 Дејвид Сајмон 10 Пет Калатес 3 |        | Минск арена, Минск Гледаоци: 4.030 Судије: Јакуб Замојски, Арнис Озолс, Јевгениј Ветров |  |

| 17. новембар 2013 19:00 |                                                                       | Красни октјабр | 96 : 95                                                 | Нептунас | Палата спортова Волгоград, Волгоград Гледаоци: 2.800 Судије: Марчин Ковалски, Андрис Аункрогерс , Роман Пономаренко |  |
| 17. новембар 2013 19:00 | Четвртине: 24:25, 20:27, 30:24, 22:19                                 |                |                                                         |          | Палата спортова Волгоград, Волгоград Гледаоци: 2.800 Судије: Марчин Ковалски, Андрис Аункрогерс , Роман Пономаренко |  |
| 17. новембар 2013 19:00 | Поени: Вили Дин 28 Скокови: Катберт Виктор 13 Асистенције: Вили Дин 6 |                | Мариус Рункаускас 25 Едгарас Улановас 9 Три играча по 3 |          | Палата спортова Волгоград, Волгоград Гледаоци: 2.800 Судије: Марчин Ковалски, Андрис Аункрогерс , Роман Пономаренко |  |

| 23. новембар 2013 17:00 |                                                                                | ВЕФ | 74 : 59                                                       | Нептунас | Арена Рига, Рига Гледаоци: 1.000 Судије: Сашо Петек, Антон Махлин, Танел Суслов |  |
| 23. новембар 2013 17:00 | Четвртине: 17:13, 24:10, 21:10, 12:26                                          |     |                                                               |          | Арена Рига, Рига Гледаоци: 1.000 Судије: Сашо Петек, Антон Махлин, Танел Суслов |  |
| 23. новембар 2013 17:00 | Поени: Данијел Браун 16 Скокови: Јанис Берзињш 9 Асистенције: Гатис Јаховичс 5 |     | Валдас Василијус 17 Валдас Василијус 9 Миндаугас Гирџијунас 5 |          | Арена Рига, Рига Гледаоци: 1.000 Судије: Сашо Петек, Антон Махлин, Танел Суслов |  |

| 24. новембар 2013 13:00 |                                                                              | Тријумф | 59 : 69                                         | ЦСКА | Спортска палата Тријумф, Љуберци Гледаоци: 3.125 Судије: Петри Ментиле, Алексеј Давидов, Семјон Овинов |  |
| 24. новембар 2013 13:00 | Четвртине: 16:13, 13:18, 14:15, 16:23                                        |         |                                                 |      | Спортска палата Тријумф, Љуберци Гледаоци: 3.125 Судије: Петри Ментиле, Алексеј Давидов, Семјон Овинов |  |
| 24. новембар 2013 13:00 | Поени: Кори Хигинс 18 Скокови: Четири играча по 5 Асистенције: Кори Хигинс 5 |         | Виталиј Фридзон 15 Арон Џексон 10 Арон Џексон 4 |      | Спортска палата Тријумф, Љуберци Гледаоци: 3.125 Судије: Петри Ментиле, Алексеј Давидов, Семјон Овинов |  |

| 28. новембар 2013 18:00 |                                                                            | Азовмаш | 77 : 88                                            | Тријумф | Азовмаш арена, Маријупољ Гледаоци: 3.000 Судије: Сретен Радовић, Мартинас Гудас, Пјотр Ивашков |  |
| 28. новембар 2013 18:00 | Четвртине: 18:25, 17:21, 25:25, 17:17                                      |         |                                                    |         | Азовмаш арена, Маријупољ Гледаоци: 3.000 Судије: Сретен Радовић, Мартинас Гудас, Пјотр Ивашков |  |
| 28. новембар 2013 18:00 | Поени: Маркус Гињард 24 Скокови: Данијел Кикерт 7 Асистенције: Дерик Лоу 5 |         | Кори Хигинс 35 Милован Раковић 8 Виктор Зарјажко 3 |         | Азовмаш арена, Маријупољ Гледаоци: 3.000 Судије: Сретен Радовић, Мартинас Гудас, Пјотр Ивашков |  |

| 30. новембар 2013 17:00 | | ВЕФ | 90 : 73                                       | Красни октјабр | Арена Рига, Рига Гледаоци: 850 Судије: Иво Долинек, Томас Јасевичијус, Марек Малишевски |  |
| 30. новембар 2013 17:00 | Четвртине: 25:20, 25:27, 20:8, 20:18                                                               |     |                                               |                | Арена Рига, Рига Гледаоци: 850 Судије: Иво Долинек, Томас Јасевичијус, Марек Малишевски |  |
| 30. новембар 2013 17:00 | Поени: Дерик Никс, Антјвен Робинсон по 16 Скокови: Антјвен Робинсон 8 Асистенције: Данијел Браун 9 |     | Ренди Килпепер 17 Ренди Килпепер 5 Вили Дин 7 |                | Арена Рига, Рига Гледаоци: 850 Судије: Иво Долинек, Томас Јасевичијус, Марек Малишевски |  |

### Децембар
| 1. децембар 2013 13:00 |                                                                                              | Краснаја крила | 50 : 67                                            | ЦСКА | МТЛ арена, Самара Гледаоци: 2.500 Судије: Јакуб Замојски, Антон Махлин, Иља Путенко |  |
| 1. децембар 2013 13:00 | Четвртине: 10:14, 12:21, 17:13, 11:19                                                        |                |                                                    |      | МТЛ арена, Самара Гледаоци: 2.500 Судије: Јакуб Замојски, Антон Махлин, Иља Путенко |  |
| 1. децембар 2013 13:00 | Поени: Антон Понкрашов 15 Скокови: Антон Пушков, Џулијан Рајт по 8 Асистенције: Арон Мајлс 4 |                | Виталиј Фридзон 12 Виктор Хрјапа 7 Виктор Хрјапа 4 |      | МТЛ арена, Самара Гледаоци: 2.500 Судије: Јакуб Замојски, Антон Махлин, Иља Путенко |  |

| 1. децембар 2013 16:30 |                                                                         | Цмоки-Минск | 62 : 73                                                    | Химки | Минск арена, Минск Гледаоци: 5.500 Судије: Аре Халико, Оскар Лучис, Дариуш Шчерба |  |
| 1. децембар 2013 16:30 | Четвртине: 19:15, 16:16, 16:20, 11:22                                   |             |                                                            |       | Минск арена, Минск Гледаоци: 5.500 Судије: Аре Халико, Оскар Лучис, Дариуш Шчерба |  |
| 1. децембар 2013 16:30 | Поени: Кит Бенсон 16 Скокови: Демонте Харпер 8 Асистенције: Пери Пети 8 |             | Пол Дејвис, Сергеј Моња по 14 Џејмс Огастин 12 Мајк Грин 7 |       | Минск арена, Минск Гледаоци: 5.500 Судије: Аре Халико, Оскар Лучис, Дариуш Шчерба |  |

| 1. децембар 2013 17:00 |                                                                                            | Астана | 82 : 84 | Нептунас | Палата спортова, Астана Гледаоци: 1.000 Судије: Владимир Охрименко, Сергеј Михаилов, Семјон Овинов |  |
| 1. децембар 2013 17:00 | Четвртине: 17:20, 22:18, 20:26, 23:20                                                      |        | |          | Палата спортова, Астана Гледаоци: 1.000 Судије: Владимир Охрименко, Сергеј Михаилов, Семјон Овинов |  |
| 1. децембар 2013 17:00 | Поени: Шејн Лавал 20 Скокови: Шејн Лавал, Виталиј Лапченко по 8 Асистенције: Јанис Блумс 4 |        | Витаутас Шаракаускас 29 Мартинас Мажеика, Витаутас Шаракаускас по 6 Миндаугас Гирџијунас, Едгарас Улановас по 5 |          | Палата спортова, Астана Гледаоци: 1.000 Судије: Владимир Охрименко, Сергеј Михаилов, Семјон Овинов |  |

| 7. децембар 2013 18:00 |                                                                                     | Краснаја крила | 79 : 76                                                          | Азовмаш | МТЛ арена, Самара Гледаоци: 1.750 Судије: Оскар Лучис, Гинтарас Виткаускас, Арсен Андрјушкин |  |
| 7. децембар 2013 18:00 | Четвртине: 29:17, 13:11, 19:23, 18:25                                               |                |                                                                  |         | МТЛ арена, Самара Гледаоци: 1.750 Судије: Оскар Лучис, Гинтарас Виткаускас, Арсен Андрјушкин |  |
| 7. децембар 2013 18:00 | Поени: Деметрис Николс 28 Скокови: Антон Понкрашов 9 Асистенције: Антон Понкрашов 7 |                | Маркус Гињард, Кирил Натјажко по 16 Кирил Натјажко 7 Дерик Лоу 4 |         | МТЛ арена, Самара Гледаоци: 1.750 Судије: Оскар Лучис, Гинтарас Виткаускас, Арсен Андрјушкин |  |

| 7. децембар 2013 18:00 |                                                                                 | Тријумф | 80 : 71                                                             | Цмоки-Минск | Спортска палата Тријумф, Љуберци Гледаоци: 1.500 Судије: Роберт Виклицки, Борис Шуљга, Танел Суслов |  |
| 7. децембар 2013 18:00 | Четвртине: 15:18, 18:23, 24:14, 23:16                                           |         |                                                                     |             | Спортска палата Тријумф, Љуберци Гледаоци: 1.500 Судије: Роберт Виклицки, Борис Шуљга, Танел Суслов |  |
| 7. децембар 2013 18:00 | Поени: Кори Хигинс 34 Скокови: Милован Раковић 8 Асистенције: Милован Раковић 7 |         | Павел Улијанко, Демонте Харпер по 13 Кит Бенсон 9 Бранко Мирковић 6 |             | Спортска палата Тријумф, Љуберци Гледаоци: 1.500 Судије: Роберт Виклицки, Борис Шуљга, Танел Суслов |  |

| 7. децембар 2013 18:00 |                                                                          | Химки | 96 : 75                                      | Астана | Кошаркашки центар Химки, Химки Гледаоци: 1.040 Судије: Борис Рижик, Мартинас Гудас, Војцех Лишка |  |
| 7. децембар 2013 18:00 | Четвртине: 26:18, 15:21, 24:20, 31:16                                    |       |                                              |        | Кошаркашки центар Химки, Химки Гледаоци: 1.040 Судије: Борис Рижик, Мартинас Гудас, Војцех Лишка |  |
| 7. децембар 2013 18:00 | Поени: Марко Поповић 16 Скокови: Егор Вјалцев 6 Асистенције: Мајк Грин 8 |       | Три играча по 14 Шејн Лавал 11 Џери Џонсон 5 |        | Кошаркашки центар Химки, Химки Гледаоци: 1.040 Судије: Борис Рижик, Мартинас Гудас, Војцех Лишка |  |

| 8. децембар 2013 17:00 | | ЦСКА | 101 : 87                                       | Красни октјабр | Универзални спортски комплекс ЦСКА, Москва Гледаоци: 1.000 Судије: Борис Шуљга, Оскар Лучис, Сергеј Бељаков |  |
| 8. децембар 2013 17:00 | Четвртине: 23:26, 24:22, 27:13, 27:26                                                              |      |                                                |                | Универзални спортски комплекс ЦСКА, Москва Гледаоци: 1.000 Судије: Борис Шуљга, Оскар Лучис, Сергеј Бељаков |  |
| 8. децембар 2013 17:00 | Поени: Александар Каун, Виталиј Фридзон по 17 Скокови: Кајл Хајнс 10 Асистенције: Милош Теодосић 6 |      | Ренди Килпепер 24 Катберт Виктор 11 Вили Дин 7 |                | Универзални спортски комплекс ЦСКА, Москва Гледаоци: 1.000 Судије: Борис Шуљга, Оскар Лучис, Сергеј Бељаков |  |

| 14. децембар 2013 16:00 |                                                                               | Цмоки-Минск | 66 : 74                                                               | Краснаја крила | Минск арена, Минск Гледаоци: 4.050 Судије: Томас Јасевичијус, Борис Габара, Јевгениј Михејев |  |
| 14. децембар 2013 16:00 | Четвртине: 22:12, 21:20, 14:24, 9:18                                          |             |                                                                       |                | Минск арена, Минск Гледаоци: 4.050 Судије: Томас Јасевичијус, Борис Габара, Јевгениј Михејев |  |
| 14. децембар 2013 16:00 | Поени: Демонте Харпер 16 Скокови: Кит Бенсон 9 Асистенције: Бранко Мирковић 6 |             | Деметрис Николс 22 Џулијан Рајт 14 Антон Понкрашов, Џулијан Рајт по 3 |                | Минск арена, Минск Гледаоци: 4.050 Судије: Томас Јасевичијус, Борис Габара, Јевгениј Михејев |  |

| 15. децембар 2013 19:00 |                                                                               | Астана | 89 : 81                                                  | ВЕФ | Сарјарка велодром, Астана Гледаоци: 1.500 Судије: Јакуб Замојски, Александар Глишић, Иља Путенко |  |
| 15. децембар 2013 19:00 | Четвртине: 23:22, 20:15, 19:26, 27:18                                         |        |                                                          |     | Сарјарка велодром, Астана Гледаоци: 1.500 Судије: Јакуб Замојски, Александар Глишић, Иља Путенко |  |
| 15. децембар 2013 19:00 | Поени: Бранко Цветковић 20 Скокови: Пет Калатес 11 Асистенције: Џери Џонсон 8 |        | Кенан Бајрамовић 35 Кенан Бајрамовић 10 Данијел Браун 10 |     | Сарјарка велодром, Астана Гледаоци: 1.500 Судије: Јакуб Замојски, Александар Глишић, Иља Путенко |  |

| 15. децембар 2013 17:00 |                                                                            | Красни октјабр | 86 : 76                                                      | Азовмаш | Палата спортова Волгоград, Волгоград Гледаоци: 2.900 Судије: Петри Ментиле, Аре Халико, Петр Груша |  |
| 15. децембар 2013 17:00 | Четвртине: 26:22, 14:16, 16:17, 30:21                                      |                |                                                              |         | Палата спортова Волгоград, Волгоград Гледаоци: 2.900 Судије: Петри Ментиле, Аре Халико, Петр Груша |  |
| 15. децембар 2013 17:00 | Поени: Ренди Килпепер 36 Скокови: Катберт Виктор 7 Асистенције: Вили Дин 7 |                | Маркус Гињард 21 Игор Зајцев 8 Колман Колинс, Дерик Лоу по 6 |         | Палата спортова Волгоград, Волгоград Гледаоци: 2.900 Судије: Петри Ментиле, Аре Халико, Петр Груша |  |

| 15. децембар 2013 17:15 |                                                                              | ЦСКА | 87 : 92                                         | Химки | Универзални спортски комплекс ЦСКА, Москва Гледаоци: 3.930 Судије: Илија Белошевић, Луиш Лопеш, Антон Махлин |  |
| 15. децембар 2013 17:15 | Четвртине: 24:27, 22:17, 22:21, 19:27                                        |      |                                                 |       | Универзални спортски комплекс ЦСКА, Москва Гледаоци: 3.930 Судије: Илија Белошевић, Луиш Лопеш, Антон Махлин |  |
| 15. децембар 2013 17:15 | Поени: Милош Теодосић 19 Скокови: Кајл Хајнс 4 Асистенције: Милош Теодосић 7 |      | Крешимир Лончар 28 Џејмс Огастин 8 Мајк Грин 10 |       | Универзални спортски комплекс ЦСКА, Москва Гледаоци: 3.930 Судије: Илија Белошевић, Луиш Лопеш, Антон Махлин |  |

| 22. децембар 2013 13:00 |                                                                            | Химки | 84 : 72                                         | Тријумф | Кошаркашки центар Химки, Химки Гледаоци: 1.100 Судије: Милија Војиновић, Сергеј Круг, Сергеј Михаилов |  |
| 22. децембар 2013 13:00 | Четвртине: 23:19, 17:18, 21:21, 23:14                                      |       |                                                 |         | Кошаркашки центар Химки, Химки Гледаоци: 1.100 Судије: Милија Војиновић, Сергеј Круг, Сергеј Михаилов |  |
| 22. децембар 2013 13:00 | Поени: Џејмс Огастин 19 Скокови: Џејмс Огастин 13 Асистенције: Мајк Грин 6 |       | Кори Хигинс 24 Јевгениј Валијев 7 Кајл Ландри 4 |         | Кошаркашки центар Химки, Химки Гледаоци: 1.100 Судије: Милија Војиновић, Сергеј Круг, Сергеј Михаилов |  |

| 30. децембар 2013 19:00 |                                                                                  | ЦСКА | 90 : 77                                                            | Нептунас | Универзални спортски комплекс ЦСКА, Москва Гледаоци: 2.137 Судије: Иво Долинек, Арнис Озолс, Мирослав Томов |  |
| 30. децембар 2013 19:00 | Четвртине: 14:22, 23:14, 18:16, 17:20                                            |      |                                                                    |          | Универзални спортски комплекс ЦСКА, Москва Гледаоци: 2.137 Судије: Иво Долинек, Арнис Озолс, Мирослав Томов |  |
| 30. децембар 2013 19:00 | Поени: Александар Каун 20 Скокови: Александар Каун 6 Асистенције: Џереми Парго 6 |      | Валдас Василијус 19 Витаутас Шаракаускас 13 Миндаугас Гирџијунас 4 |          | Универзални спортски комплекс ЦСКА, Москва Гледаоци: 2.137 Судије: Иво Долинек, Арнис Озолс, Мирослав Томов |  |

### Јануар
| 5. јануар 2014 14:00 |                                                                                     | Азовмаш | 85 : 74                                                    | Нептунас | Азовмаш арена, Маријупољ Гледаоци: 2.950 Судије: Здравко Рутешић, Јевгениј Ветров Танел Суслов |  |
| 5. јануар 2014 14:00 | Четвртине: 18:24, 21:15, 30:20, 16:15                                               |         |                                                            |          | Азовмаш арена, Маријупољ Гледаоци: 2.950 Судије: Здравко Рутешић, Јевгениј Ветров Танел Суслов |  |
| 5. јануар 2014 14:00 | Поени: Данијел Кикерт 23 Скокови: Колман Колинс 8 Асистенције: Дмитриј Забирченко 5 |         | Мартинас Мажеика 24 Едгарас Улановас 10 Едгарас Улановас 6 |          | Азовмаш арена, Маријупољ Гледаоци: 2.950 Судије: Здравко Рутешић, Јевгениј Ветров Танел Суслов |  |

| 5. јануар 2014 17:30 | | ВЕФ | 84 : 88                                       | ЦСКА | Арена Рига, Рига Гледаоци: 2.500 Судије: Петри Ментиле, Аре Халико, Александар Сирица |  |
| 5. јануар 2014 17:30 | Четвртине: 19:12, 19:26, 15:26, 31:24                                                                     |     |                                               |      | Арена Рига, Рига Гледаоци: 2.500 Судије: Петри Ментиле, Аре Халико, Александар Сирица |  |
| 5. јануар 2014 17:30 | Поени: Кенан Бајрамовић 23 Скокови: Кенан Бајрамовић, Антјвен Робинсон по 6 Асистенције: Данијел Браун 10 |     | Сони Вимс 22 Милош Теодосић 6 Виктор Хрјапа 8 |      | Арена Рига, Рига Гледаоци: 2.500 Судије: Петри Ментиле, Аре Халико, Александар Сирица |  |

| 5. јануар 2014 17:00 |                                                                                  | Краснаја крила | 58 : 91                                          | Химки | МТЛ арена, Самара Гледаоци: 2.600 Судије: Владимир Охрименко, Сергеј Круг, Иља Путенко |  |
| 5. јануар 2014 17:00 | Четвртине: 14:28, 15:20, 9:16, 20:27                                             |                |                                                  |       | МТЛ арена, Самара Гледаоци: 2.600 Судије: Владимир Охрименко, Сергеј Круг, Иља Путенко |  |
| 5. јануар 2014 17:00 | Поени: Деметрис Николс 15 Скокови: Антон Пушков 7 Асистенције: Антон Понкрашов 4 |                | Крешимир Лончар 16 Мајк Грин 8 Петери Копонен 10 |       | МТЛ арена, Самара Гледаоци: 2.600 Судије: Владимир Охрименко, Сергеј Круг, Иља Путенко |  |

| 5. јануар 2014 18:00 |                                                                               | Тријумф | 82 : 81                                  | Астана | Спортска палата Тријумф, Љуберци Гледаоци: 2.400 Судије: Иво Долинек, Арнис Озолс, Андреј Шарапа |  |
| 5. јануар 2014 18:00 | Четвртине: 20:19, 29:21, 21:19, 12:22                                         |         |                                          |        | Спортска палата Тријумф, Љуберци Гледаоци: 2.400 Судије: Иво Долинек, Арнис Озолс, Андреј Шарапа |  |
| 5. јануар 2014 18:00 | Поени: Кори Хигинс 22 Скокови: Јевгениј Валијев 10 Асистенције: Кори Хигинс 6 |         | Брајон Раш 25 Шејн Лавал 9 Џери Џонсон 7 |        | Спортска палата Тријумф, Љуберци Гледаоци: 2.400 Судије: Иво Долинек, Арнис Озолс, Андреј Шарапа |  |

| 9. јануар 2014 19:30 |                                                                          | Тријумф | 80 : 62                                                            | Краснаја крила | Спортска палата Тријумф, Љуберци Гледаоци: 1.500 Судије: Антон Махлин, Алексеј Давидов, Семјон Овинов |  |
| 9. јануар 2014 19:30 | Четвртине: 20:19, 19:10, 21:15, 20:18                                    |         |                                                                    |                | Спортска палата Тријумф, Љуберци Гледаоци: 1.500 Судије: Антон Махлин, Алексеј Давидов, Семјон Овинов |  |
| 9. јануар 2014 19:30 | Поени: Кори Хигинс 26 Скокови: Кајл Ландри 11 Асистенције: Кори Хигинс 6 |         | Деметрис Николс, Антон Понкрашов по 16 Антон Пушков 8 Арон Мајлс 5 |                | Спортска палата Тријумф, Љуберци Гледаоци: 1.500 Судије: Антон Махлин, Алексеј Давидов, Семјон Овинов |  |

| 12. јануар 2014 17:00 |                                                                              | Астана | 69 : 88                                      | ЦСКА | Сарјарка велодром, Астана Гледаоци: 1.500 Судије: Александар Глишић, Борис Шуљга, Пјотр Ивашков |  |
| 12. јануар 2014 17:00 | Четвртине: 20:24, 14:18, 17:24, 18:22                                        |        |                                              |      | Сарјарка велодром, Астана Гледаоци: 1.500 Судије: Александар Глишић, Борис Шуљга, Пјотр Ивашков |  |
| 12. јануар 2014 17:00 | Поени: Џери Џонсон, по 12 Скокови: Пет Калатес 6 Асистенције: Џери Џонсон 10 |        | Ненад Крстић 20 Ненад Крстић 6 Арон Џексон 7 |      | Сарјарка велодром, Астана Гледаоци: 1.500 Судије: Александар Глишић, Борис Шуљга, Пјотр Ивашков |  |

| 12. јануар 2014 17:00 |                                                                         | ВЕФ | 73 : 71                                           | Азовмаш | Арена Рига, Рига Гледаоци: 1.300 Судије: Андреј Јершан, Томас Јасевичијусс, Сергеј Бељаков |  |
| 12. јануар 2014 17:00 | Четвртине: 15:11, 18:16, 18:14, 22:30                                   |     |                                                   |         | Арена Рига, Рига Гледаоци: 1.300 Судије: Андреј Јершан, Томас Јасевичијусс, Сергеј Бељаков |  |
| 12. јануар 2014 17:00 | Поени: Дерик Никс 20 Скокови: Дерик Никс 7 Асистенције: Данијел Браун 8 |     | Маркус Гињард 16 Данијел Кикерт 9 Три играча по 4 |         | Арена Рига, Рига Гледаоци: 1.300 Судије: Андреј Јершан, Томас Јасевичијусс, Сергеј Бељаков |  |

| 12. јануар 2014 17:00 |                                                                     | Химки | 99 : 78                                       | Красни октјабр | Кошаркашки центар Химки, Химки Гледаоци: 2.000 Судије: Олег Латишев, Сергеј Михаилов, Јевгениј Островски |  |
| 12. јануар 2014 17:00 | Четвртине: 27:22, 30:23, 16:20, 26:13                               |       |                                               |                | Кошаркашки центар Химки, Химки Гледаоци: 2.000 Судије: Олег Латишев, Сергеј Михаилов, Јевгениј Островски |  |
| 12. јануар 2014 17:00 | Поени: Мајк Грин 17 Скокови: Мајк Грин 9 Асистенције: Сергеј Моња 7 |       | Ренди Килпепер 27 Вили Дин 8 Ренди Килпепер 6 |                | Кошаркашки центар Химки, Химки Гледаоци: 2.000 Судије: Олег Латишев, Сергеј Михаилов, Јевгениј Островски |  |

| 12. јануар 2014 18:00 |                                                                                                 | Нептунас | 75 : 72                                       | Цмоки-Минск | Клајпедска арена, Клајпеда Гледаоци: 2.000 Судије: Борис Рижик, Јакуб Замојски, Иља Путенко |  |
| 12. јануар 2014 18:00 | Четвртине: 15:21, 16:16, 23:21, 21:14                                                           |          |                                               |             | Клајпедска арена, Клајпеда Гледаоци: 2.000 Судије: Борис Рижик, Јакуб Замојски, Иља Путенко |  |
| 12. јануар 2014 18:00 | Поени: Мариус Рункаускас 40 Скокови: Витаутас Шаракаускас 8 Асистенције: Миндаугас Гирџијунас 5 |          | Винсент Хантер 13 Три играча по 5 Пери Пети 6 |             | Клајпедска арена, Клајпеда Гледаоци: 2.000 Судије: Борис Рижик, Јакуб Замојски, Иља Путенко |  |

| 18. јануар 2014 18:00 |                                                                               | Краснаја крила | 66 : 77                                    | Астана | МТЛ арена, Самара Гледаоци: 1.650 Судије: Роберт Виклицки, Петр Пастушек, Роман Пономаренко |  |
| 18. јануар 2014 18:00 | Четвртине: 14:16, 10:18, 19:18, 23:25                                         |                |                                            |        | МТЛ арена, Самара Гледаоци: 1.650 Судије: Роберт Виклицки, Петр Пастушек, Роман Пономаренко |  |
| 18. јануар 2014 18:00 | Поени: Филип Виденов 17 Скокови: Арон Мајлс 13 Асистенције: Антон Понкрашов 9 |                | Џери Џонсон 15 Шејн Лавал 15 Џери Џонсон 6 |        | МТЛ арена, Самара Гледаоци: 1.650 Судије: Роберт Виклицки, Петр Пастушек, Роман Пономаренко |  |

| 18. јануар 2014 19:00 |                                                                            | Красни октјабр | 83 : 86                                                        | Тријумф | Палата спортова Волгоград, Волгоград Гледаоци: 2.010 Судије: Здравко Рутешић, Антон Махлин, Сергеј Круг |  |
| 18. јануар 2014 19:00 | Четвртине: 24:18, 18:20, 24:26, 17:22                                      |                |                                                                |         | Палата спортова Волгоград, Волгоград Гледаоци: 2.010 Судије: Здравко Рутешић, Антон Махлин, Сергеј Круг |  |
| 18. јануар 2014 19:00 | Поени: Маркус Казин 17 Скокови: Катберт Виктор 13 Асистенције: Вили Дин 18 |                | Џереми Шапел 22 Три играча по 7 Џереми Шапел, Кори Хигинс по 5 |         | Палата спортова Волгоград, Волгоград Гледаоци: 2.010 Судије: Здравко Рутешић, Антон Махлин, Сергеј Круг |  |

| 19. јануар 2014 16:00 |                                                                            | Цмоки-Минск | 68 : 75                                                                                       | ВЕФ | Минск арена, Минск Гледаоци: 3.400 Судије: Петри Ментиле, Семјон Овинов, Петр Груша |  |
| 19. јануар 2014 16:00 | Четвртине: 14:25, 20:12, 19:17, 15:21                                      |             |                                                                                               |     | Минск арена, Минск Гледаоци: 3.400 Судије: Петри Ментиле, Семјон Овинов, Петр Груша |  |
| 19. јануар 2014 16:00 | Поени: Кит Бенсон 16 Скокови: Кит Бенсон 9 Асистенције: Бранко Мирковић 10 |             | Артур Берзињш, Кристапс Јаниченокс по 17 Дерик Никс 9 Данијел Браун, Кристапс Јаниченокс по 3 |     | Минск арена, Минск Гледаоци: 3.400 Судије: Петри Ментиле, Семјон Овинов, Петр Груша |  |

| 19. јануар 2014 17:00 |                                                                                                | ЦСКА | 75 : 40                                           | Азовмаш | Универсальный спортивный комплекс ЦСКА, Москва Гледаоци: 2021 Судије: Эмин Могулкоч ; Роберт Выклицки ; Петр Пастусяк |  |
| 19. јануар 2014 17:00 | Четвртине: 18:2, 15:10, 22:9, 20:19                                                            |      |                                                   |         | Универсальный спортивный комплекс ЦСКА, Москва Гледаоци: 2021 Судије: Эмин Могулкоч ; Роберт Выклицки ; Петр Пастусяк |  |
| 19. јануар 2014 17:00 | Поени: Александар Каун, Сони Вимс по 14 Скокови: Ненад Крстић 6 Асистенције: Виталиј Фридзон 4 |      | Данијел Кикерт 10 Колман Колинс 8 Кевин Хјустон 3 |         | Универсальный спортивный комплекс ЦСКА, Москва Гледаоци: 2021 Судије: Эмин Могулкоч ; Роберт Выклицки ; Петр Пастусяк |  |

| 19. јануар 2014 18:00 |                                                                                          | Нептунас | 74 : 92                                           | Химки | Клајпедска арена, Клајпеда Гледаоци: 4.500 Судије: Борис Шуљга, Јурис Кокаинис, Андреј Шарапа |  |
| 19. јануар 2014 18:00 | Четвртине: 16:20, 18:28, 20:23, 20:21                                                    |          |                                                   |       | Клајпедска арена, Клајпеда Гледаоци: 4.500 Судије: Борис Шуљга, Јурис Кокаинис, Андреј Шарапа |  |
| 19. јануар 2014 18:00 | Поени: Мариус Рункаускас 13 Скокови: Валдас Василијус 7 Асистенције: Мариус Рункаускас 4 |          | Сергеј Моња 19 Крешимир Лончар 11 Марко Поповић 9 |       | Клајпедска арена, Клајпеда Гледаоци: 4.500 Судије: Борис Шуљга, Јурис Кокаинис, Андреј Шарапа |  |

| 26. јануар 2014 13:00 |                                                                                | Химки | 90 : 87                                                | ЦСКА | Кошаркашки центар Химки, Химки Гледаоци: 4.000 Судије: Јакуб Замојски, Антон Махлин, Аре Халико |  |
| 26. јануар 2014 13:00 | Четвртине: 23:32, 15:13, 23:23, 29:19                                          |       |                                                        |      | Кошаркашки центар Химки, Химки Гледаоци: 4.000 Судије: Јакуб Замојски, Антон Махлин, Аре Халико |  |
| 26. јануар 2014 13:00 | Поени: Џејмс Огастин 31 Скокови: Џејмс Огастин 7 Асистенције: Марко Поповић 11 |       | Милош Теодосић 29 Андреј Воронцевич 5 Милош Теодосић 7 |      | Кошаркашки центар Химки, Химки Гледаоци: 4.000 Судије: Јакуб Замојски, Антон Махлин, Аре Халико |  |

| 26. јануар 2014 17:00 |                                                                           | Астана | 106 : 86                               | Красни октјабр | Сарјарка велодром, Астана Гледаоци: 1.000 Судије: Роман Пономаренко, Андреј Шарапа, Борис Рижик |  |
| 26. јануар 2014 17:00 | Четвртине: 25:18, 37:20, 23:23, 21:25                                     |        |                                        |                | Сарјарка велодром, Астана Гледаоци: 1.000 Судије: Роман Пономаренко, Андреј Шарапа, Борис Рижик |  |
| 26. јануар 2014 17:00 | Поени: Пет Калатес 25 Скокови: Пет Калатес 13 Асистенције: Џери Џонсон 13 |        | Вили Дин 24 Маркус Казин 6 Вили Дин 10 |                | Сарјарка велодром, Астана Гледаоци: 1.000 Судије: Роман Пономаренко, Андреј Шарапа, Борис Рижик |  |

### Фебруар
| 2. фебруар 2014 13:30 |                                                                                                 | ЦСКА | 89 : 68                                            | Цмоки-Минск | Универзални спортски комплекс ЦСКА, Москва Гледаоци: 2.093 Судије: Борис Рижик, Миндаугас Вечерскис, Сергеј Чајковски |  |
| 2. фебруар 2014 13:30 | Четвртине: 21:20, 20:16, 19:20, 29:12                                                           |      |                                                    |             | Универзални спортски комплекс ЦСКА, Москва Гледаоци: 2.093 Судије: Борис Рижик, Миндаугас Вечерскис, Сергеј Чајковски |  |
| 2. фебруар 2014 13:30 | Поени: Ненад Крстић, Арон Џексон по 15 Скокови: Андреј Воронцевич 7 Асистенције: Џереми Парго 7 |      | Бранко Мирковић 17 Кит Бенсон 7 Тајрон Бразелтон 4 |             | Универзални спортски комплекс ЦСКА, Москва Гледаоци: 2.093 Судије: Борис Рижик, Миндаугас Вечерскис, Сергеј Чајковски |  |

| 2. фебруар 2014 17:00 |                                                                          | Астана | 95 : 80                                                                 | Азовмаш | Сарјарка велодром, Астана Гледаоци: 1.500 Судије: Александар Глишић, Сергеј Михаилов, Јевгениј Ветров |  |
| 2. фебруар 2014 17:00 | Четвртине: 30:17, 27:24, 19:22, 19:17                                    |        |                                                                         |         | Сарјарка велодром, Астана Гледаоци: 1.500 Судије: Александар Глишић, Сергеј Михаилов, Јевгениј Ветров |  |
| 2. фебруар 2014 17:00 | Поени: Џери Џонсон 18 Скокови: Пет Калатес 6 Асистенције: Џери Џонсон 13 |        | Игор Зајцев, Кирил Натјажко по 15 Кирил Натјажко 7 Дмитриј Забирченко 7 |         | Сарјарка велодром, Астана Гледаоци: 1.500 Судије: Александар Глишић, Сергеј Михаилов, Јевгениј Ветров |  |

| 2. фебруар 2014 18:00 |                                                                               | Тријумф | 83 : 70                                                       | Нептунас | Спортска палата Тријумф, Љуберци Гледаоци: 1.200 Судије: Марек Цмикевич, Ингус Бауманис, Синиша Херцег |  |
| 2. фебруар 2014 18:00 | Четвртине: 23:28, 24:14, 18:16, 18:12                                         |         |                                                               |          | Спортска палата Тријумф, Љуберци Гледаоци: 1.200 Судије: Марек Цмикевич, Ингус Бауманис, Синиша Херцег |  |
| 2. фебруар 2014 18:00 | Поени: Кори Хигинс 24 Скокови: Јевгениј Валијев 10 Асистенције: Кори Хигинс 5 |         | Едгарас Улановас 15 Едгарас Улановас 8 Миндаугас Гирџијунас 5 |          | Спортска палата Тријумф, Љуберци Гледаоци: 1.200 Судије: Марек Цмикевич, Ингус Бауманис, Синиша Херцег |  |

| 3. фебруар 2014 19:30 |                                                                                                   | Химки | 75 : 57                                          | ВЕФ | Кошаркашки центар Химки, Химки Гледаоци: 1.200 Судије: Здравко Рутешић, Миндаугас Вечерскис, Владислав Исаченко |  |
| 3. фебруар 2014 19:30 | Четвртине: 20:20, 20:18, 17:13, 18:6                                                              |       |                                                  |     | Кошаркашки центар Химки, Химки Гледаоци: 1.200 Судије: Здравко Рутешић, Миндаугас Вечерскис, Владислав Исаченко |  |
| 3. фебруар 2014 19:30 | Поени: Џејмс Огастин 16 Скокови: Петери Копонен 9 Асистенције: Петери Копонен, Марко Поповић по 5 |       | Дерик Никс 15 Антјвен Робинсон 8 Данијел Браун 7 |     | Кошаркашки центар Химки, Химки Гледаоци: 1.200 Судије: Здравко Рутешић, Миндаугас Вечерскис, Владислав Исаченко |  |

| 4. фебруар 2014 19:30 |                                                                           | Краснаја крила | 83 : 78                                | Красни октјабр | МТЛ арена, Самара Гледаоци: 1.600 Судије: Андреј Јершан, Семјон Овинов, Иља Путенко |  |
| 4. фебруар 2014 19:30 | Четвртине: 23:16, 23:24, 12:23, 25:15                                     |                |                                        |                | МТЛ арена, Самара Гледаоци: 1.600 Судије: Андреј Јершан, Семјон Овинов, Иља Путенко |  |
| 4. фебруар 2014 19:30 | Поени: Антон Понкрашов 32 Скокови: Арон Мајлс 8 Асистенције: Арон Мајлс 8 |                | Фон Вафер 20 Маркус Казин 7 Вили Дин 8 |                | МТЛ арена, Самара Гледаоци: 1.600 Судије: Андреј Јершан, Семјон Овинов, Иља Путенко |  |

| 8. фебруар 2014 16:00 |                                                                                            | Астана | 69 : 91                                  | Химки | Сарјарка велодром, Астана Гледаоци: 1.550 Судије: Сергеј Чајковски, Александар Сирица, Март Вахендрик |  |
| 8. фебруар 2014 16:00 | Четвртине: 11:22, 22:22, 16:26, 20:21                                                      |        |                                          |       | Сарјарка велодром, Астана Гледаоци: 1.550 Судије: Сергеј Чајковски, Александар Сирица, Март Вахендрик |  |
| 8. фебруар 2014 16:00 | Поени: Јанис Блумс 21 Скокови: Шејн Лавал, Дејвид Сајмон по 6 Асистенције: Три играча по 4 |        | Сергеј Моња 19 Сергеј Моња 7 Мајк Грин 9 |       | Сарјарка велодром, Астана Гледаоци: 1.550 Судије: Сергеј Чајковски, Александар Сирица, Март Вахендрик |  |

| 14. фебруар 2014 19:00 |                                                                                             | Нептунас | 94 : 86                                         | Краснаја крила | Клајпедска арена, Клајпеда Гледаоци: 2.500 Судије: Олег Латишев, Марек Малишевски |  |
| 14. фебруар 2014 19:00 | Четвртине: 22:27, 26:15, 12:23, 21:16                                                       |          |                                                 |                | Клајпедска арена, Клајпеда Гледаоци: 2.500 Судије: Олег Латишев, Марек Малишевски |  |
| 14. фебруар 2014 19:00 | Поени: Валдас Василијус 19 Скокови: Витаутас Шаракаускас 18 Асистенције: Валдас Василијус 5 |          | Мичал Игнерски 26 Мичал Игнерски 7 Арон Мајлс 9 |                | Клајпедска арена, Клајпеда Гледаоци: 2.500 Судије: Олег Латишев, Марек Малишевски |  |

| 16. фебруар 2014 13:00 |                                                                          | Цмоки-Минск | 98 : 102                                                         | Азовмаш | Минск арена, Минск Гледаоци: 2.600 Судије: Саша Маричић, Аре Халико, Семјон Овинов |  |
| 16. фебруар 2014 13:00 | Четвртине: 18:20, 20:22, 17:19, 22:16                                    |             |                                                                  |         | Минск арена, Минск Гледаоци: 2.600 Судије: Саша Маричић, Аре Халико, Семјон Овинов |  |
| 16. фебруар 2014 13:00 | Поени: Кит Бенсон 25 Скокови: Кит Бенсон 8 Асистенције: Павел Улијанко 5 |             | Терел Стоглин 29 Игор Зајцев 8 Терел Стоглин, Колман Колинс по 3 |         | Минск арена, Минск Гледаоци: 2.600 Судије: Саша Маричић, Аре Халико, Семјон Овинов |  |

| 16. фебруар 2014 13:00 |                                                                                     | ВЕФ | 78 : 89                                              | Тријумф | 2.600 Гледаоци: Арена Рига, Рига Судије: Сашо Петек, Петри Ментиле, Мартинас Гудас |  |
| 16. фебруар 2014 13:00 | Четвртине: 19:19, 13:18, 25:30, 21:22                                               |     |                                                      |         | 2.600 Гледаоци: Арена Рига, Рига Судије: Сашо Петек, Петри Ментиле, Мартинас Гудас |  |
| 16. фебруар 2014 13:00 | Поени: Антјвен Робинсон 20 Скокови: Антјвен Робинсон 5 Асистенције: Данијел Браун 6 |     | Јевгениј Воронов 22 Кајл Ландри 7 Четире играча по 4 |         | 2.600 Гледаоци: Арена Рига, Рига Судије: Сашо Петек, Петри Ментиле, Мартинас Гудас |  |

| 22. фебруар 2014 18:00 |                                                                                               | Краснаја крила | 91 : 84                                              | ВЕФ | МТЛ арена, Самара Гледаоци: 1.500 Судије: Роберт Виклицки, Јоханес Сарекоски, Јевгениј Михејев |  |
| 22. фебруар 2014 18:00 | Четвртине: 24:22, 18:21, 24:18, 25:23                                                         |                |                                                      |     | МТЛ арена, Самара Гледаоци: 1.500 Судије: Роберт Виклицки, Јоханес Сарекоски, Јевгениј Михејев |  |
| 22. фебруар 2014 18:00 | Поени: Мичал Игнерски 22 Скокови: Мичал Игнерски, Виктор Кејру по 6 Асистенције: Арон Мајлс 9 |                | Гатис Јаховичс 17 Дерик Никс 5 Кристапс Јаниченокс 8 |     | МТЛ арена, Самара Гледаоци: 1.500 Судије: Роберт Виклицки, Јоханес Сарекоски, Јевгениј Михејев |  |

| 22. фебруар 2014 17:00 |                                                                                        | Астана | 99 : 82                                               | Цмоки-Минск | Сарјарка велодром, Астана Гледаоци: 1.500 Судије: Милија Војиновић, Сергеј Круг, Генадиј Пономарјов |  |
| 22. фебруар 2014 17:00 | Четвртине: 27:16, 23:24, 29:16, 20:26                                                  |        |                                                       |             | Сарјарка велодром, Астана Гледаоци: 1.500 Судије: Милија Војиновић, Сергеј Круг, Генадиј Пономарјов |  |
| 22. фебруар 2014 17:00 | Поени: Јанис Блумс, Џери Џонсон по 18 Скокови: Шејн Лавал 8 Асистенције: Џери Џонсон 9 |        | Кит Бенсон 16 Алексеј Тростинецки 5 Бранко Мирковић 7 |             | Сарјарка велодром, Астана Гледаоци: 1.500 Судије: Милија Војиновић, Сергеј Круг, Генадиј Пономарјов |  |

| 23. фебруар 2014 13:00 |                                                                                              | ЦСКА | 74 : 71                                         | Тријумф | Универзални спортски комплекс ЦСКА, Москва Гледаоци: 1.500 Судије: Саша Пукл, Антон Махлин, Аре Халико |  |
| 23. фебруар 2014 13:00 | Четвртине: 19:21, 22:16, 10:21, 23:13                                                        |      |                                                 |         | Универзални спортски комплекс ЦСКА, Москва Гледаоци: 1.500 Судије: Саша Пукл, Антон Махлин, Аре Халико |  |
| 23. фебруар 2014 13:00 | Поени: Владимир Мицов 17 Скокови: Кајл Хајнс 6 Асистенције: Владимир Мицов, Арон Џексон по 3 |      | Кори Хигинс 17 Јевгениј Валијев 7 Кори Хигинс 4 |         | Универзални спортски комплекс ЦСКА, Москва Гледаоци: 1.500 Судије: Саша Пукл, Антон Махлин, Аре Халико |  |

| 24. фебруар 2014 19:15 |                                                                                                 | Нептунас | 73 : 81                                 | Красни октјабр | Клајпедска арена, Клајпеда · Гледаоци: 2.000 · Судије: Јакуб Замојски, Емин Могулкоч, Србија Александар Глишић |  |
| 24. фебруар 2014 19:15 | Четвртине: 8:20, 20:22, 15:12, 30:27                                                            |          |                                         |                | Клајпедска арена, Клајпеда · Гледаоци: 2.000 · Судије: Јакуб Замојски, Емин Могулкоч, Србија Александар Глишић |  |
| 24. фебруар 2014 19:15 | Поени: Мартинас Мажеика 18 Скокови: Витаутас Шаракаускас 7 Асистенције: Арвидас Еитутавичијус 4 |          | Фон Вафер 28 Кевин Флечер 9 Вили Дин 11 |                | Клајпедска арена, Клајпеда · Гледаоци: 2.000 · Судије: Јакуб Замојски, Емин Могулкоч, Србија Александар Глишић |  |

### Март
| 2. март 2014 17:00 |                                                                                  | ЦСКА | 81 : 77                                           | Краснаја крила | Универзални спортски комплекс ЦСКА, Москва Гледаоци: 1.500 Судије: Томислав Вовк, Сергеј Чебишев, Јевгениј Ветров |  |
| 2. март 2014 17:00 | Четвртине: 24:14, 17:29, 19:12, 21:22                                            |      |                                                   |                | Универзални спортски комплекс ЦСКА, Москва Гледаоци: 1.500 Судије: Томислав Вовк, Сергеј Чебишев, Јевгениј Ветров |  |
| 2. март 2014 17:00 | Поени: Владимир Мицов 17 Скокови: Милош Теодосић 6 Асистенције: Милош Теодосић 9 |      | Деметрис Николс 19 Деметрис Николс 7 Арон Мајлс 6 |                | Универзални спортски комплекс ЦСКА, Москва Гледаоци: 1.500 Судије: Томислав Вовк, Сергеј Чебишев, Јевгениј Ветров |  |

| 7. март 2014 19:30 |                                                                                               | Тријумф | 82 : 74                                                              | Азовмаш | Спортска палата Тријумф, Љуберци Гледаоци: 1.270 Судије: Емин Могулкоч, Томас Јасевичијус, Александар Сирица |  |
| 7. март 2014 19:30 | Четвртине: 22:16, 29:21, 11:16, 20:21                                                         |         |                                                                      |         | Спортска палата Тријумф, Љуберци Гледаоци: 1.270 Судије: Емин Могулкоч, Томас Јасевичијус, Александар Сирица |  |
| 7. март 2014 19:30 | Поени: Кори Хигинс 17 Скокови: Кајл Ландри, Милован Раковић по 8 Асистенције: Пет играча по 2 |         | Игор Зајцев 22 Игор Зајцев, Кирил Натјажко по 8 Дмитриј Забирченко 5 |         | Спортска палата Тријумф, Љуберци Гледаоци: 1.270 Судије: Емин Могулкоч, Томас Јасевичијус, Александар Сирица |  |

| 8. март 2014 19:00 |                                                                                         | Красни октјабр | 85 : 84                                            | ВЕФ | Палата спортова Волгоград, Волгоград Гледаоци: 2.700 Судије: Дамир Јавор, Саша Маричић, Гинтарас Виткаускас |  |
| 8. март 2014 19:00 | Четвртине: 21:21, 27:21, 18:19, 19:23                                                   |                |                                                    |     | Палата спортова Волгоград, Волгоград Гледаоци: 2.700 Судије: Дамир Јавор, Саша Маричић, Гинтарас Виткаускас |  |
| 8. март 2014 19:00 | Поени: Фон Вафер 23 Скокови: Катберт Виктор, Вили Дин по 7 Асистенције: Три играча по 6 |                | Антјвен Робинсон 21 Дерик Никс 10 Гатис Јаховичс 4 |     | Палата спортова Волгоград, Волгоград Гледаоци: 2.700 Судије: Дамир Јавор, Саша Маричић, Гинтарас Виткаускас |  |

| 8. март 2014 14:00 |                                                                                               | Химки | 99 : 69                                                 | Цмоки-Минск | Кошаркашки центар Химки, Химки Гледаоци: 2.000 Судије: Емин Могулкоч, Роберт Виклицки, Војцех Лишка |  |
| 8. март 2014 14:00 | Четвртине: 25:23, 19:15, 25:19, 30:12                                                         |       |                                                         |             | Кошаркашки центар Химки, Химки Гледаоци: 2.000 Судије: Емин Могулкоч, Роберт Виклицки, Војцех Лишка |  |
| 8. март 2014 14:00 | Поени: Марко Поповић 23 Скокови: Крешимир Лончар, Џејмс Огастин по 9 Асистенције: Мајк Грин 9 |       | Тајрон Бразелтон 16 Џејсон Вешберн 9 Тајрон Бразелтон 3 |             | Кошаркашки центар Химки, Химки Гледаоци: 2.000 Судије: Емин Могулкоч, Роберт Виклицки, Војцех Лишка |  |

| 9. март 2014 18:30 |                                                                                              | Нептунас | 86 : 91                                       | Астана | Клајпедска арена, Клајпеда Судије: Андреј Јершан, Аре Халико, Оскар Лучис |  |
| 9. март 2014 18:30 | Четвртине: 24:27, 23:17, 24:27, 15:20                                                        |          |                                               |        | Клајпедска арена, Клајпеда Судије: Андреј Јершан, Аре Халико, Оскар Лучис |  |
| 9. март 2014 18:30 | Поени: Валдас Василијус 19 Скокови: Витаутас Шаракаускас 10 Асистенције: Мариус Рункаускас 7 |          | Дејвид Сајмон 24 Пет Калатес 8 Џери Џонсон 17 |        | Клајпедска арена, Клајпеда Судије: Андреј Јершан, Аре Халико, Оскар Лучис |  |

| 16. март 2014 16:00 |                                                                                              | Цмоки-Минск | 73 : 81                                             | Тријумф | Минск арена, Минск Гледаоци: 2.100 Судије: Борис Рижик, Јурис Кокаинис, Марек Малишевски |  |
| 16. март 2014 16:00 | Четвртине: 23:15, 13:22, 21:25, 16:19                                                        |             |                                                     |         | Минск арена, Минск Гледаоци: 2.100 Судије: Борис Рижик, Јурис Кокаинис, Марек Малишевски |  |
| 16. март 2014 16:00 | Поени: Алексеј Тростинецки 17 Скокови: Алексеј Тростинецки 7 Асистенције: Тајрон Бразелтон 4 |             | Јевгениј Воронов 16 Џереми Шапел 10 Артјом Вихров 8 |         | Минск арена, Минск Гледаоци: 2.100 Судије: Борис Рижик, Јурис Кокаинис, Марек Малишевски |  |

| 16. март 2014 18:00 |                                                                                                 | Нептунас | 90 : 85                                                | ВЕФ | Клајпедска арена, Клајпеда Гледаоци: 2.000 Судије: Милија Војиновић, Дариуш Шчерба, Алексеј Давидов |  |
| 16. март 2014 18:00 | Четвртине: 23:15, 16:19, 26:13, 25:38                                                           |          |                                                        |     | Клајпедска арена, Клајпеда Гледаоци: 2.000 Судије: Милија Војиновић, Дариуш Шчерба, Алексеј Давидов |  |
| 16. март 2014 18:00 | Поени: Едгарас Улановас 22 Скокови: Витаутас Шаракаускас 11 Асистенције: Миндаугас Гирџијунас 5 |          | Антјвен Робинсон 16 Антјвен Робинсон 7 Данијел Браун 6 |     | Клајпедска арена, Клајпеда Гледаоци: 2.000 Судије: Милија Војиновић, Дариуш Шчерба, Алексеј Давидов |  |

| 16. март 2014 19:00 |                                                                     | Красни октјабр | 57 : 84                                      | ЦСКА | Палата спортова Волгоград, Волгоград Гледаоци: 2.500 Судије: Јакуб Замојски, Антон Махлин, Сергеј Бељаков |  |
| 16. март 2014 19:00 | Четвртине: 22:16, 9:18, 15:32, 11:18                                |                |                                              |      | Палата спортова Волгоград, Волгоград Гледаоци: 2.500 Судије: Јакуб Замојски, Антон Махлин, Сергеј Бељаков |  |
| 16. март 2014 19:00 | Поени: Вили Дин 14 Скокови: Маркус Казин 8 Асистенције: Фон Вафер 5 |                | Владимир Мицов 18 Арон Џексон 11 Сони Вимс 6 |      | Палата спортова Волгоград, Волгоград Гледаоци: 2.500 Судије: Јакуб Замојски, Антон Махлин, Сергеј Бељаков |  |

| 21. март 2014 19:00 |                                                                           | Красни октјабр | 80 : 75                                               | Цмоки-Минск | Палата спортова Волгоград, Волгоград Гледаоци: 2.570 Судије: Мурат Бириџик, Борис Шуљга, Оскар Лучис |  |
| 21. март 2014 19:00 | Четвртине: 19:16, 27:14, 15:20, 19:25                                     |                |                                                       |             | Палата спортова Волгоград, Волгоград Гледаоци: 2.570 Судије: Мурат Бириџик, Борис Шуљга, Оскар Лучис |  |
| 21. март 2014 19:00 | Поени: Фон Вафер 23 Скокови: Бернард Кинг 11 Асистенције: Бернард Кинг 11 |                | Бранко Мирковић 16 Џејсон Вешберн 9 Бранко Мирковић 5 |             | Палата спортова Волгоград, Волгоград Гледаоци: 2.570 Судије: Мурат Бириџик, Борис Шуљга, Оскар Лучис |  |

| 21. март 2014 19:00 |                                                                                  | Азовмаш | 56 : 78                                    | Краснаја крила | МТЛ арена, Самара Гледаоци: 1.300 Судије: Милија Војиновић, Иво Долинек, Пјотр Ивашков |  |
| 21. март 2014 19:00 | Четвртине: 16:16, 17:15, 13:21, 10:26                                            |         |                                            |                | МТЛ арена, Самара Гледаоци: 1.300 Судије: Милија Војиновић, Иво Долинек, Пјотр Ивашков |  |
| 21. март 2014 19:00 | Поени: Кирил Натјажко 27 Скокови: Кирил Натјажко 14 Асистенције: Три играча по 2 |         | Филип Виденов 15 Арон Мајлс 6 Арон Мајлс 9 |                | МТЛ арена, Самара Гледаоци: 1.300 Судије: Милија Војиновић, Иво Долинек, Пјотр Ивашков |  |

| 23. март 2014 14:00 | | Азовмаш | 72 : 84                                                | Красни октјабр | Палата спортова Волгоград, Волгоград Гледаоци: 1.800 Судије: Роберт Выклицки ; Ааре Халико ; Андрей Шарапа |  |
| 23. март 2014 14:00 | Четвртине: 16:23, 18:29, 23:24, 15:8                                                                 |         |                                                        |                | Палата спортова Волгоград, Волгоград Гледаоци: 1.800 Судије: Роберт Выклицки ; Ааре Халико ; Андрей Шарапа |  |
| 23. март 2014 14:00 | Поени: Игор Зајцев, Кирил Натјажко по 17 Скокови: Кирил Натјажко 9 Асистенције: Дмитриј Забирченко 5 |         | Вили Дин, Фон Вафер по 21 Катберт Виктор 9 Вили Дин 12 |                | Палата спортова Волгоград, Волгоград Гледаоци: 1.800 Судије: Роберт Выклицки ; Ааре Халико ; Андрей Шарапа |  |

| 23. март 2014 18:00 |                                                                                             | Нептунас | 64 : 87                                      | ЦСКА | Клајпедска арена, Клајпеда Гледаоци: 5.000 Судије: Петри Ментиле, Ингус Бауманис, Петр Пастушек |  |
| 23. март 2014 18:00 | Четвртине: 7:19, 20:24, 24:23, 13:21                                                        |          |                                              |      | Клајпедска арена, Клајпеда Гледаоци: 5.000 Судије: Петри Ментиле, Ингус Бауманис, Петр Пастушек |  |
| 23. март 2014 18:00 | Поени: Валдас Василијус 15 Скокови: Едгарас Улановас 7 Асистенције: Арвидас Еитутавичијус 4 |          | Александар Каун 17 Кајл Хајнс 7 Сони Вимс 10 |      | Клајпедска арена, Клајпеда Гледаоци: 5.000 Судије: Петри Ментиле, Ингус Бауманис, Петр Пастушек |  |

| 23. март 2014 13:00 |                                                                                     | Тријумф | 59 : 81                                        | Химки | Спортска палата Тријумф, Љуберци Гледаоци: 3.070 Судије: Сретен Радовић, Јургис Лавринавичијус, Јевгениј Островски |  |
| 23. март 2014 13:00 | Четвртине: 14:20, 16:13, 16:26, 13:22                                               |         |                                                |       | Спортска палата Тријумф, Љуберци Гледаоци: 3.070 Судије: Сретен Радовић, Јургис Лавринавичијус, Јевгениј Островски |  |
| 23. март 2014 13:00 | Поени: Јевгениј Воронов 12 Скокови: Јевгениј Воронов 8 Асистенције: Артјом Вихров 3 |         | Петери Копонен 20 Три играча по 6 Мајк Грин 13 |       | Спортска палата Тријумф, Љуберци Гледаоци: 3.070 Судије: Сретен Радовић, Јургис Лавринавичијус, Јевгениј Островски |  |

| 24. март 2014 19:30 |                                                                              | ВЕФ | 97 : 83                                      | Астана | Арена Рига, Рига Гледаоци: 1.500 Судије: Миливоје Јовчић, Томас Јасевичијус, Семјон Овинов |  |
| 24. март 2014 19:30 | Четвртине: 27:21, 30:27, 22:14, 18:21                                        |     |                                              |        | Арена Рига, Рига Гледаоци: 1.500 Судије: Миливоје Јовчић, Томас Јасевичијус, Семјон Овинов |  |
| 24. март 2014 19:30 | Поени: Кристијан Полк 21 Скокови: Дерик Никс 9 Асистенције: Данијел Браун 13 |     | Дејвид Сајмон 17 Шејн Лавал 9 Џери Џонсон 10 |        | Арена Рига, Рига Гледаоци: 1.500 Судије: Миливоје Јовчић, Томас Јасевичијус, Семјон Овинов |  |

| 24. март 2014 17:00 |                                                                               | Краснаја крила | 88 : 84                                             | Цмоки-Минск | МТЛ арена, Самара Гледаоци: 1.000 Судије: Сретен Радовић, Јургис Лавринавичијус, Владимир Педијев |  |
| 24. март 2014 17:00 | Четвртине: 16:22, 29:20, 18:17, 25:25                                         |                |                                                     |             | МТЛ арена, Самара Гледаоци: 1.000 Судије: Сретен Радовић, Јургис Лавринавичијус, Владимир Педијев |  |
| 24. март 2014 17:00 | Поени: Филип Виденов 23 Скокови: Мичал Игнерски 10 Асистенције: Арон Мајлс 10 |                | Павел Ульянко 16 Џејсон Вешберн 7 Бранко Мирковић 7 |             | МТЛ арена, Самара Гледаоци: 1.000 Судије: Сретен Радовић, Јургис Лавринавичијус, Владимир Педијев |  |

### Април
| 1. април 2014 19:30 |                                                                              | КК Азовмаш | 76 : 94                                          | Химки | Кошаркашки центар Химки, Химки Гледаоци: 1.000 Судије: Јакуб Замојски, Олег Латишев, Урош Обркнежевић |  |
| 1. април 2014 19:30 | Четвртине: 28:29, 16:25, 16:26, 16:14                                        |            |                                                  |       | Кошаркашки центар Химки, Химки Гледаоци: 1.000 Судије: Јакуб Замојски, Олег Латишев, Урош Обркнежевић |  |
| 1. април 2014 19:30 | Поени: Кирил Натјажко 18 Скокови: Игор Зајцев 9 Асистенције: Три играча по 3 |            | Егор Вјалцев 23 Руслан Патејев 6 Марко Поповић 8 |       | Кошаркашки центар Химки, Химки Гледаоци: 1.000 Судије: Јакуб Замојски, Олег Латишев, Урош Обркнежевић |  |

## Плеј-оф
|  | Осмина финала           | Осмина финала  |                  |   | Четвртфинале | Четвртфинале |  |  | Полуфинале | Полуфинале |  |  | Финале | Финале |
|  |                         |                |                  |   |              |              |  |  |            |            |  |  |        |        |
|  |                         |                |                  |   |              |              |  |  |            |            |  |  |        |        |
|  |                         |                |                  |   |              |              |  |  |            |            |  |  |        |        |
|  |                         |                |                  |   |              |              |  |  |            |            |  |  |        |        |
|  |                         |                |                  |   |              |              |  |  |            |            |  |  |        |        |
|  |                         |                |                  |   |              |              |  |  |            |            |  |  |        |        |
|  | УНИКС                   | 3              |                  |   |              |              |  |  |            |            |  |  |        |        |
|  | УНИКС                   | 3              |                  |   |              |              |  |  |            |            |  |  |        |        |
|  |                         |                | Краснаја крила   | 0 |              |              |  |  |            |            |  |  |        |        |
|  | Краснаја крила          | 2              | Краснаја крила   | 0 |              |              |  |  |            |            |  |  |        |        |
|  | Краснаја крила          | 2              |                  |   |              |              |  |  |            |            |  |  |        |        |
|  | Јенисеј                 | 0              |                  |   |              |              |  |  |            |            |  |  |        |        |
|  | Јенисеј                 | 0              | УНИКС            | 0 |              |              |  |  |            |            |  |  |        |        |
|  |                         |                | УНИКС            | 0 |              |              |  |  |            |            |  |  |        |        |
|  |                         | ЦСКА           | 3                |   |              |              |  |  |            |            |  |  |        |        |
|  |                         | ЦСКА           | 3                |   |              |              |  |  |            |            |  |  |        |        |
|  |                         |                |                  |   |              |              |  |  |            |            |  |  |        |        |
|  |                         |                |                  |   |              |              |  |  |            |            |  |  |        |        |
|  | ЦСКА                    | 3              |                  |   |              |              |  |  |            |            |  |  |        |        |
|  | ЦСКА                    | 3              |                  |   |              |              |  |  |            |            |  |  |        |        |
|  |                         |                | Локомотива Кубањ | 2 |              |              |  |  |            |            |  |  |        |        |
|  | Локомотива Кубањ        | 2              | Локомотива Кубањ | 2 |              |              |  |  |            |            |  |  |        |        |
|  | Локомотива Кубањ        | 2              |                  |   |              |              |  |  |            |            |  |  |        |        |
|  | Красни октјабр          | 0              |                  |   |              |              |  |  |            |            |  |  |        |        |
|  | Красни октјабр          | 0              | ЦСКА             | 3 |              |              |  |  |            |            |  |  |        |        |
|  |                         |                | ЦСКА             | 3 |              |              |  |  |            |            |  |  |        |        |
|  |                         | Нижњи Новгород | 0                |   |              |              |  |  |            |            |  |  |        |        |
|  |                         | Нижњи Новгород | 0                |   |              |              |  |  |            |            |  |  |        |        |
|  |                         |                |                  |   |              |              |  |  |            |            |  |  |        |        |
|  |                         |                |                  |   |              |              |  |  |            |            |  |  |        |        |
|  | Химки                   | 0              |                  |   |              |              |  |  |            |            |  |  |        |        |
|  | Химки                   | 0              |                  |   |              |              |  |  |            |            |  |  |        |        |
|  |                         |                | Нижњи Новгород   | 3 |              |              |  |  |            |            |  |  |        |        |
|  | Нижњи Новгород          | 2              | Нижњи Новгород   | 3 |              |              |  |  |            |            |  |  |        |        |
|  | Нижњи Новгород          | 2              |                  |   |              |              |  |  |            |            |  |  |        |        |
|  | Астана                  | 0              |                  |   |              |              |  |  |            |            |  |  |        |        |
|  | Астана                  | 0              | Лијетувос Ритас  | 1 |              |              |  |  |            |            |  |  |        |        |
|  |                         |                | Лијетувос Ритас  | 1 |              |              |  |  |            |            |  |  |        |        |
|  |                         | Нижњи Новгород | 3                |   |              |              |  |  |            |            |  |  |        |        |
|  |                         | Нижњи Новгород | 3                |   |              |              |  |  |            |            |  |  |        |        |
|  |                         |                |                  |   |              |              |  |  |            |            |  |  |        |        |
|  |                         |                |                  |   |              |              |  |  |            |            |  |  |        |        |
|  | Лијетувос Ритас         | 3              |                  |   |              |              |  |  |            |            |  |  |        |        |
|  | Лијетувос Ритас         | 3              |                  |   |              |              |  |  |            |            |  |  |        |        |
|  |                         |                | Тријумф          | 0 |              |              |  |  |            |            |  |  |        |        |
|  | Тријумф                 | 2              | Тријумф          | 0 |              |              |  |  |            |            |  |  |        |        |
|  | Тријумф                 | 2              |                  |   |              |              |  |  |            |            |  |  |        |        |
|  | Спартак Санкт Петербург | 1              |                  |   |              |              |  |  |            |            |  |  |        |        |
|  | Спартак Санкт Петербург | 1              |                  |   |              |              |  |  |            |            |  |  |        |        |

| Првак ВТБ јунајтед лиге 2013/14.                   |
| -------------------------------------------------- |
| ЦСКА Русија 5. титула (21. титула шампиона Русије) |

У осмини финала играло се на две добијене утакмице (формат 1-1-1). У четвртфиналу, полуфиналу и финалу играло се на три добијене утакмице (формат 2-2-1).

## Осмина финала

### «Краснаја крила» — «Јенисеј»
| 1. мај 2014 19:00 |                                                                                 | Јенисеј | 78 : 81                                       | Краснаја крила | Спортска палата Иван Јаригин, Краснојарск Гледаоци: 2.700 Судије: Саша Маричић, Томас Јасевичијус, Иља Путенко |  |
| 1. мај 2014 19:00 | Четвртине: 19:22, 17:19, 18:19, 24:21                                           |         |                                               |                | Спортска палата Иван Јаригин, Краснојарск Гледаоци: 2.700 Судије: Саша Маричић, Томас Јасевичијус, Иља Путенко |  |
| 1. мај 2014 19:00 | Поени: Коста Перовић 17 Скокови: Кристијан Бернс 13 Асистенције: Алекс Ренфро 5 |         | Филип Виденов 17 Арон Мајлс Артјом Забелин 12 |                | Спортска палата Иван Јаригин, Краснојарск Гледаоци: 2.700 Судије: Саша Маричић, Томас Јасевичијус, Иља Путенко |  |

| 4. мај 2014 13:00 |                                                                            | Краснаја крила | 101 : 90                                           | Јенисеј | МТЛ арена, Самара Гледаоци: 1.150 Судије: Јакуб Замојски, Сергеј Михаиловј Александар Сирица |  |
| 4. мај 2014 13:00 | Четвртине: 15:24, 30:19, 21:23, 35:24                                      |                |                                                    |         | МТЛ арена, Самара Гледаоци: 1.150 Судије: Јакуб Замојски, Сергеј Михаиловј Александар Сирица |  |
| 4. мај 2014 13:00 | Поени: Мичал Игнерски 33 Скокови: Арон Мајлс 12 Асистенције: Арон Мајлс 15 |                | Ентони Фишер 21 Елмедин Кикановић 8 Алекс Ренфро 9 |         | МТЛ арена, Самара Гледаоци: 1.150 Судије: Јакуб Замојски, Сергеј Михаиловј Александар Сирица |  |

Краснаја крила су победила у серији са 2:0.

### «Локомотива Кубањ» — «Красни октјабр»
| 30. април 2014 19:00 |                                                                          | Красни октјабр | 85 : 91                                                                 | Локомотива Кубањ | Палата спортова Волгоград, Волгоград Гледаоци: 2.600 Судије: Антон Махлин, Марек Цмикевич, Оскар Лучис |  |
| 30. април 2014 19:00 | Четвртине: 22:25, 29:18, 16:19, 18:29                                    |                |                                                                         |                  | Палата спортова Волгоград, Волгоград Гледаоци: 2.600 Судије: Антон Махлин, Марек Цмикевич, Оскар Лучис |  |
| 30. април 2014 19:00 | Поени: Вили Дин 28 Скокови: Виктор Катберт 9 Асистенције: Бернард Кинг 7 |                | Маркус Вилијамс 18 Алекс Марић, Ричард Хендрикс по 7 Маркус Вилијамс 14 |                  | Палата спортова Волгоград, Волгоград Гледаоци: 2.600 Судије: Антон Махлин, Марек Цмикевич, Оскар Лучис |  |

| 3. мај 2014 13:00 | | Локомотива Кубањ | 89 : 73                                           | Красни октјабр | Баскет хол арена, Краснодар Гледаоци: 1.781 Судије: Борис Шуљга, Роберт Виклицки, Алексеј Давидов |  |
| 3. мај 2014 13:00 | Четвртине: 15:22, 28:26, 23:13, 23:12                                                               |                  |                                                   |                | Баскет хол арена, Краснодар Гледаоци: 1.781 Судије: Борис Шуљга, Роберт Виклицки, Алексеј Давидов |  |
| 3. мај 2014 13:00 | Поени: Дерик Браун 17 Скокови: Ричард Хендрикс 9 Асистенције: Крунослав Симон, Маркус Вилијамс по 5 |                  | Маркус Казин 21 Виктор Катберт 11 Бернард Кинг 10 |                | Баскет хол арена, Краснодар Гледаоци: 1.781 Судије: Борис Шуљга, Роберт Виклицки, Алексеј Давидов |  |

Локомотива Кубањ је победила у серији са 2:0.

### «Нижњи Новгород» — «Астана»
| 1. мај 2014 15:00 |                                                                         | Астана | 58 : 71                                            | Нижњи Новгород | Сарјарка велодром, Астана Гледаоци: 1.450 Судије: Емин Могулкоч, Борис Шуљга, Аре Халико |  |
| 1. мај 2014 15:00 | Четвртине: 15:18, 13:21, 17:19, 13:13                                   |        |                                                    |                | Сарјарка велодром, Астана Гледаоци: 1.450 Судије: Емин Могулкоч, Борис Шуљга, Аре Халико |  |
| 1. мај 2014 15:00 | Поени: Пет Калатес 18 Скокови: Пет Калатес 8 Асистенције: Џери Џонсон 7 |        | Павел Коробков 16 Вадим Панин 11 Дмитриј Хвостов 9 |                | Сарјарка велодром, Астана Гледаоци: 1.450 Судије: Емин Могулкоч, Борис Шуљга, Аре Халико |  |

| 4. мај 2014 18:00 |                                                                                  | Нижњи Новгород | 76 : 68                                       | Астана | Палата спортова Нижњи Новгород, Нижњи Новгород Гледаоци: 1.700 Судије: Олег Латишев, Јургис Лавринавичијус, Сергеј Зашчук |  |
| 4. мај 2014 18:00 | Четвртине: 27:19, 15:16, 15:12, 19:21                                            |                |                                               |        | Палата спортова Нижњи Новгород, Нижњи Новгород Гледаоци: 1.700 Судије: Олег Латишев, Јургис Лавринавичијус, Сергеј Зашчук |  |
| 4. мај 2014 18:00 | Поени: Три играча по 13 Скокови: Семјон Антонов 9 Асистенције: Дмитриј Хвостов 6 |                | Брајон Раш 17 Четири играча по 4 Брајон Раш 6 |        | Палата спортова Нижњи Новгород, Нижњи Новгород Гледаоци: 1.700 Судије: Олег Латишев, Јургис Лавринавичијус, Сергеј Зашчук |  |

Нижњи Новгород је остварио победу у серији са 2:0.

### «Тријумф» — «Спартак Санкт Петербург»
| 2. мај 2014 13:00 |                                                                                          | Спартак Санкт Петербург | 74 : 57                                      | Тријумф | Сибур арена, Санкт Петербург Гледаоци: 4.500 Судије: Јакуб Замојски, Петри Ментиле , Сергеј Круг |  |
| 2. мај 2014 13:00 | Четвртине: 21:17, 12:18, 19:13, 22:9                                                     |                         |                                              |         | Сибур арена, Санкт Петербург Гледаоци: 4.500 Судије: Јакуб Замојски, Петри Ментиле , Сергеј Круг |  |
| 2. мај 2014 13:00 | Поени: Џаред Хоман 20 Скокови: Џаред Хоман 9 Асистенције: Стив Берт, Доналд Макграт по 4 |                         | Кајл Ландри 16 Џереми Шапел 9 Џереми Шапел 5 |         | Сибур арена, Санкт Петербург Гледаоци: 4.500 Судије: Јакуб Замојски, Петри Ментиле , Сергеј Круг |  |

| 5. мај 2014 19:00 |                                                                         | Тријумф | 74 : 57                                                        | Спартак Санкт Петербург | Спортска палата Тријумф, Љуберци Гледаоци: 800 Судије: Олег Латишев, Роберт Виклицки, Семјон Овинов |  |
| 5. мај 2014 19:00 | Четвртине: 19:8, 19:21, 26:19, 10:9                                     |         |                                                                |                         | Спортска палата Тријумф, Љуберци Гледаоци: 800 Судије: Олег Латишев, Роберт Виклицки, Семјон Овинов |  |
| 5. мај 2014 19:00 | Поени: Кори Хигинс 17 Скокови: Кајл Ландри 9 Асистенције: Кори Хигинс 5 |         | Стив Берт 12 Артјом Јаковенко 7 Стив Берт, Доналд Макграт по 2 |                         | Спортска палата Тријумф, Љуберци Гледаоци: 800 Судије: Олег Латишев, Роберт Виклицки, Семјон Овинов |  |

| 6. мај 2014 19:00 | | Тријумф | 66 : 59                                     | Спартак Санкт Петербург | Спортска палата Тријумф, Љуберци Гледаоци: 1.000 Судије: Дамир Јавор, Аре Халико, Алексеј Давидов |  |
| 6. мај 2014 19:00 | Четвртине: 22:20, 13:13, 9:8, 22:18                                                                |         |                                             |                         | Спортска палата Тријумф, Љуберци Гледаоци: 1.000 Судије: Дамир Јавор, Аре Халико, Алексеј Давидов |  |
| 6. мај 2014 19:00 | Поени: Кори Хигинс 18 Скокови: Јевгениј Валијев, Џереми Шапел по 7 Асистенције: Јевгениј Воронов 5 |         | Стив Берт 21 Џаред Хоман 7 Доналд Макграт 8 |                         | Спортска палата Тријумф, Љуберци Гледаоци: 1.000 Судије: Дамир Јавор, Аре Халико, Алексеј Давидов |  |

Тријумф је остварио победу у серији са 2:1.

## Четвртфинале

### «УНИКС» — «Краснаја крила»
| 18. мај 2014 19:00 |                                                                                | УНИКС | 85 : 63                                           | Краснаја крила | Баскет хол Казањ, Казањ · Гледаоци: 2.500 · Судије: Летонија Арнис Озолс, Сергеј Круг, Миндаугас Вечерскис |  |
| 18. мај 2014 19:00 | Четвртине: 26:12, 22:17, 25:14, 12:20                                          |       |                                                   |                | Баскет хол Казањ, Казањ · Гледаоци: 2.500 · Судије: Летонија Арнис Озолс, Сергеј Круг, Миндаугас Вечерскис |  |
| 18. мај 2014 19:00 | Поени: Ендру Гаудлок 22 Скокови: Никита Курбанов 10 Асистенције: Никос Зисис 4 |       | Мичал Игнерски 22 Деметрис Николс 8 Арон Мајлс 10 |                | Баскет хол Казањ, Казањ · Гледаоци: 2.500 · Судије: Летонија Арнис Озолс, Сергеј Круг, Миндаугас Вечерскис |  |

| 19. мај 2014 20:00 |                                                                                               | УНИКС | 86 : 74                                       | Краснаја крила | Баскет хол Казањ, Казањ Гледаоци: 2.500 Судије: Матеј Болтаузер, Роберт Виклицки, Сергеј Михаилов |  |
| 19. мај 2014 20:00 | Четвртине: 21:27, 19:15, 26:17, 20:15                                                         |       |                                               |                | Баскет хол Казањ, Казањ Гледаоци: 2.500 Судије: Матеј Болтаузер, Роберт Виклицки, Сергеј Михаилов |  |
| 19. мај 2014 20:00 | Поени: Ендру Гаудлок 18 Скокови: Никос Зисис, Никита Курбанов по 6 Асистенције: Никос Зисис 9 |       | Мичал Игнерски 30 Виктор Кејру 6 Арон Мајлс 8 |                | Баскет хол Казањ, Казањ Гледаоци: 2.500 Судије: Матеј Болтаузер, Роберт Виклицки, Сергеј Михаилов |  |

| 22. мај 2014 13:00 |                                                                                | Краснаја крила | 77 : 93                                                           | УНИКС | МТЛ арена, Самара Гледаоци: 1.000 Судије: Антон Махлин, Јургис Лавринавичијус, Семјон Овинов |  |
| 22. мај 2014 13:00 | Четвртине: 21:22, 18:27, 19:19, 19:25                                          |                |                                                                   |       | МТЛ арена, Самара Гледаоци: 1.000 Судије: Антон Махлин, Јургис Лавринавичијус, Семјон Овинов |  |
| 22. мај 2014 13:00 | Поени: Деметрис Николс 20 Скокови: Мичал Игнерски 8 Асистенције: Арон Мајлс 12 |                | Сергеј Биков 19 Владимир Веременко, Чак Ајдсон по 6 Никос Зисис 6 |       | МТЛ арена, Самара Гледаоци: 1.000 Судије: Антон Махлин, Јургис Лавринавичијус, Семјон Овинов |  |

УНИКС је остварио победу у серији са 3:0.

### «ЦСКА» — «Локомотива Кубањ»
| 9. мај 2014 17:00 |                                                                                            | ЦСКА | 83 : 87                                                | Локомотива Кубањ | Универзални спортски комплекс ЦСКА, Москва Гледаоци: 1.050 Судије: Сретен Радовић, Милија Војиновић, Мурат Бириџик |  |
| 9. мај 2014 17:00 | Четвртине: 20:6, 24:27, 23:28, 16:26                                                       |      |                                                        |                  | Универзални спортски комплекс ЦСКА, Москва Гледаоци: 1.050 Судије: Сретен Радовић, Милија Војиновић, Мурат Бириџик |  |
| 9. мај 2014 17:00 | Поени: Ненад Крстић 16 Скокови: Ненад Крстић, Сони Вимс по 5 Асистенције: Милош Теодосић 5 |      | Маркус Вилијамс 22 Ричард Хендрикс 7 Маркус Вилијамс 4 |                  | Универзални спортски комплекс ЦСКА, Москва Гледаоци: 1.050 Судије: Сретен Радовић, Милија Војиновић, Мурат Бириџик |  |

| 10. мај 2014 17:00 |                                                                      | ЦСКА | 66 : 81                                            | Локомотива Кубањ | Универзални спортски комплекс ЦСКА, Москва Гледаоци: 2.550 Судије: Луиш Лопеш, Олег Латишев, Сергеј Зашчук |  |
| 10. мај 2014 17:00 | Четвртине: 15:20, 20:18, 11:27, 20:16                                |      |                                                    |                  | Универзални спортски комплекс ЦСКА, Москва Гледаоци: 2.550 Судије: Луиш Лопеш, Олег Латишев, Сергеј Зашчук |  |
| 10. мај 2014 17:00 | Поени: Сони Вимс 16 Скокови: Сони Вимс 5 Асистенције: Џереми Парго 5 |      | Маркус Вилијамс 24 Алекс Марић 6 Крунослав Симон 7 |                  | Универзални спортски комплекс ЦСКА, Москва Гледаоци: 2.550 Судије: Луиш Лопеш, Олег Латишев, Сергеј Зашчук |  |

| 22. мај 2014 20:00 |                                                                              | Локомотива Кубањ | 73 : 76                                                                  | ЦСКА | Баскет хол арена, Краснодар Гледаоци: 6.470 Судије: Дамир Јавор, Синиша Херцег, Емин Могулкоч |  |
| 22. мај 2014 20:00 | Четвртине: 15:23, 25:20, 18:17, 15:16                                        |                  |                                                                          |      | Баскет хол арена, Краснодар Гледаоци: 6.470 Судије: Дамир Јавор, Синиша Херцег, Емин Могулкоч |  |
| 22. мај 2014 20:00 | Поени: Дерик Браун 18 Скокови: Алекс Марић 11 Асистенције: Маркус Вилијамс 6 |                  | Ненад Крстић 16 Андреј Воронцевич, Милош Теодосић по 7 Милош Теодосић 10 |      | Баскет хол арена, Краснодар Гледаоци: 6.470 Судије: Дамир Јавор, Синиша Херцег, Емин Могулкоч |  |

| 23. мај 2014 19:00 | | Локомотива Кубањ | 78 : 79                                              | ЦСКА | Баскет хол арена, Краснодар Гледаоци: 3.652 Судије: Борис Рижик, Олег Латишев, Антон Махлин |  |
| 23. мај 2014 19:00 | Четвртине: 23:20, 19:14, 12:28, 24:17                                                                 |                  |                                                      |      | Баскет хол арена, Краснодар Гледаоци: 3.652 Судије: Борис Рижик, Олег Латишев, Антон Махлин |  |
| 23. мај 2014 19:00 | Поени: Крунослав Симон 18 Скокови: Дерик Браун, Ричард Хендрикс по 7 Асистенције: Мантас Калнијетис 9 |                  | Ненад Крстић 26 Андреј Воронцевич 9 Милош Теодосић 6 |      | Баскет хол арена, Краснодар Гледаоци: 3.652 Судије: Борис Рижик, Олег Латишев, Антон Махлин |  |

| 26. мај 2014 19:00 |                                                                           | ЦСКА | 84 : 65                                                | Локомотива Кубањ | Универзални спортски комплекс ЦСКА, Москва Гледаоци: 3.650 Судије: Дамир Јавор, Борис Шуљга, Томас Јасевичијус |  |
| 26. мај 2014 19:00 | Четвртине: 27:17, 13:16, 25:13, 19:19                                     |      |                                                        |                  | Универзални спортски комплекс ЦСКА, Москва Гледаоци: 3.650 Судије: Дамир Јавор, Борис Шуљга, Томас Јасевичијус |  |
| 26. мај 2014 19:00 | Поени: Ненад Крстић 18 Скокови: Сони Вимс 9 Асистенције: Милош Теодосић 7 |      | Валериј Лиходеј 18 Маркус Вилијамс 7 Маркус Вилијамс 5 |                  | Универзални спортски комплекс ЦСКА, Москва Гледаоци: 3.650 Судије: Дамир Јавор, Борис Шуљга, Томас Јасевичијус |  |

ЦСКА је остварио победу у серији са 3:2.

### «Химки» — «Нижњи Новгород»
| 17. мај 2014 15:00 |                                                                                   | Химки | 76 : 78                                              | Нижњи Новгород | Кошаркашки центар Химки, Химки Гледаоци: 1.500 Судије: Јакуб Замојски, Антон Махлин, Арнис Озолс |  |
| 17. мај 2014 15:00 | Четвртине: 13:20, 29:17, 23:18, 11:23                                             |       |                                                      |                | Кошаркашки центар Химки, Химки Гледаоци: 1.500 Судије: Јакуб Замојски, Антон Махлин, Арнис Озолс |  |
| 17. мај 2014 15:00 | Поени: Петери Копонен 22 Скокови: Петери Копонен 5 Асистенције: Крешимир Лончар 4 |       | Семјон Антонов 21 Семјон Антонов 8 Дмитриј Хвостов 6 |                | Кошаркашки центар Химки, Химки Гледаоци: 1.500 Судије: Јакуб Замојски, Антон Махлин, Арнис Озолс |  |

| 18. мај 2014 19:00 | Отчёт | Химки                                                                  | 70 : 76 | Нижњи Новгород                                                          | Кошаркашки центар Химки, Химки Гледаоци: 1.900 Судије: Томас Јасевичијус, Роберт Виклицки, Иља Путенко |  |
| 18. мај 2014 19:00 | Отчёт | Четвртине: 16:23, 18:20, 21:17, 15:16                                  |         |                                                                         | Кошаркашки центар Химки, Химки Гледаоци: 1.900 Судије: Томас Јасевичијус, Роберт Виклицки, Иља Путенко |  |
| 18. мај 2014 19:00 | Отчёт | Поени: Микаел Желабал 14 Скокови: Мајк Грин 6 Асистенције: Мајк Грин 6 |         | Тејлор Рочести 24 Семјон Антонов, Тејлор Рочести по 5 Дмитриј Хвостов 5 | Кошаркашки центар Химки, Химки Гледаоци: 1.900 Судије: Томас Јасевичијус, Роберт Виклицки, Иља Путенко |  |

| 21. мај 2014 19:00 |                                                                               | Нижњи Новгород | 84 : 64                                           | Химки | Палата спортова Нижњи Новгород, Нижњи Новгород Гледаоци: 4.500 Судије: Борис Рижик, Иво Долинек, Алексеј Давидов |  |
| 21. мај 2014 19:00 | Четвртине: 15:18, 16:19, 25:9, 28:18                                          |                |                                                   |       | Палата спортова Нижњи Новгород, Нижњи Новгород Гледаоци: 4.500 Судије: Борис Рижик, Иво Долинек, Алексеј Давидов |  |
| 21. мај 2014 19:00 | Поени: Диџон Томпсон 20 Скокови: Вадим Панин 12 Асистенције: Тејлор Рочести 6 |                | Крешимир Лончар 17 Сергеј Моња 7 Петери Копонен 3 |       | Палата спортова Нижњи Новгород, Нижњи Новгород Гледаоци: 4.500 Судије: Борис Рижик, Иво Долинек, Алексеј Давидов |  |

Нижњи Новгород је остварио победу у серији са 3:0'.

### «Лијетувос Ритас» — «Тријумф»
| 17. мај 2014 16:10 |                                                                                 | Лијетувос Ритас | 80 : 69                                        | Тријумф | Сименс арена, Вилњус Гледаоци: 960 Судије: Борис Шуљга, Апостолос Калпакас, Марек Цмикевич |  |
| 17. мај 2014 16:10 | Четвртине: 12:22, 29:17, 17:14, 22:16                                           |                 |                                                |         | Сименс арена, Вилњус Гледаоци: 960 Судије: Борис Шуљга, Апостолос Калпакас, Марек Цмикевич |  |
| 17. мај 2014 16:10 | Поени: Мартинас Гецевичијус 18 Скокови: Хуан Паласиос 8 Асистенције: Омар Кук 9 |                 | Кајл Ландри 24 Милован Раковић 7 Кори Хигинс 4 |         | Сименс арена, Вилњус Гледаоци: 960 Судије: Борис Шуљга, Апостолос Калпакас, Марек Цмикевич |  |

| 18. мај 2014 16:10 | | Лијетувос Ритас | 96 : 94                                      | Тријумф | Сименс арена, Вилњус Гледаоци: 1.600 Судије: Јакуб Замојски, Сергеј Зашчук, Аре Халико |  |
| 18. мај 2014 16:10 | Четвртине: 17:21, 21:22, 24:27, 21:13                                                                  |                 |                                              |         | Сименс арена, Вилњус Гледаоци: 1.600 Судије: Јакуб Замојски, Сергеј Зашчук, Аре Халико |  |
| 18. мај 2014 16:10 | Поени: Мартинас Гецевичијус 26 Скокови: Гедиминас Ореликас, Хуан Паласиос по 6 Асистенције: Омар Кук 7 |                 | Кори Хигинс 33 Кајл Ландри 8 Три играча по 4 |         | Сименс арена, Вилњус Гледаоци: 1.600 Судије: Јакуб Замојски, Сергеј Зашчук, Аре Халико |  |

| 21. мај 2014 20:00 |                                                                         | Тријумф | 87 : 97                                      | Лијетувос Ритас | Спортска палата Тријумф, Љуберци Гледаоци: 1.100 Судије: Фернандо Роша, Синиша Херцег, Емин Могулкоч |  |
| 21. мај 2014 20:00 | Четвртине: 20:16, 24:29, 20:27, 23:25                                   |         |                                              |                 | Спортска палата Тријумф, Љуберци Гледаоци: 1.100 Судије: Фернандо Роша, Синиша Херцег, Емин Могулкоч |  |
| 21. мај 2014 20:00 | Поени: Кајл Ландри 22 Скокови: Кајл Ландри 6 Асистенције: Кори Хигинс 6 |         | Хуан Паласиос 22 Хуан Паласиос 6 Омар Кук 11 |                 | Спортска палата Тријумф, Љуберци Гледаоци: 1.100 Судије: Фернандо Роша, Синиша Херцег, Емин Могулкоч |  |

Лијетувос Ритаас је остварио победу у серији са 3:0.

## Полуфинале

### «Нижњи Новгород» — «Лијетувос Ритас»
| 28. мај 2014 19:00 |                                                                                                 | Нижњи Новгород | 87 : 81                                              | Лијетувос Ритас | Палата спортова Нижњи Новгород, Нижњи Новгород Гледаоци: 1.600 Судије: Срђан Дозаи, Луиш Лопеш, Петри Ментиле |  |
| 28. мај 2014 19:00 | Четвртине: 25:19, 20:25, 18:12, 24:25                                                           |                |                                                      |                 | Палата спортова Нижњи Новгород, Нижњи Новгород Гледаоци: 1.600 Судије: Срђан Дозаи, Луиш Лопеш, Петри Ментиле |  |
| 28. мај 2014 19:00 | Поени: Тејлор Рочести 17 Скокови: Семјон Антонов, Диџон Томпсон по 6 Асистенције: Вадим Панин 5 |                | Мартинас Гецевичијус 23 Хуан Паласиос 13 Омар Кук 10 |                 | Палата спортова Нижњи Новгород, Нижњи Новгород Гледаоци: 1.600 Судије: Срђан Дозаи, Луиш Лопеш, Петри Ментиле |  |

| 29. мај 2014 19:30 |                                                                                 | Нижњи Новгород | 75 : 78                                             | Лијетувос Ритас | Палата спортова Нижњи Новгород, Нижњи Новгород Гледаоци: 1.800 Судије: Фернандо Роша, Борис Рижик, Здравко Рутешић |  |
| 29. мај 2014 19:30 | Четвртине: 16:22, 27:15, 16:23, 16:18                                           |                |                                                     |                 | Палата спортова Нижњи Новгород, Нижњи Новгород Гледаоци: 1.800 Судије: Фернандо Роша, Борис Рижик, Здравко Рутешић |  |
| 29. мај 2014 19:30 | Поени: Три играча по 14 Скокови: Семјон Антонов 6 Асистенције: Тејлор Рочести 7 |                | Хуан Паласиос 30 Мартинас Гецевичијус 7 Омар Кук 12 |                 | Палата спортова Нижњи Новгород, Нижњи Новгород Гледаоци: 1.800 Судије: Фернандо Роша, Борис Рижик, Здравко Рутешић |  |

| 1. јун 2014 14:00 | | Лијетувос Ритас | 69 : 80                                           | Нижњи Новгород | Сименс арена, Вилњус Гледаоци: 2.300 Судије: Мурат Биричик, Олег Латишев, Борис Шуљга |  |
| 1. јун 2014 14:00 | Четвртине: 16:16, 14:17, 22:23, 17:24                                                               |                 |                                                   |                | Сименс арена, Вилњус Гледаоци: 2.300 Судије: Мурат Биричик, Олег Латишев, Борис Шуљга |  |
| 1. јун 2014 14:00 | Поени: Мартинас Гецевичијус 17 Скокови: Стеван Јеловац 7 Асистенције: Забијан Даудел, Омар Кук по 4 |                 | Тејлор Рочести 25 Вадим Панин 9 Дмитриј Хвостов 7 |                | Сименс арена, Вилњус Гледаоци: 2.300 Судије: Мурат Биричик, Олег Латишев, Борис Шуљга |  |

| 2. јун 2014 19:00 |                                                                        | Лијетувос Ритас | 78 : 84                                                              | Нижњи Новгород | Сименс арена, Вилњус Гледаоци: 2.000 Судије: Синиша Херцег, Емин Могулкоч, Роберт Виклицки |  |
| 2. јун 2014 19:00 | Четвртине: 16:26, 16:19, 23:14, 23:25                                  |                 |                                                                      |                | Сименс арена, Вилњус Гледаоци: 2.000 Судије: Синиша Херцег, Емин Могулкоч, Роберт Виклицки |  |
| 2. јун 2014 19:00 | Поени: Даријус Сонгајла 21 Скокови: Омар Кук 7 Асистенције: Омар Кук 5 |                 | Тејлор Рочести 20 Павел Коробков, Вадим Панин по 5 Дмитриј Хвостов 8 |                | Сименс арена, Вилњус Гледаоци: 2.000 Судије: Синиша Херцег, Емин Могулкоч, Роберт Виклицки |  |

Нижњи Новгород је остварио победу у серији са 3:1.

### «УНИКС» — ЦСКА
| 29. мај 2014 19:00 |                                                                        | УНИКС | 90 : 92                                                 | ЦСКА | Баскет хол Казањ, Казањ Гледаоци: 3.000 Судије: Луиш Лопеш, Мурат Биричик, АлексеЈ Давидов |  |
| 29. мај 2014 19:00 | Четвртине: 22:20, 26:23, 19:15, 16:25                                  |       |                                                         |      | Баскет хол Казањ, Казањ Гледаоци: 3.000 Судије: Луиш Лопеш, Мурат Биричик, АлексеЈ Давидов |  |
| 29. мај 2014 19:00 | Поени: Никос Зисис 16 Скокови: Чак Ајдсон 7 Асистенције: Никос Зисис 8 |       | Милош Теодосић 25 Андреј Воронцевич 10 Милош Теодосић 6 |      | Баскет хол Казањ, Казањ Гледаоци: 3.000 Судије: Луиш Лопеш, Мурат Биричик, АлексеЈ Давидов |  |

| 30. мај 2014 19:00 |                                                                               | УНИКС | 61 : 65                                        | ЦСКА | Баскет хол Казањ, Казањ Гледаоци: 5.000 Судије: Фернандо Роша, Јакуб Замојски, Семјон Овинов |  |
| 30. мај 2014 19:00 | Четвртине: 8:19, 15:10, 12:13, 26:23                                          |       |                                                |      | Баскет хол Казањ, Казањ Гледаоци: 5.000 Судије: Фернандо Роша, Јакуб Замојски, Семјон Овинов |  |
| 30. мај 2014 19:00 | Поени: Ендру Гаудлок 19 Скокови: Никита Курбанов 7 Асистенције: Никос Зисис 7 |       | Сони Вимс 22 Виктор Хрјапа 11 Милош Теодосић 6 |      | Баскет хол Казањ, Казањ Гледаоци: 5.000 Судије: Фернандо Роша, Јакуб Замојски, Семјон Овинов |  |

| 2. јун 2014 19:00 |                                                                                   | ЦСКА | 92 : 86                                      | УНИКС | Универзални спортски комплекс ЦСКА, Москва Гледаоци: 1.250 Судије: Сретен Радовић, Томас Јасевичијус, Антон Махлин |  |
| 2. јун 2014 19:00 | Четвртине: 18:25, 24:17, 31:19, 19:25                                             |      |                                              |       | Универзални спортски комплекс ЦСКА, Москва Гледаоци: 1.250 Судије: Сретен Радовић, Томас Јасевичијус, Антон Махлин |  |
| 2. јун 2014 19:00 | Поени: Виталиј Фридзон 20 Скокови: Александар Каун 6 Асистенције: Виктор Хрјапа 8 |      | Ендру Гаудлок 24 Чак Ајдсон 10 Никос Зисис 5 |       | Универзални спортски комплекс ЦСКА, Москва Гледаоци: 1.250 Судије: Сретен Радовић, Томас Јасевичијус, Антон Махлин |  |

ЦСКА је победио у серији са 3:0.

## Финале «Нижњи Новгород» — «ЦСКА»
| 9. јун 2014 20:00 |                                                                                                   | Нижњи Новгород | 54 : 65                                             | ЦСКА | Палата спортова Нижњи Новгород, Нижњи Новгород Гледаоци: 4.500 Судије: Борис Рижик, Олег Латишев, Семјон Овинов |  |
| 9. јун 2014 20:00 | Четвртине: 10:18, 11:10, 9:19, 24:18                                                              |                |                                                     |      | Палата спортова Нижњи Новгород, Нижњи Новгород Гледаоци: 4.500 Судије: Борис Рижик, Олег Латишев, Семјон Овинов |  |
| 9. јун 2014 20:00 | Поени: Семјон Антонов, Павел Коробков по 11 Скокови: Вадим Панин 11 Асистенције: Тејлор Рочести 4 |                | Милош Теодосић 13 Виктор Хрјапа 10 Милош Теодосић 5 |      | Палата спортова Нижњи Новгород, Нижњи Новгород Гледаоци: 4.500 Судије: Борис Рижик, Олег Латишев, Семјон Овинов |  |

| 10. јун 2014 20:00 |                                                                                | Нижњи Новгород | 59 : 86                                             | ЦСКА | Палата спортова Нижњи Новгород, Нижњи Новгород Гледаоци: 4.500 Судије: Дамир Јавор, Јакуб Замојски, Иља Путенко |  |
| 10. јун 2014 20:00 | Четвртине: 15:20, 13:21, 13:18, 18:27                                          |                |                                                     |      | Палата спортова Нижњи Новгород, Нижњи Новгород Гледаоци: 4.500 Судије: Дамир Јавор, Јакуб Замојски, Иља Путенко |  |
| 10. јун 2014 20:00 | Поени: Павел Коробков 13 Скокови: Вадим Панин 6 Асистенције: Дмитриј Хвостов 4 |                | Милош Теодосић 18 Виктор Хрјапа 11 Милош Теодосић 9 |      | Палата спортова Нижњи Новгород, Нижњи Новгород Гледаоци: 4.500 Судије: Дамир Јавор, Јакуб Замојски, Иља Путенко |  |

| 13. јун 2014 20:00 |                                                                                  | ЦСКА | 82 : 66                                                             | Нижњи Новгород | Универзални спортски комплекс ЦСКА, Москва Гледаоци: 4.505 Судије: Сретен Радовић, Саша Пукл, Томас Јасевичијус |  |
| 13. јун 2014 20:00 | Четвртине: 23:22, 21:15, 15:11, 23:18                                            |      |                                                                     |                | Универзални спортски комплекс ЦСКА, Москва Гледаоци: 4.505 Судије: Сретен Радовић, Саша Пукл, Томас Јасевичијус |  |
| 13. јун 2014 20:00 | Поени: Александар Каун 20 Скокови: Виктор Хрјапа 10 Асистенције: Виктор Хрјапа 8 |      | Диџон Томпсон 14 Диџон Томпсон 9 Пјотр Губанов, Тејлор Рочести по 3 |                | Универзални спортски комплекс ЦСКА, Москва Гледаоци: 4.505 Судије: Сретен Радовић, Саша Пукл, Томас Јасевичијус |  |

ЦСКА је остварио победу у серији са 3:0.

## Награде

### Главне награде
- Најкориснији играч (МВП):  Ендру Гаудлок (УНИКС)[2]
- Најкориснији играч плеј-офа:  Милош Теодосић (ЦСКА Москва)[3]
- Најбољи тренер:  Римас Куртинајтис (Химки)[4]
- Најбољи шести играч:  Џејмс Огастин (Химки)[5]
- Најбољи одбрамбени играч:  Александар Каун (ЦСКА Москва)[6]
- Најбољи млади играч:  Дмитриј Кулагин (Тријумф Љуберци) и  Едгарас Улановас (Нептунас)[7]

### Награде према националности
| Држава     | Играч                | Екипа           | Реф.   |
| ---------- | -------------------- | --------------- | ------ |
| Украјина   | Кирил Натјажко       | Азовмаш         | [ 8 ]  |
| Естонија   | Рајн Вајдеман        | Калев/Крамо     | [ 9 ]  |
| Пољска     | Дамјан Кулиг         | Туров Згожелец  | [ 10 ] |
| Чешка      | Војтех Хрубан        | Нимбурк         | [ 11 ] |
| Летонија   | Јанис Блумс          | Астана          | [ 12 ] |
| Казахстан  | Анатолиј Колесников  | Астана          | [ 13 ] |
| Белорусија | Владимир Веременко   | УНИКС           | [ 14 ] |
| Русија     | Семјон Антонов       | Нижњи Новгород  | [ 15 ] |
| Литванија  | Мартинас Гецевичијус | Лијетувос Ритас |        |

### Најкориснији играч месеца
| Месец    | Играч           | Екипа           | Реф.   |
| -------- | --------------- | --------------- | ------ |
| Октобар  | Александар Каун | ЦСКА Москва     | [ 16 ] |
| Новембар | Кори Хигинс     | Тријумф Љуберци | [ 16 ] |
| Децембар | Алекс Ренфро    | Јенисеј         | [ 16 ] |
| Јануар   | Џејмс Огастин   | Химки           | [ 16 ] |
| Фебруар  | Ендру Гаудлок   | УНИКС Казањ     | [ 17 ] |
| Март     | Вили Дин        | Красни октјабр  | [ 16 ] |